# Gótico en Milán

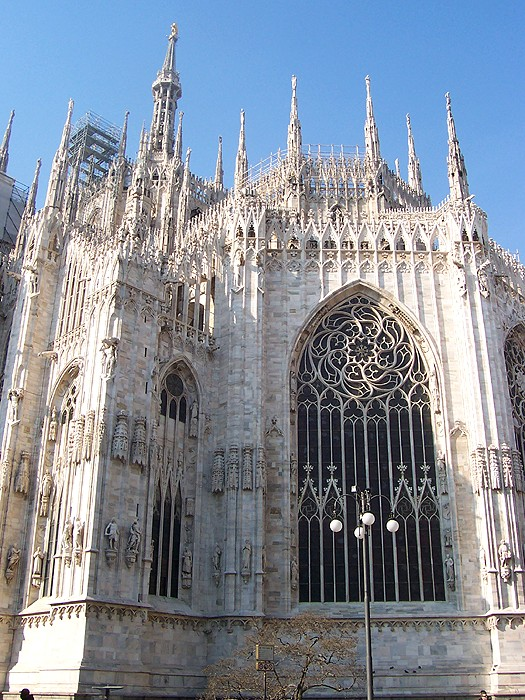
Vista del ábside de la catedral de Milán

Gótico en Milán (a veces, gótico lombardo, aunque puede confundirse con el gótico en la actual región de Lombardía) es un denominación historiográfica para referirse a las producciones artísticas del periodo correspondiente al arte gótico en Italia en el señorío de Milán —entonces un estado dependiente del Sacro Imperio Romano que comprendía la propia ciudad y las áreas circundantes—, desde finales de la segunda mitad del siglo XIII a la primera mitad del siglo XV. El estilo gótico, introducido inicialmente en el territorio milanés por los monjes cistercienses, fue el principal lenguaje artístico del vasto programa de mecenazgo y autocelebración de los Visconti, señores de Milán, cuyo dominio sobre la ciudad suele asociarse al período gótico milanés.

## Encuadre histórico

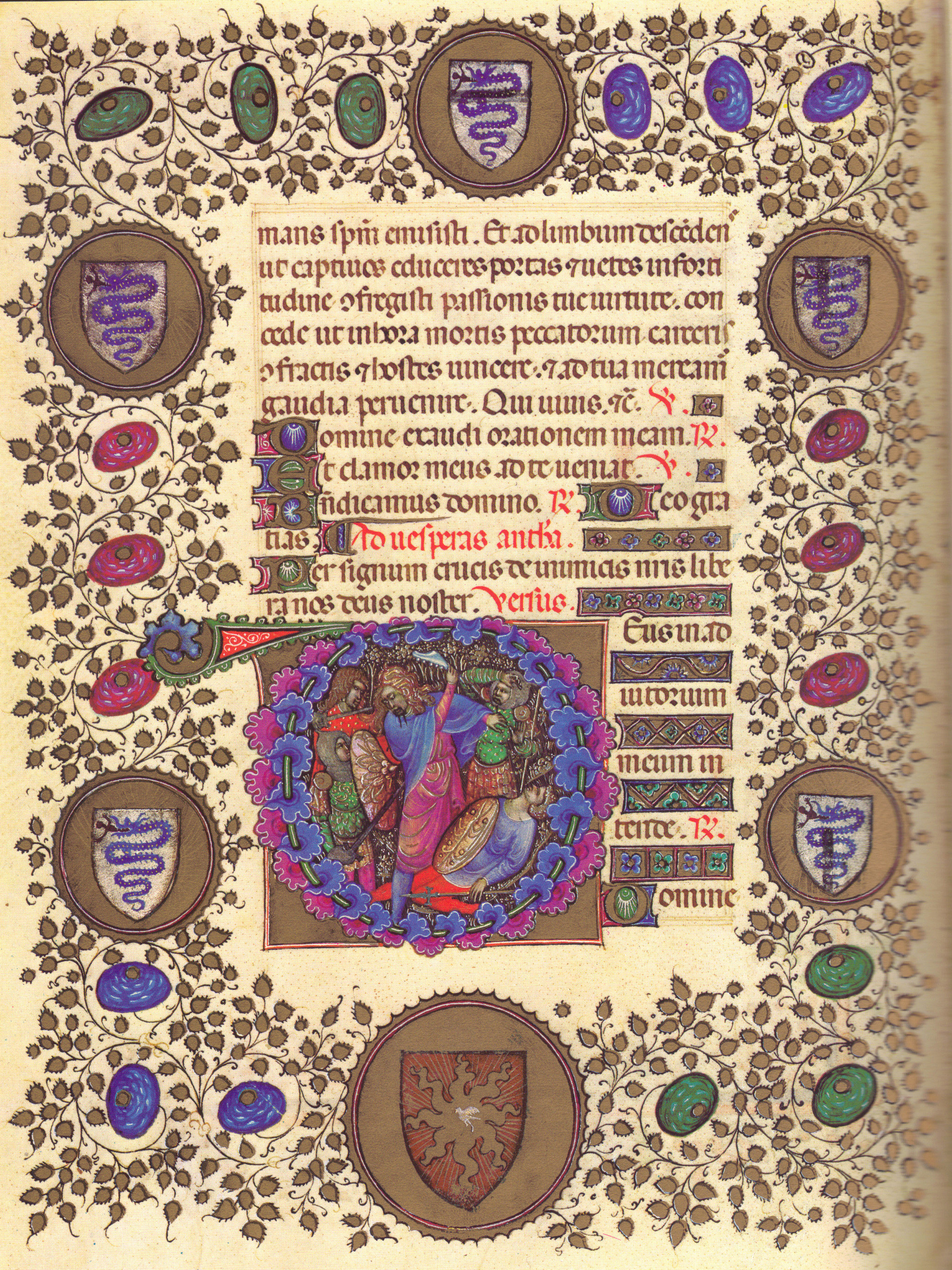
El Offiziolo de Gian Galeazzo Visconti con los símbolos de la familia Visconti.

Como fecha convencional de inicio de la experiencia gótica en el territorio del señorío de Milán, suele señalarse la llegada al poder de la familia Visconti en 1282. La penetración de las nuevas corrientes artísticas más allá de los Alpes llegó más tarde que en el centro de Italia, donde el gótico cisterciense ya había producido la abadía de Fossanova (1187) y la abadía de Casamari (1203) casi un siglo antes. Este retraso en la introducción del lenguaje gótico en los milaneses puede explicarse por la fuerte y arraigada presencia de la arquitectura románica, también en virtud del vínculo entre esa arquitectura y el Imperio Sacro Romano, que no en vano fue superado sólo con el nuevo rumbo político del señorío de los Visconti.
Sin embargo, la fecha es solo indicativa ya que el primer ejemplo de gótico apareció en Milán por obra de los monjes cistercienses en la primera mitad del siglo XIII: en 1221 la abadía de Chiaravalle fue consagrada por el obispo Enrico Settala. Al mismo tiempo, sin embargo, el estilo gótico no se difundió apreciablemente en el territorio, además con estilos fuertemente influidos por el románico, hasta la obra de Azzone Visconti (r. 1329-1339), quien introdujo en su corte a los artistas pisanos y florentinos.
El denso programa de apoyo a las artes inaugurado por Azzone Visconti fue llevado a cabo por su sucesor Bernabé Visconti (r. 1349-1385), pero sobre todo por Gian Galeazzo (r. 1378-1395): bajo su señoría se inauguró la mayor obra gótica italiana para la construcción de la nueva catedral de la ciudad. Para tal obra, que en la mente del duque habría sido monumental y grandiosa, fueron llamados a Milán arquitectos y artistas de toda Europa: el continuo enfrentamiento entre trabajadores locales y extranjeros contribuyó a hacer madurar el estilo gótico lombardo, anteriormente anclado en la fuerte herencia románica, creando una síntesis entre la arquitectura gótica italiana y europea
Después de un revés debido a un período político turbulento tras la muerte de Gian Galeazzo Visconti, el esplendor artístico milanés revivió bajo la dirección de Filippo Maria Visconti, quien en la primera mitad del siglo XV transformó la corte milanesa en uno de los principales centros del humanismo italiano, llamando a su servicio personalidades como Francesco Filelfo, Pier Candido Decembrio, Gasparino Barzizza y Antonio da Rho.  En los últimos años del señorío viscontino, al igual que sucedió en Florencia, se dieron entonces los primeros indicios del nuevo arte renacentista con la obra de Masolino da Panicale en Castiglione Olona.
La conclusión de la experiencia gótica, por lo tanto, viene a coincidir indicativamente con el colapso del señorío Visconti en 1447, con un estilo tardogótico que se habría injertado sobre las primeras experiencias del Renacimiento italiano central para dar vida al Renacimiento lombardo.

## Arquitectura religiosa

### La introducción del gótico: las abadías

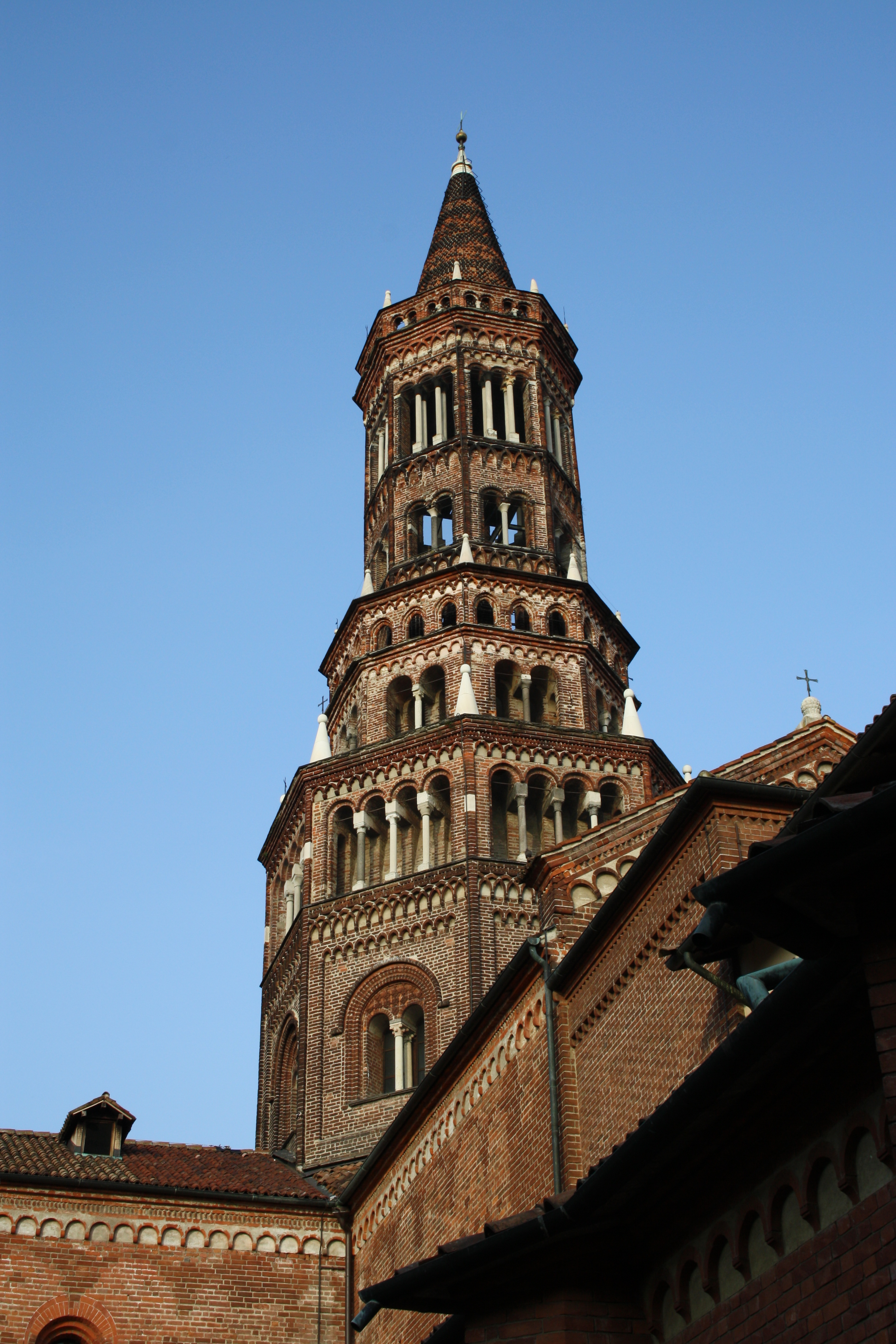
Torre nolare de la abadía de Chiaravalle.

#### Abadía de Chiaravalle  (1150-1221)
En Milán, como en otros lugares, el lenguaje gótico fue introducido por monjes cistercienses llegados de Francia: el primer ejemplo de gótico en Milán es la abadía de Chiaravalle, construida a partir de la primera mitad del siglo XIII por monjes de la abadía de Clairvaux. La descripción debe tener en cuenta la particular complejidad de su historia, que vio intervenciones en la iglesia desde su fundación hasta el siglo XVIII: por ejemplo, de la fachada gótica solo queda el orden superior en terracota, decorado por un óculo y una ventana bifora encerrada en el perfil de la cubierta a dos aguas decorado con arcadas pingantes.
La iglesia, construida respetando las indicaciones arquitectónicas para las iglesias cistercienses aportadas por Bernardo de Claraval en 1135, se puede definir por su estructura y parte de la decoración como un compromiso entre la arquitectura lombarda del siglo XIII y el gótico cisterciense, siendo el primer edificio que rompe con la tradición románica y en introducir, aunque con formas muy mitigadas por la tradición lombarda, las formas del gótico.
Las primeras intervenciones para superar la transición entre el románico y el gótico fueron las obras del claustro meridional de la iglesia, con arcos apuntados de ladrillo sostenidos por columnas pareadas de piedra. Sin embargo, la intervención arquitectónica gótica más importante y que más caracteriza a la abadía fue la construcción de la torre nolare: la torre tiene forma octogonal y descansa sobre el presbiterio de planta cuadrada al que se conecta mediante el uso de pechinas con arcos decrecientes. La torre octogonal está formada por tres órdenes verticales que se estrechan a medida que se asciende: la torre está decorada con una alternancia de ventanas biforas, monoforas y cuadriforas en las que se alternan decoraciones en ladrillo y mármol blanco para crear un contraste de colores.
En el interior, entre las decoraciones pictóricas más interesantes destacan los fragmentos de frescos del siglo XIV de los Evangelisti en el espacio de la cúpula y de las dieciséis figuras de  Santi, de un autor identificado como Primo Maestro di Chiaravalle..  En la parte inferior de la cúpula se encuentran las  Storie della Vergine,  una composición refinada y elegante de gusto giottesco atribuida a Stefano Fiorentino  y basada en la Leyenda Aurea de Jacopo da Varazze.

Planta de la iglesia abacial (el Norte a la izqda., con la iglesia orientada al Este).
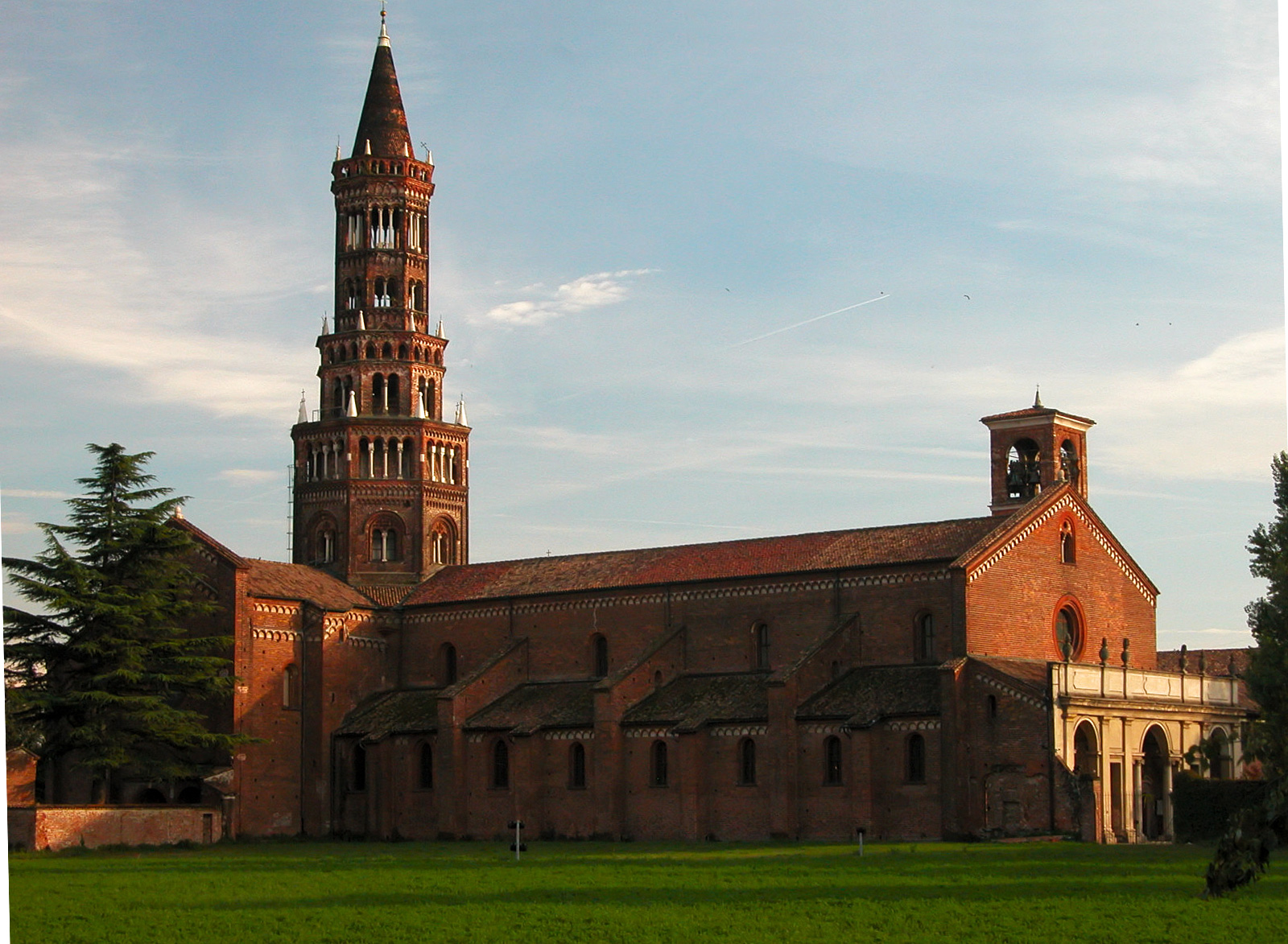
Vista de conjunto, casi todo reconstruido
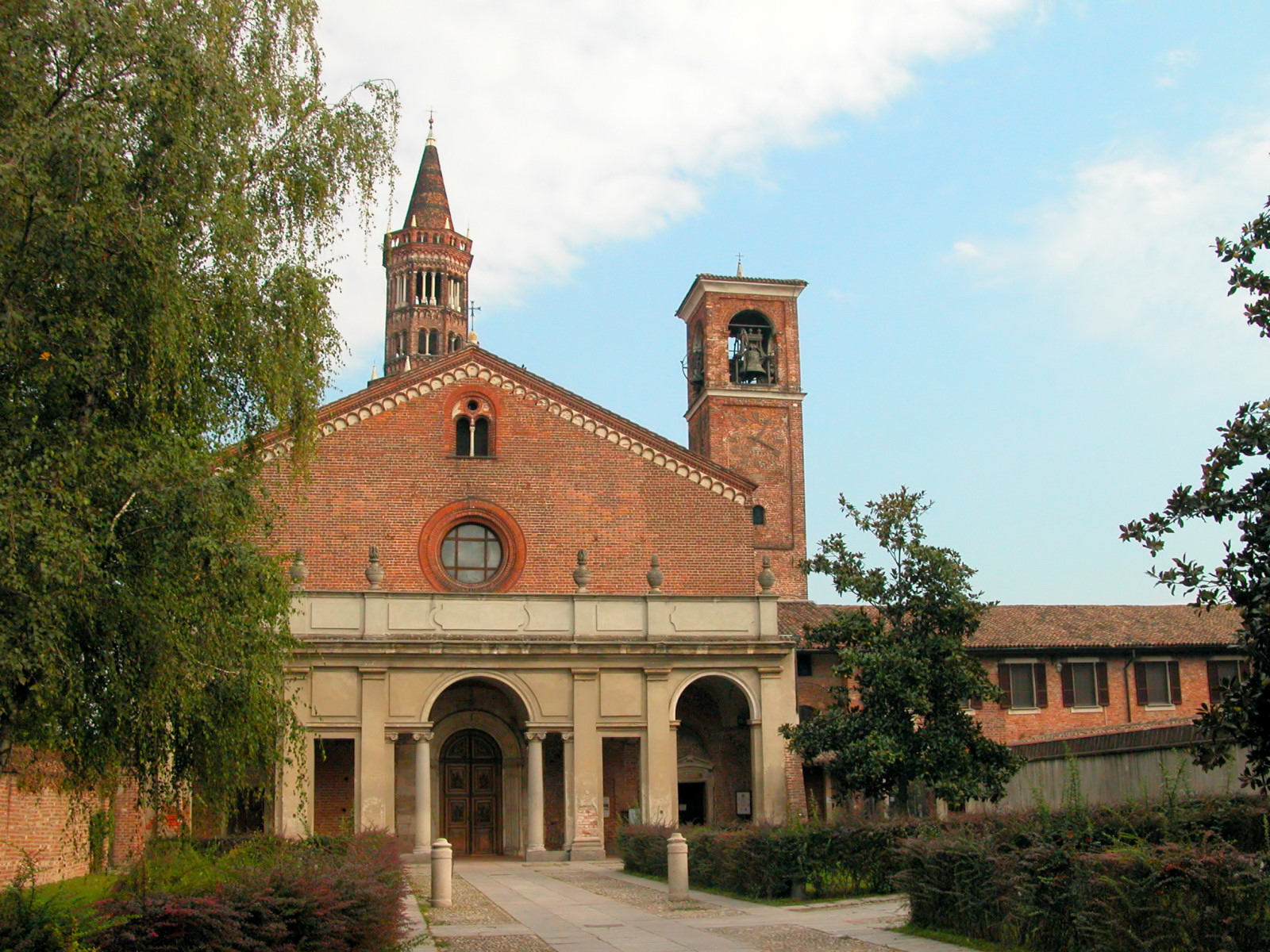
La portada es posterior
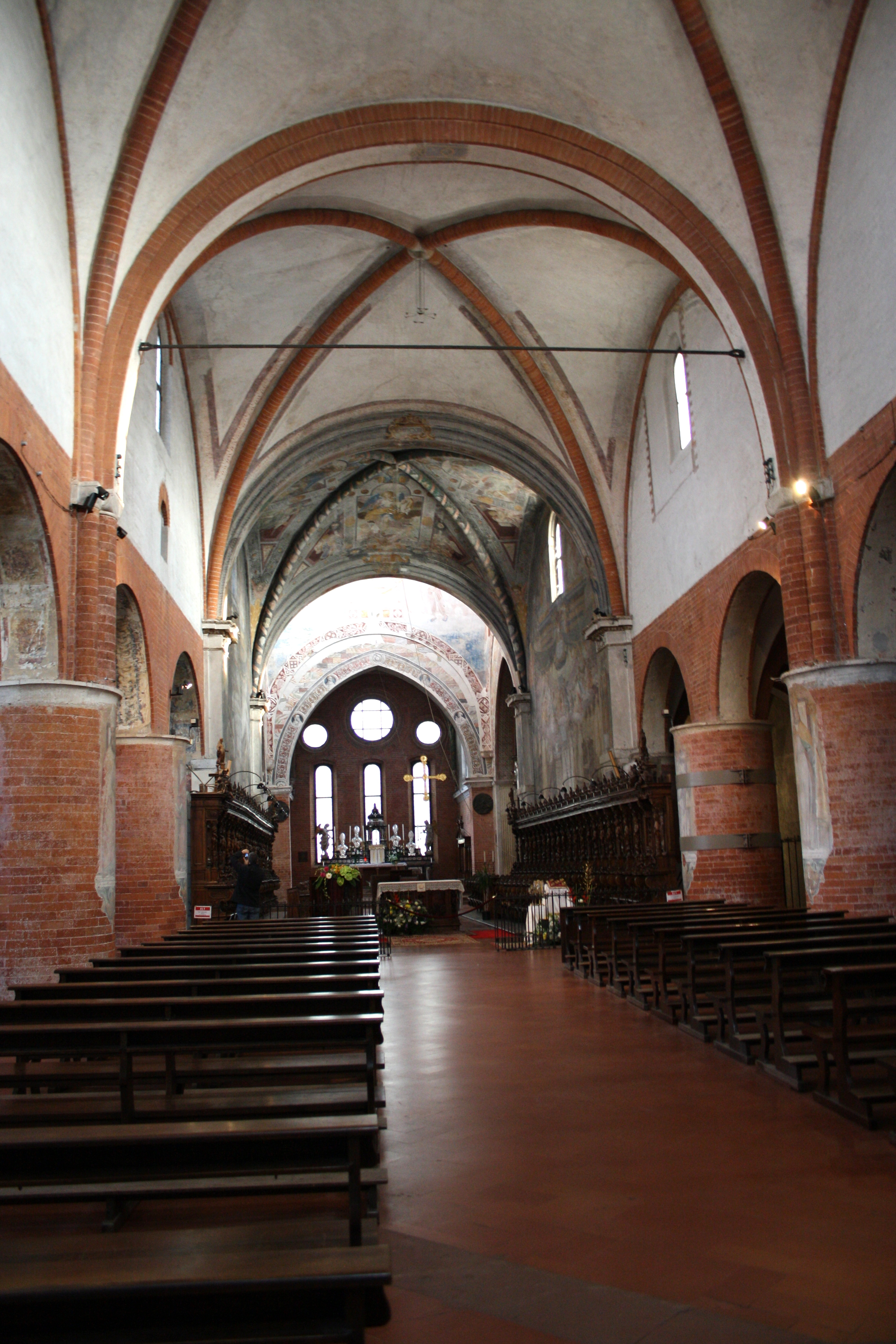
La nave de la abacial, con sus pilares de ladrillo; la bóveda del transepto decorada con frescos; al final, el fondo del ábside plano y sus tres vidrieras, tipicamente cistercienses.
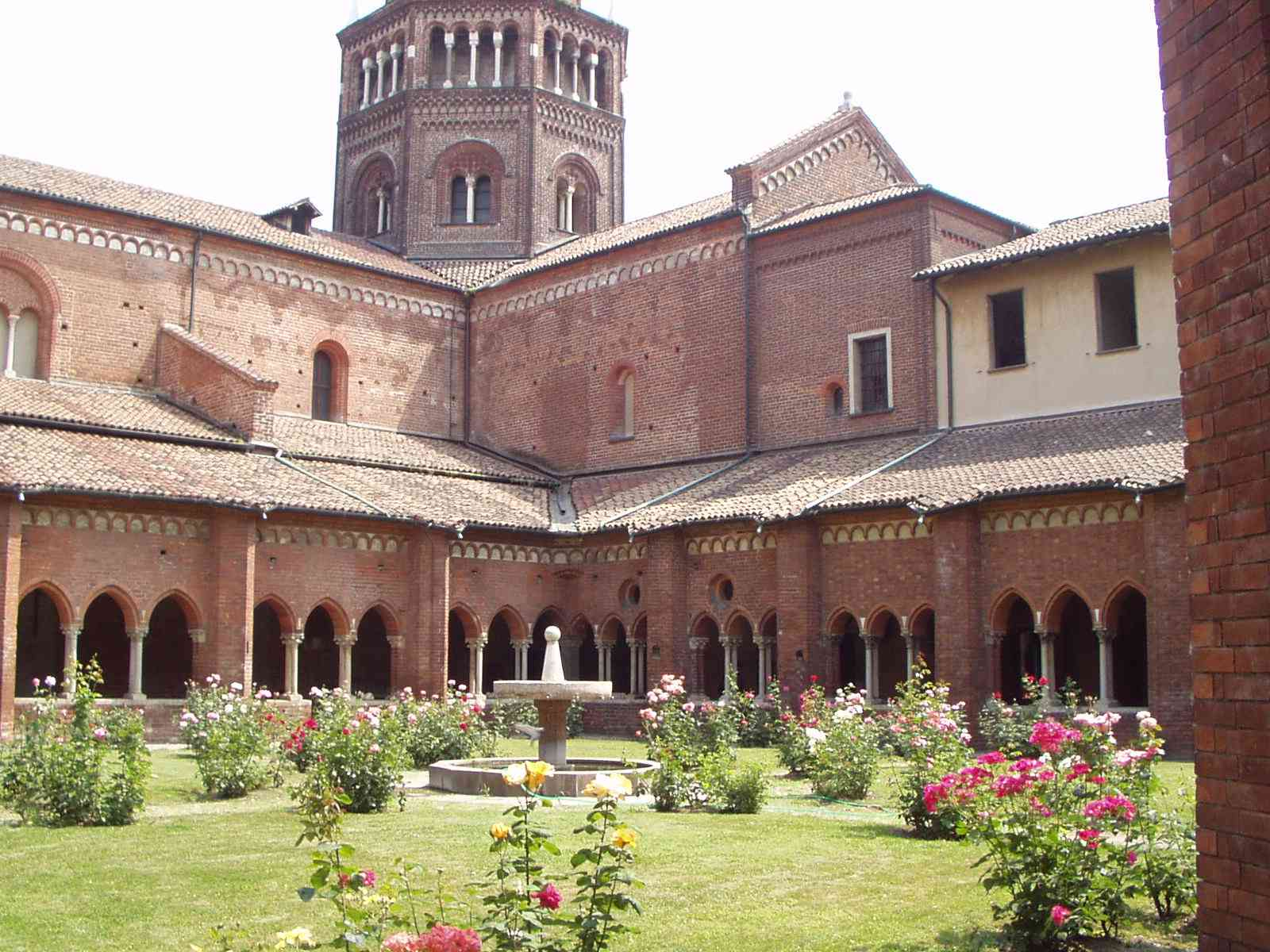
Claustro, con la parte septentrional original

#### Abadía de Viboldone (1176-1328)

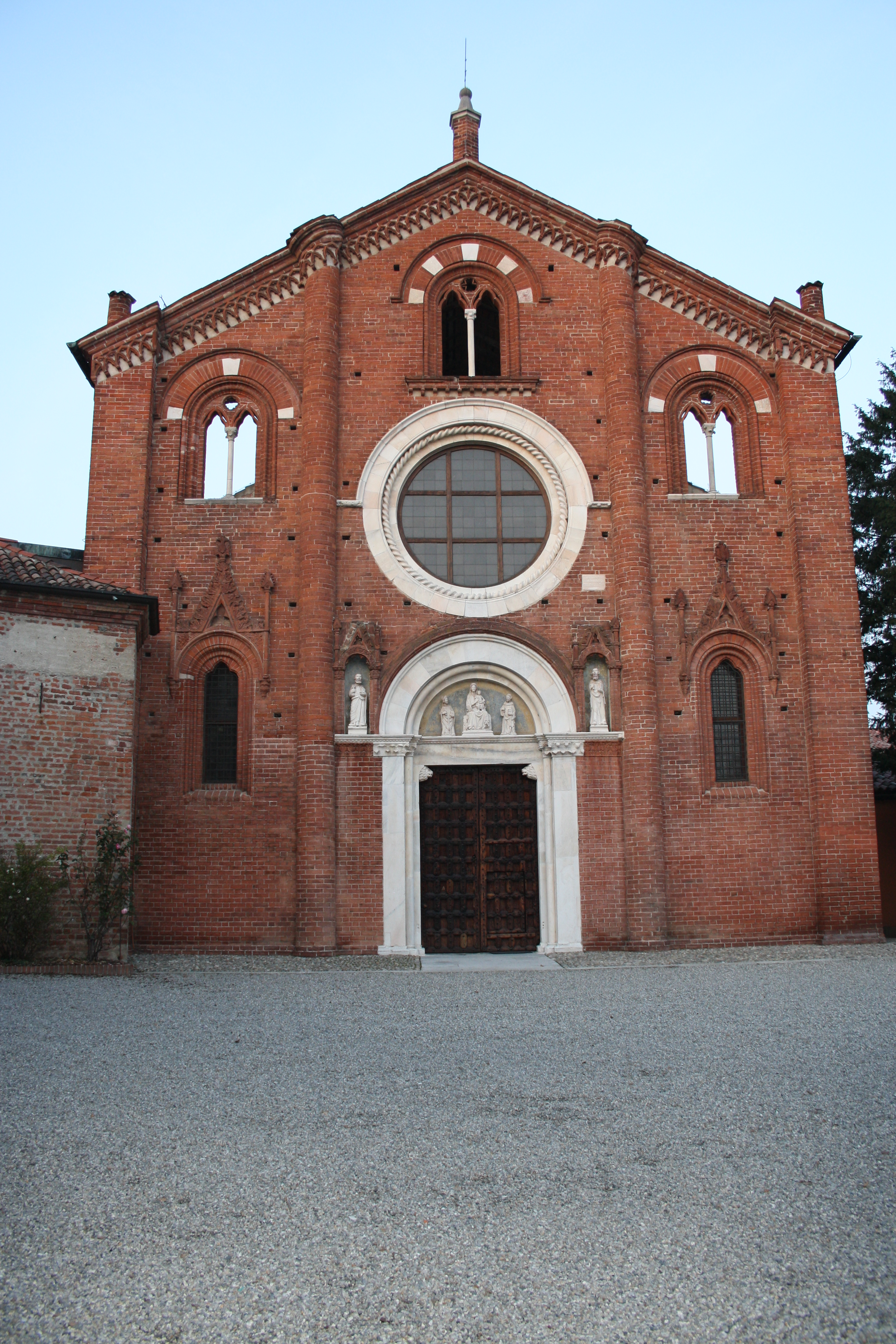
Fachada de la abadía de Viboldone.

Fundada en 1176, gran parte de la abadía de Viboldone se construyó entre finales del siglo XIII y el siglo XIV. La fachada de terracota, terminada en 1348, tiene una estructura a dos aguas delimitada por arcos colgantes y está dividida verticalmente en tres partes definidas por contrafuertes. El portal presenta una rica decoración de mármol con esculturas de la Madonna con Bambino fra santi de la escuela de Campione y está flanqueado por dos edículos colgantes y por dos estrechas monoforas con marcos de terracota cuspidados; la decoración del orden superior se compone de una ventana circular y tres biforas, de las cuales los dos laterales son puramente decorativas al no asomarse a las naves laterales inferiores, más bajas. El interior está dividido en tres naves con bóveda de crucería.
La decoración pictórica interna sigue hasta mediados del siglo XIV: la obra más antigua es el fresco de la  Madonna con Bambino e santi en el ábside de un anónimo maestro lombardo con influencias toscanas. También en las paredes del ábside se encuentra el Giudizio Universale de Giusto dei Menabuoi  en el que se retoma el esquema del Juicio Final de Giotto en la capilla de los Scrovegni de Padua. Finalmente, se pueden citar las Storie della vita di Cristo de un pintor anónimo lombardo en las que la precisión naturalista lombarda está influenciada por el uso del claroscuro de Giusto dei Menabuoi, y la Madonna in trono fra santi de Michelino da Besozzo.

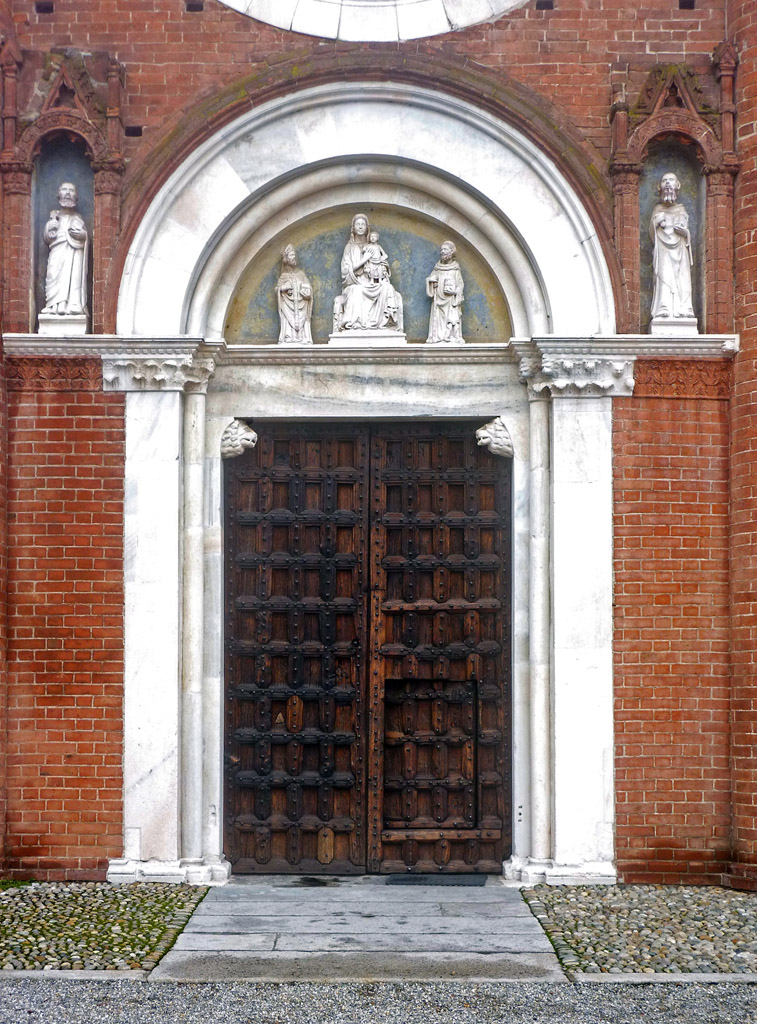
El portal
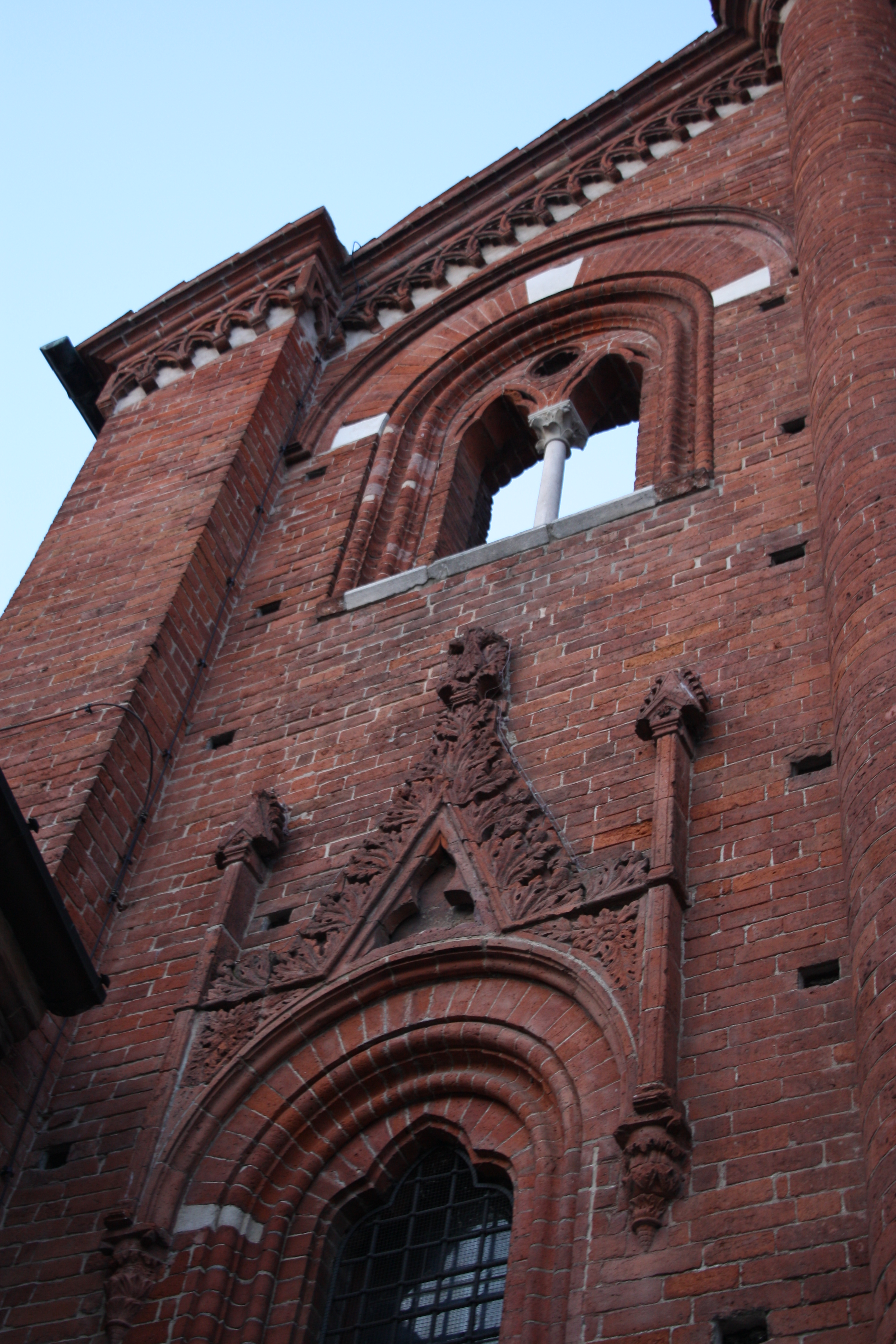
Escorzo de la fachada, con la alternancia del mármol, la terracota y el ladrillo
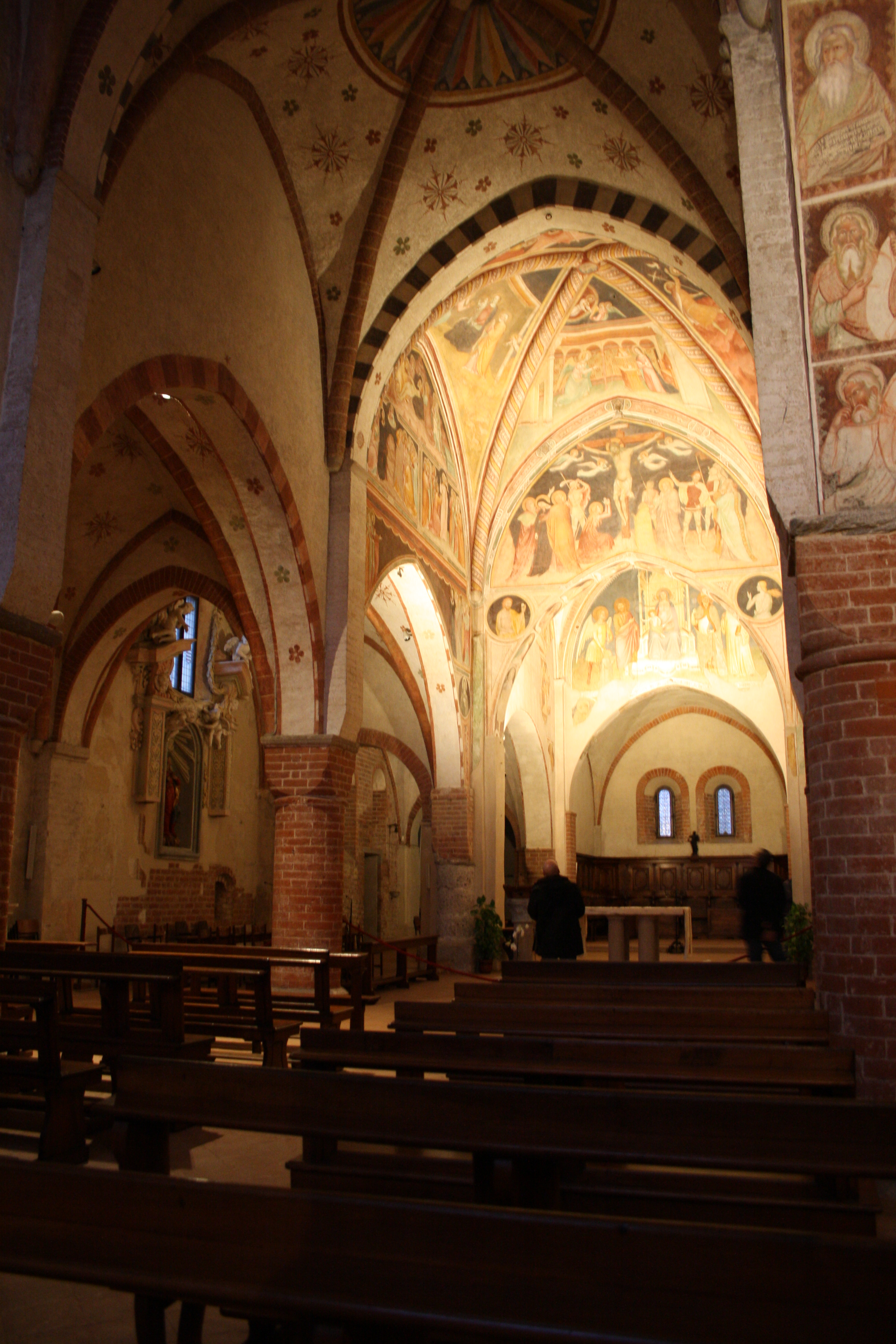
L'intérieur, la voûte.
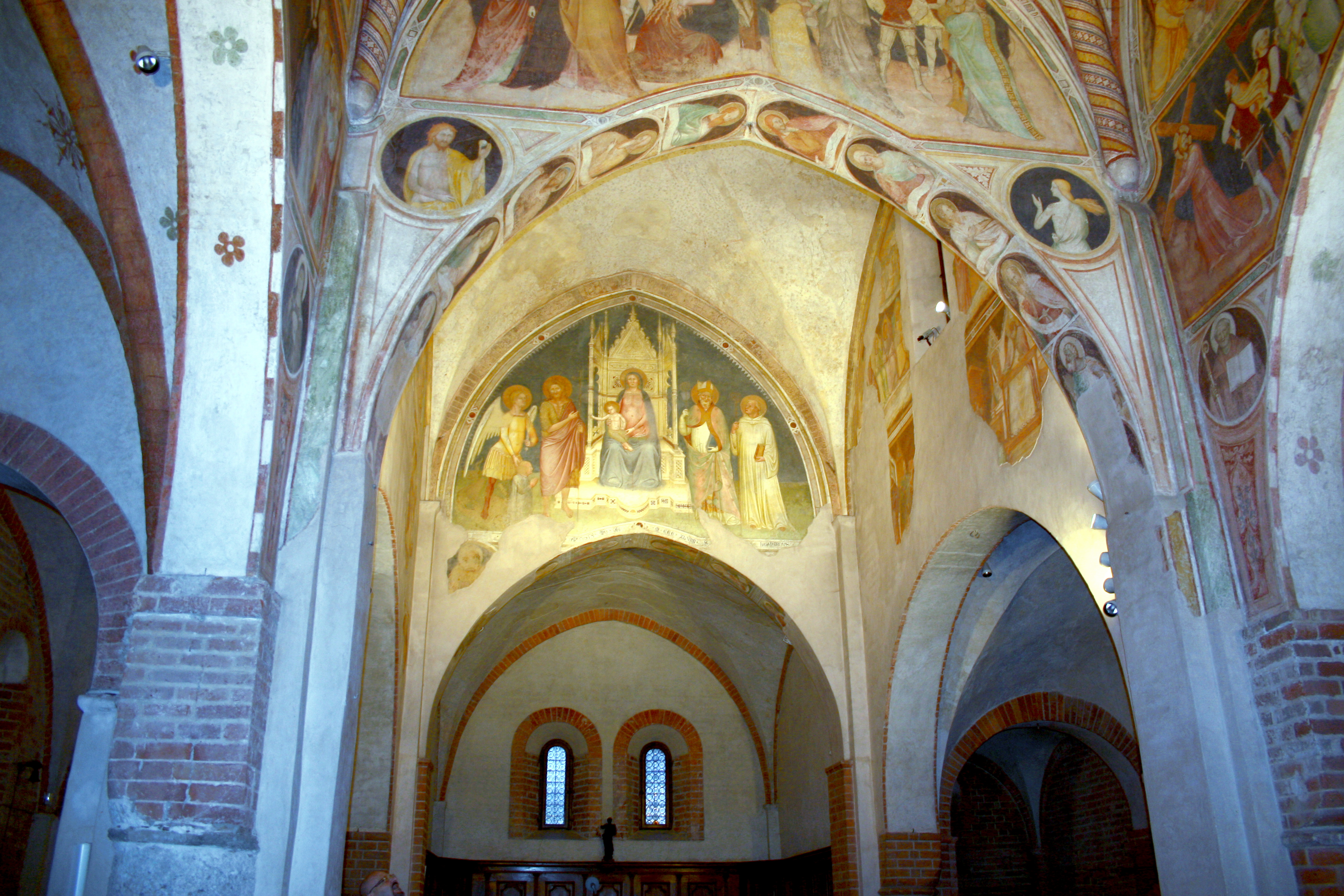
Bóvedas con la Maestà (1349)
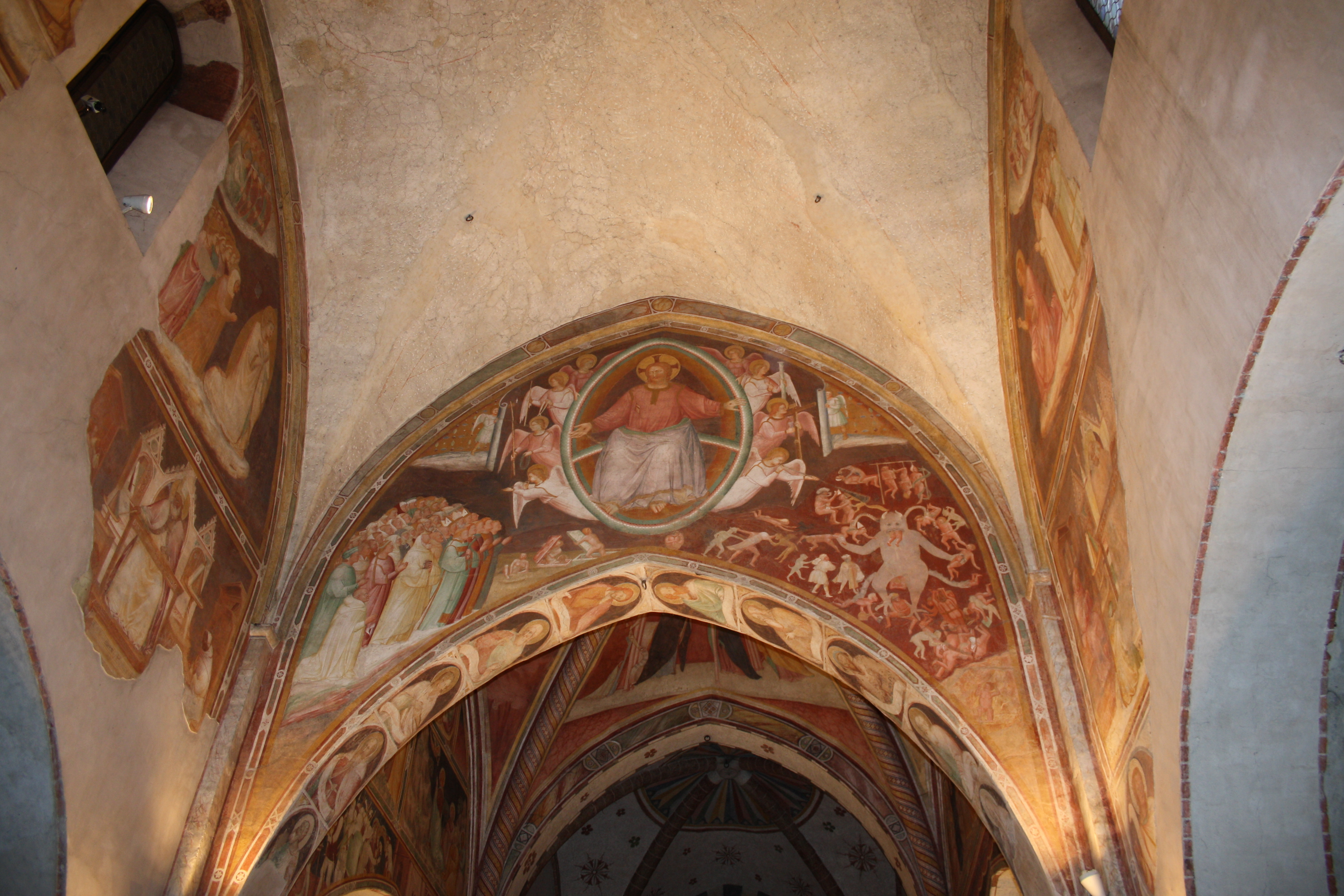
Giudizio Universale de Giusto dei Menabuoi

#### Abadía de Morimondo

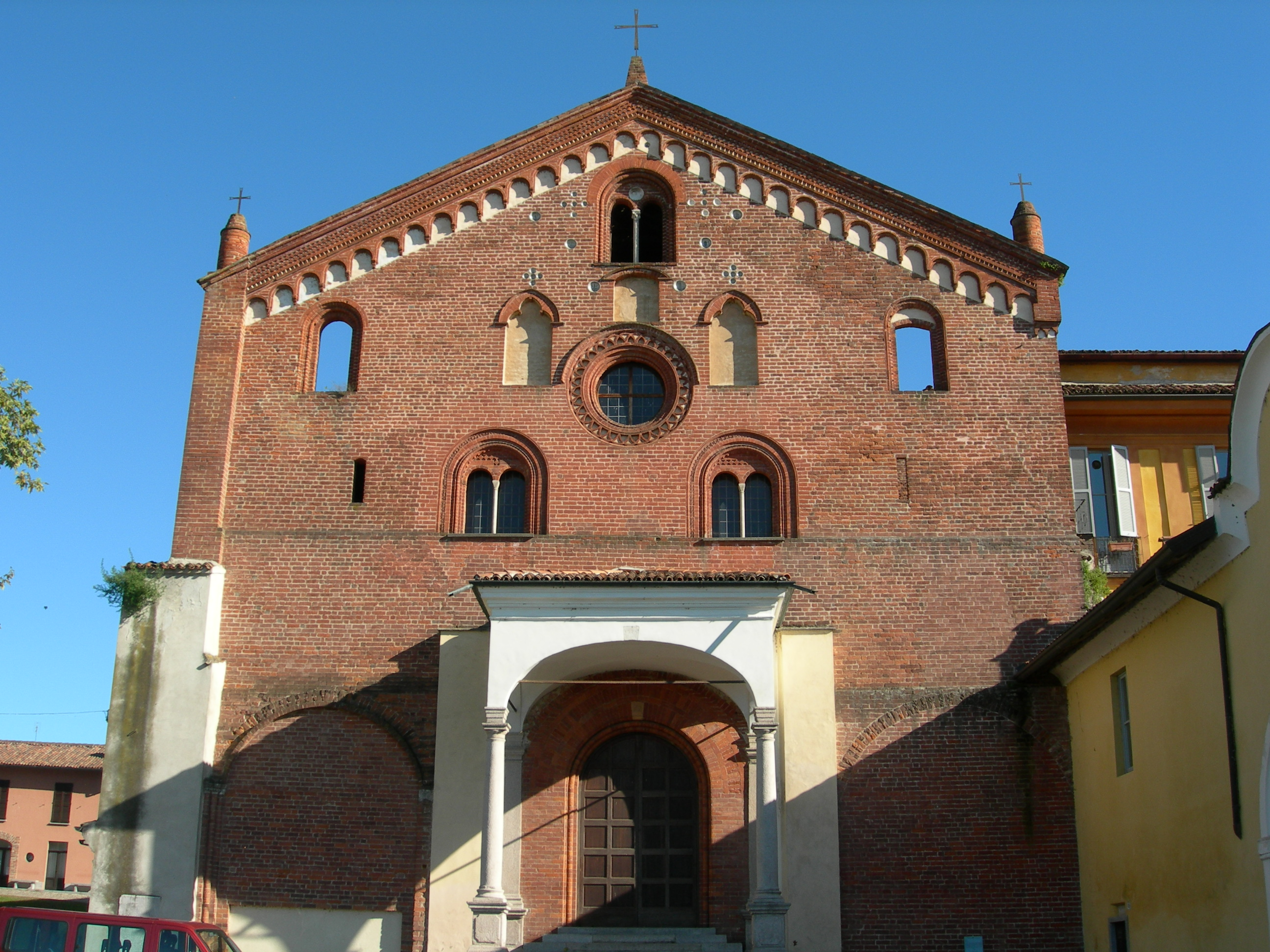
Fachada de la iglesia abacial

Aunque fuera del territorio comunal, la abadía de Morimondo está indudablemente relacionada con la ciudad, que como las abadías recién mencionadas nació en la primera mitad del siglo XII gracias a la llegada de monjes cistercienses procedentes de Francia. También en este caso se está, en las partes originales de la iglesia, ante un estilo gótico muy primitivo, reconocible por ejemplo en las esbeltas proporciones en comparación con las del arte románico. La fachada es de ladrillo visto con biforas y rosetones, realizada de forma muy sencilla según dictan las normas de la arquitectura cisterciense.

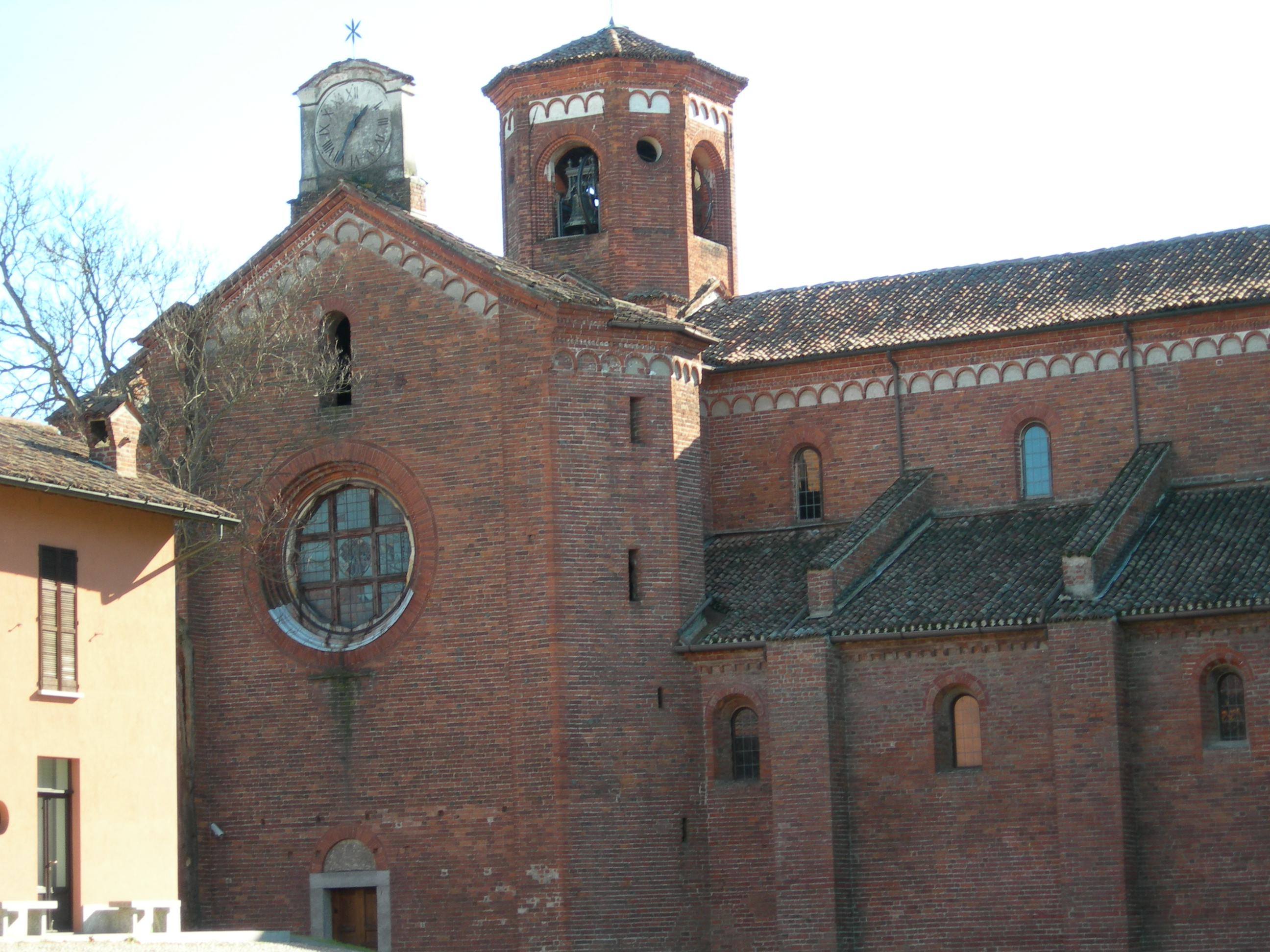
Lado norte
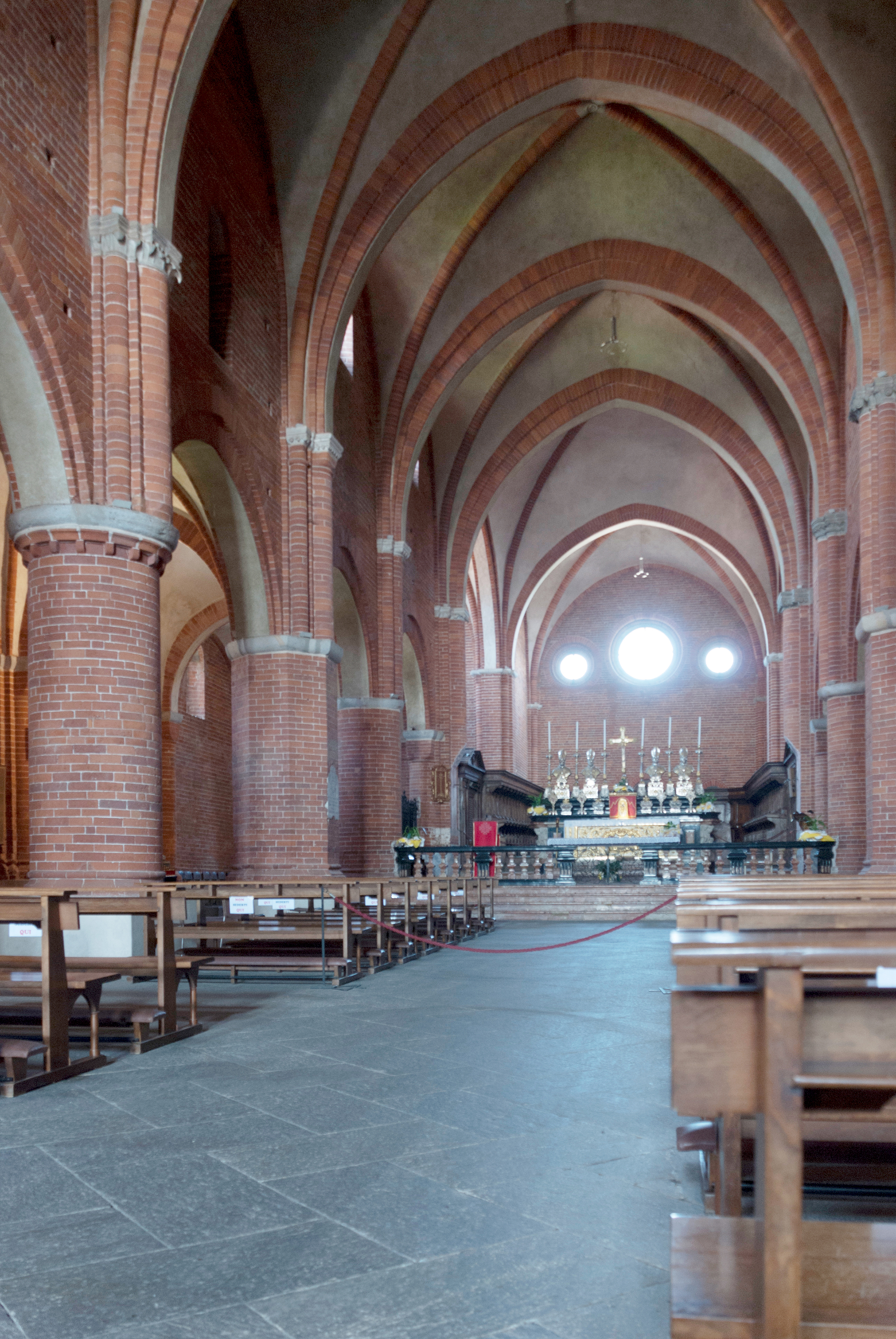
La nave
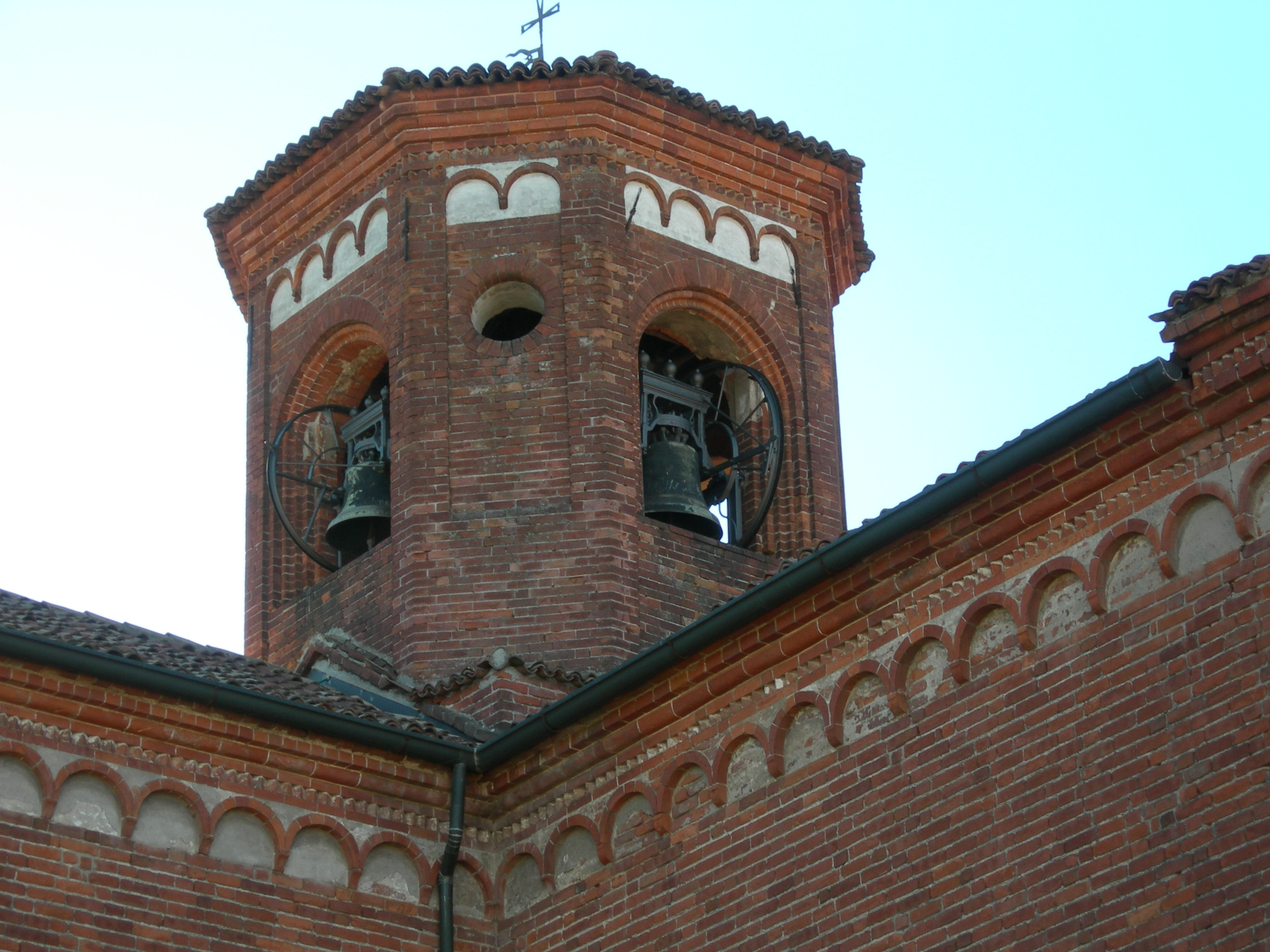
La torre elevada sobre el crucero
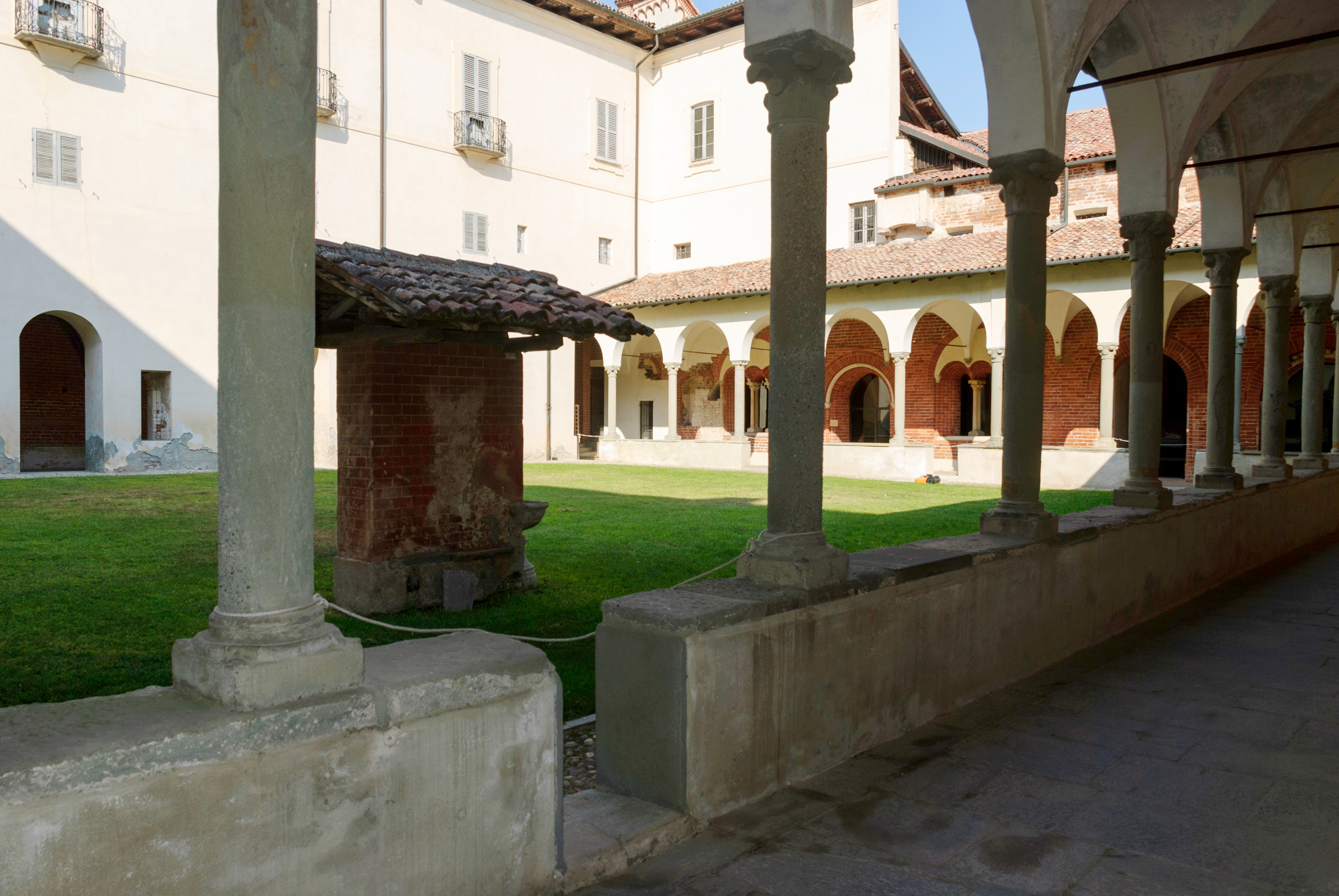

#### Abadía de Mirasole

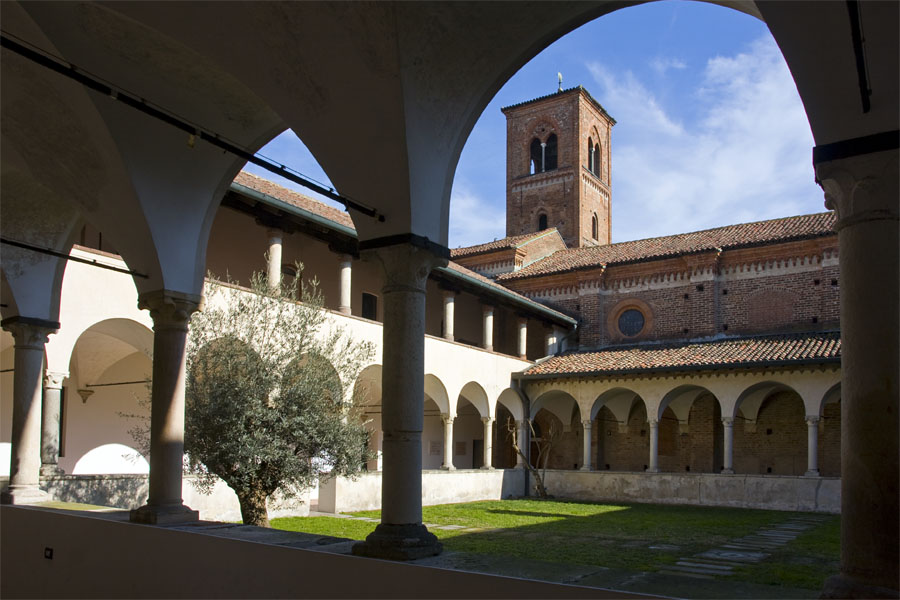
ÁClaustro de Mirasole

El complejo de la abadía de Mirasole, uno de los pocos ejemplos lombardos de arquitectura religiosa fortificada, fue fundado en el siglo XIII, mientras que la iglesia data de finales del siglo XIV. La fachada es de terracota con decoraciones muy sencillas, compuesta por un rosetón, dos monóforas y un portal de terracota de arco rebajado; el interior presenta un aula de una única nave que remata en un ábside cuadrangular donde se encuentra pintada al fresco la Assunzione della Vergine de un pintor anónimo, probablemente vinculada al estilo de Michelino da Besozzo.

### El período viscontiano

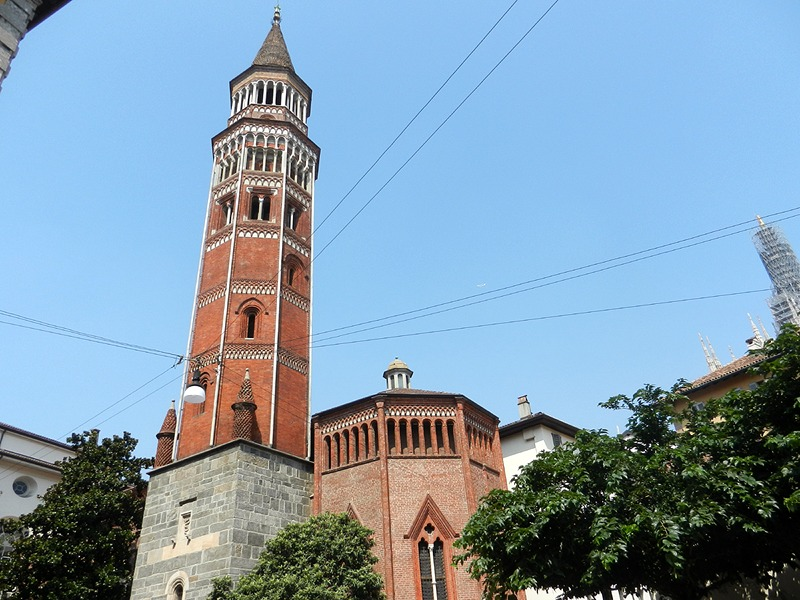
Ábside y campanile de San Gottardo.

### Iglesia de San Gottardo in Corte
A principios del siglo XIV, el señor Azzone Visconti (r. 1329-1339) inauguró un verdadero y propio programa de mecenazgo que tuvo su apoyo en la arquitectura gótica. Entre las primeras realizaciones se puede mencionar la iglesia de San Gottardo in Corte, construida como capilla ducal dedicada al santo protector de la gota que había padecido Azzone, aunque fue muy alterada en su aspecto en el siglo XVIII.  Se conservan según el estado exterior original el campanile octogonal y el ábside semi-octogonal: la decoración se realizó alternando elementos de terracota, ya típicos de la arquitectura románica lombarda y elementos en mármol blanco. Un elemento destacado del conjunto es el campanile octogonal atribuido cremonés Francesco Pegorari: el uso de terracota es predominante en los pisos bajos del campanile para dejar espacio para mármol blanco en las partes altas hasta la coronación, probablemente retomada de la torre nolare de la abadía de Chiaravalle y en lo alto del torrazzo di Cremona.
El interior, tal como se describe en las crónicas de la época de Galvano Fiamma, estaba completamente pintado al fresco por Giotto, llamado a Milán por Azzone Visconti, y por su escuela: del ciclo de pinturas hoy solo queda la  Crocifissione atribuida por algunos directamente al maestro toscano, mientras que según otra hipótesis algunos caracteres de la pintura, como el realismo y la atención al detalle, sugerirían un anónimo, aunque extraordinario, maestro de la esfera de Giotto con influencias lombardas.

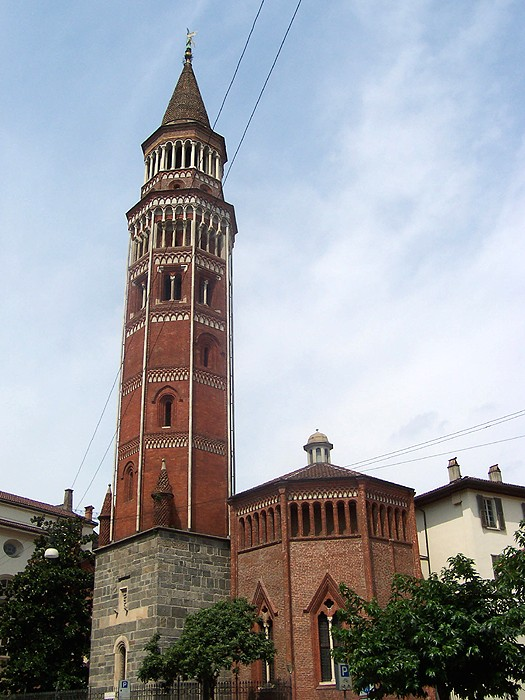
Ábside y campanile.
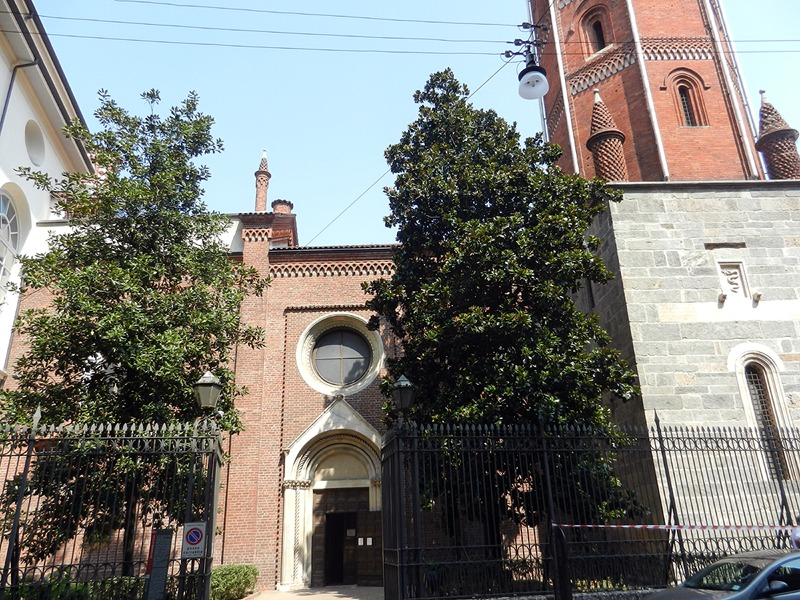
Entrada en el lado derecho
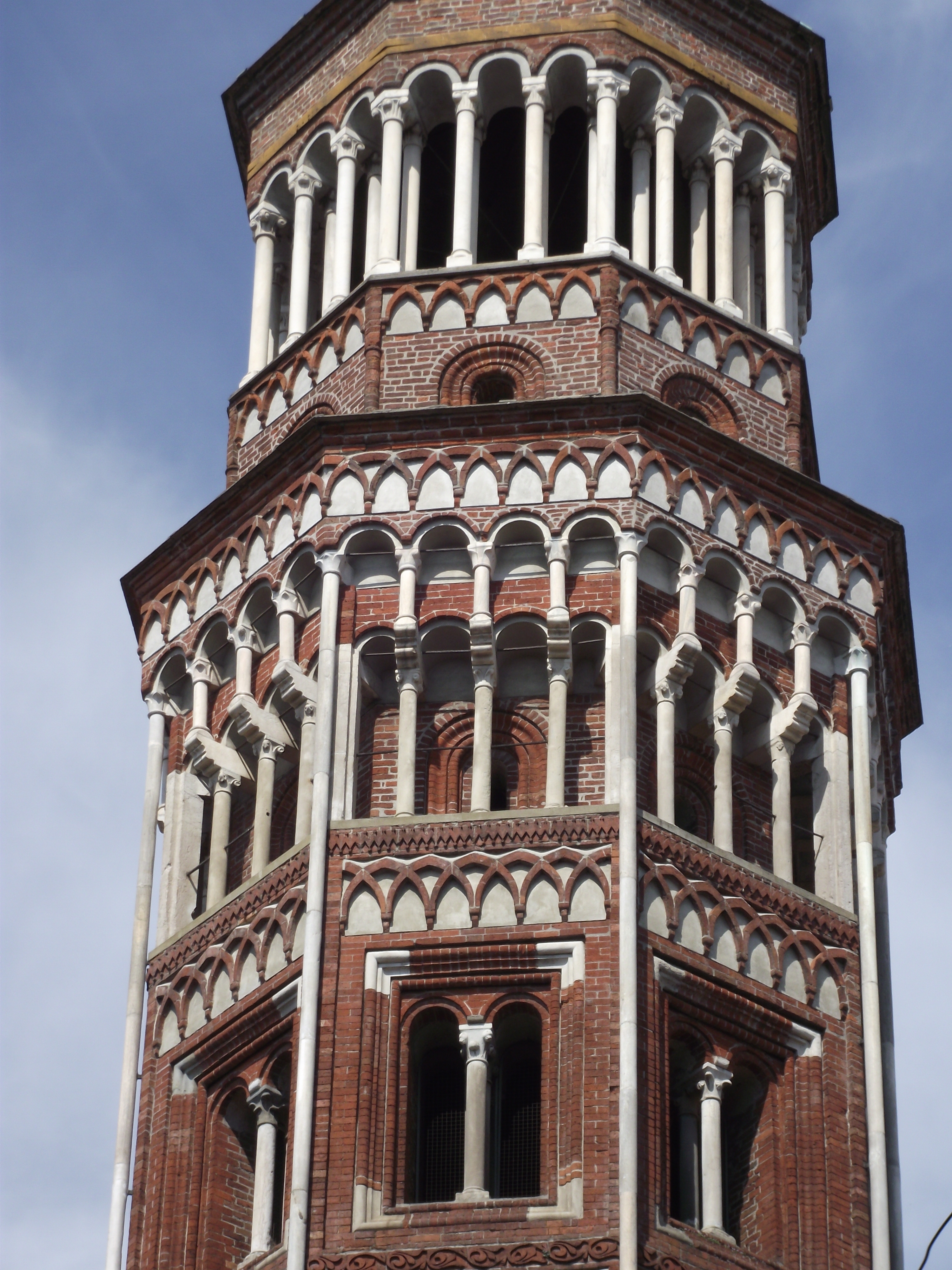
Campanile.
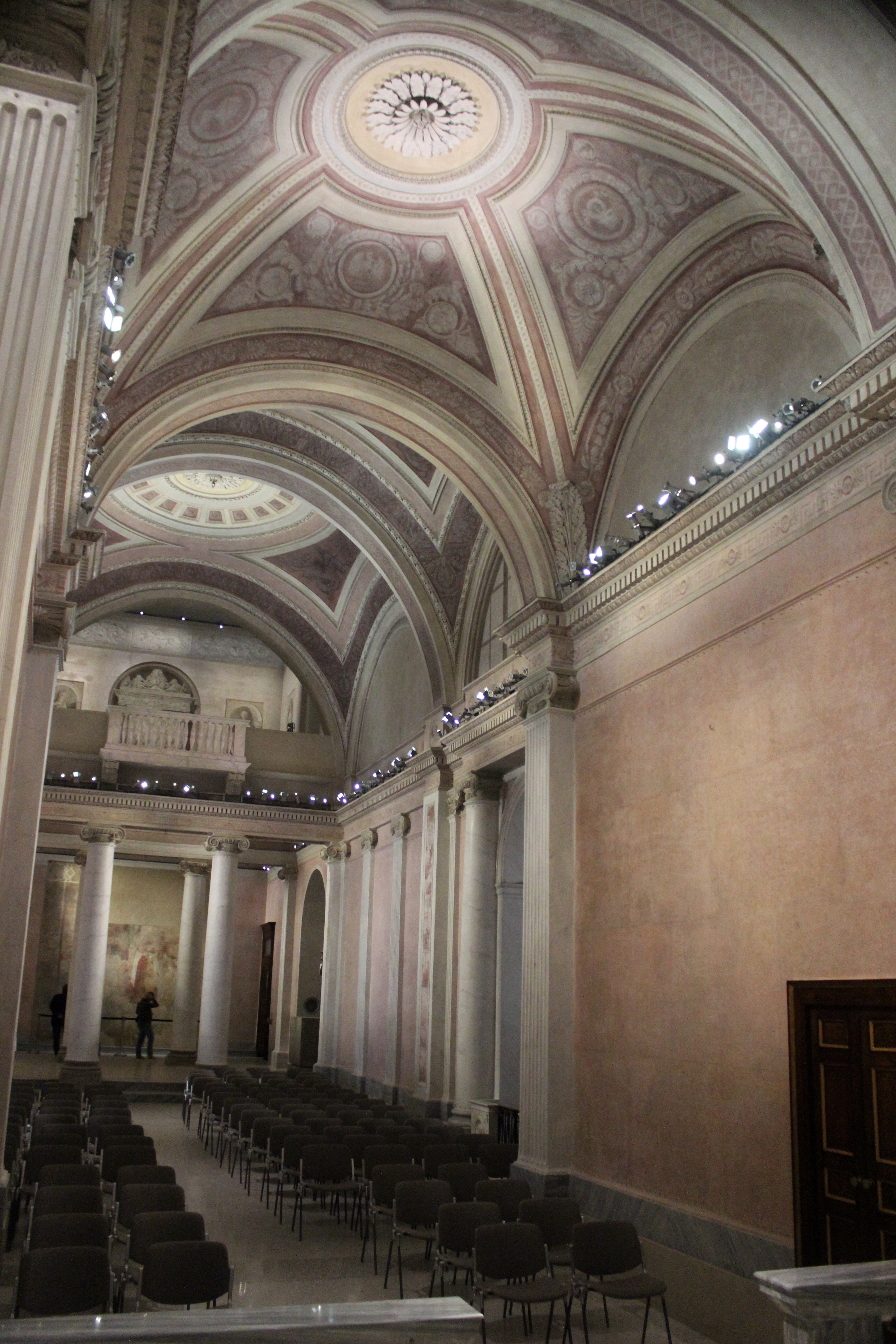
Interior
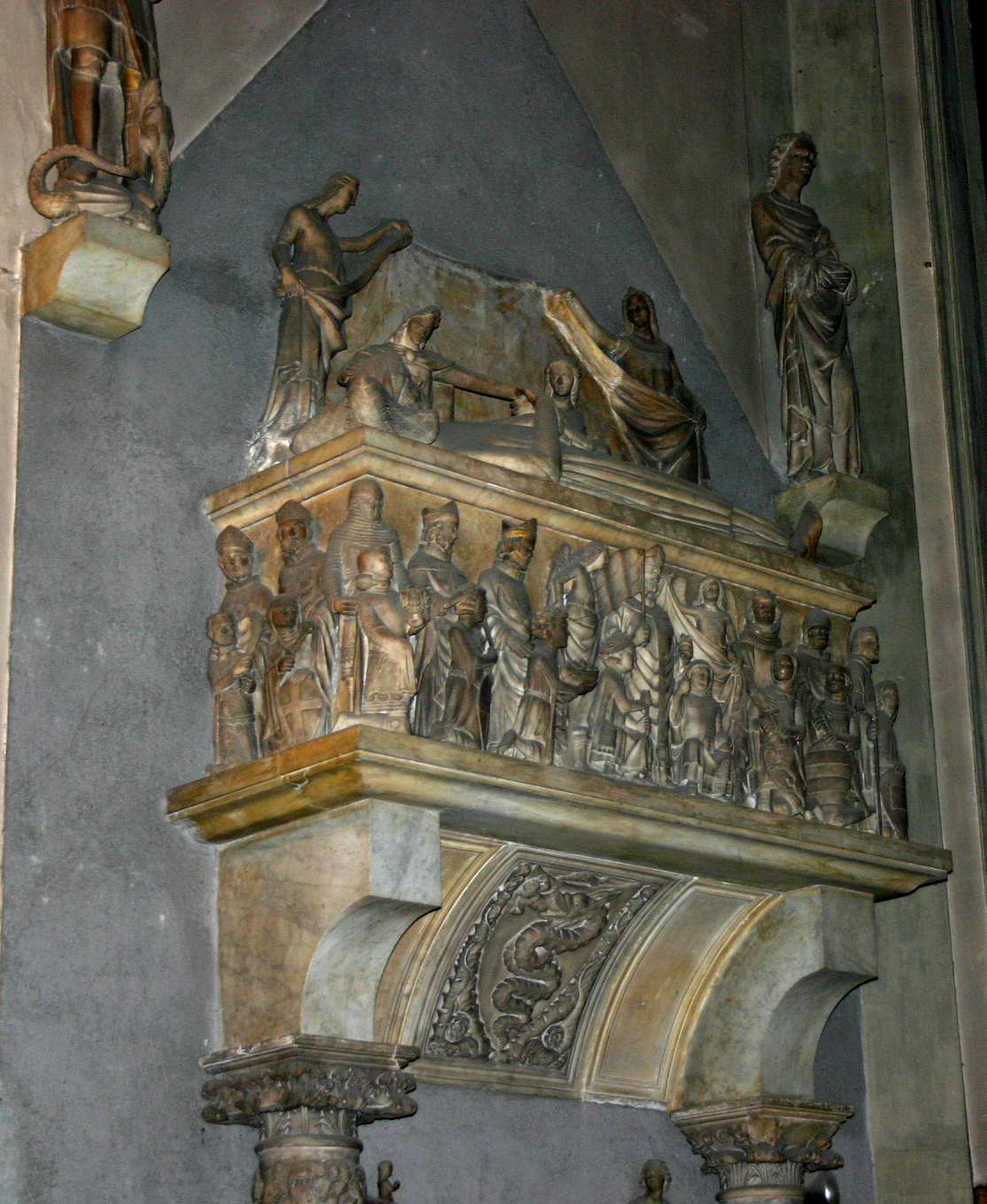
Tumba de Azzon Visconti

### Iglesia de San Cristoforo sul Naviglio

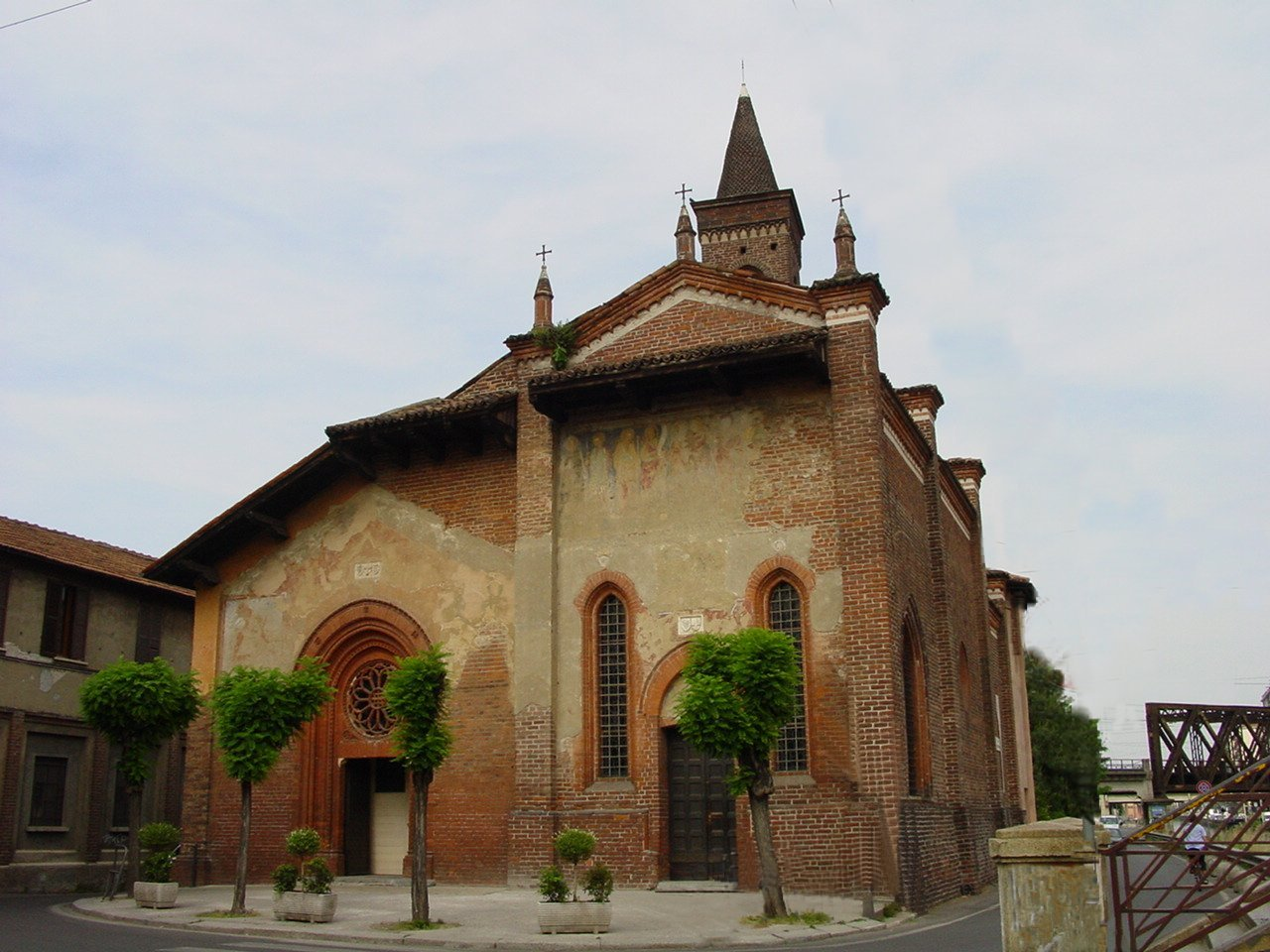
Fachada de San Cristoforo.

La iglesia de San Cristoforo sul Naviglio está compuesta por la unión de dos edificios que datan de finales del siglo XII y finales del siglo XIV respectivamente. La fachada, también dividida en dos, presenta a la izquierda un portal apuntado en terracota con un rosetón inscrito en el arco, según algunas interpretaciones en una clave lombarda del portal lateral de la iglesia de Santa Maria della Spina en Pisa, mientras que a la derecha hay un portal siempre de arco apuntado, menos decorado pero de proporciones más esbeltas y flanqueado por dos ventanas de arco apuntado. A ambos lados de la fachada hay restos de frescos. En el interior, la parte derecha de la iglesia tiene un salón de forma rectangular con techo de madera y un ábside semicircular, mientras que la parte izquierda tiene un techo en forma de cruz con ventanas biforadas en la pared que proporcionan iluminación. Entre los fragmentos de frescos visibles en la iglesia se puede mencionar la Crocifissione de los Zavattari.

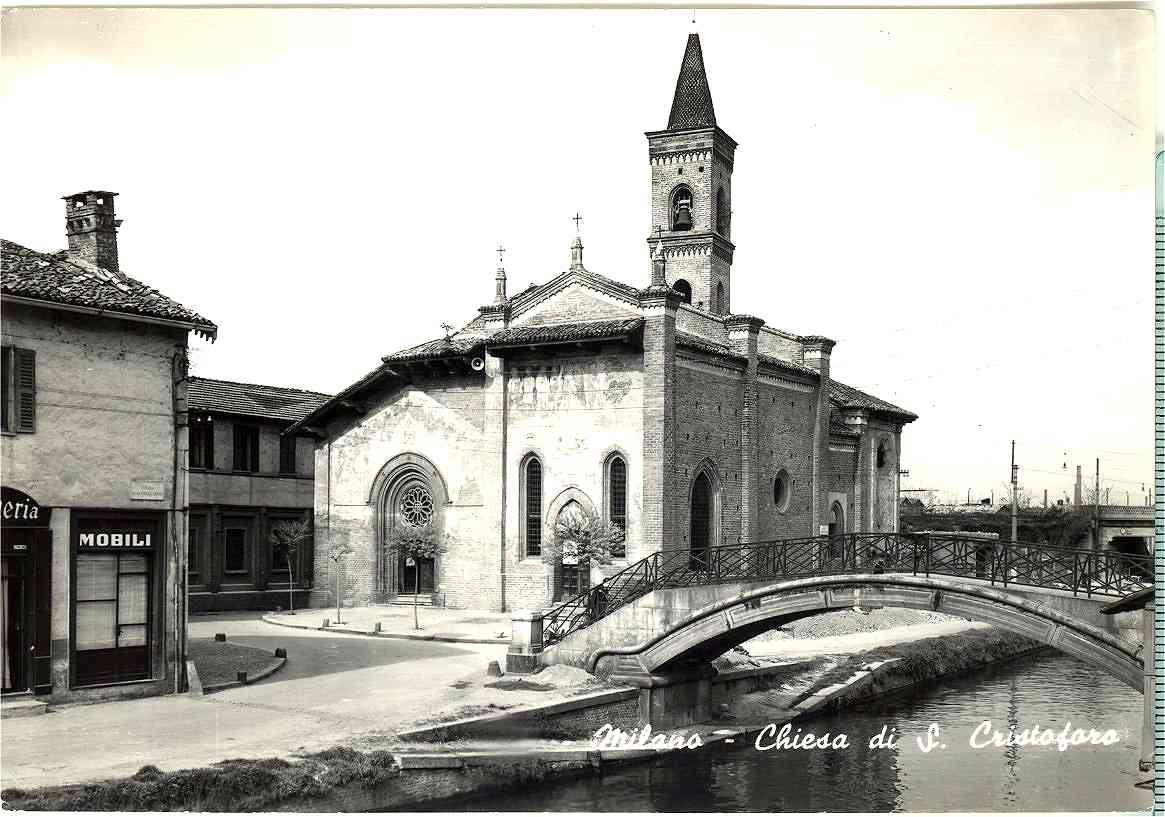
El conjunto en una fotografía de 1964
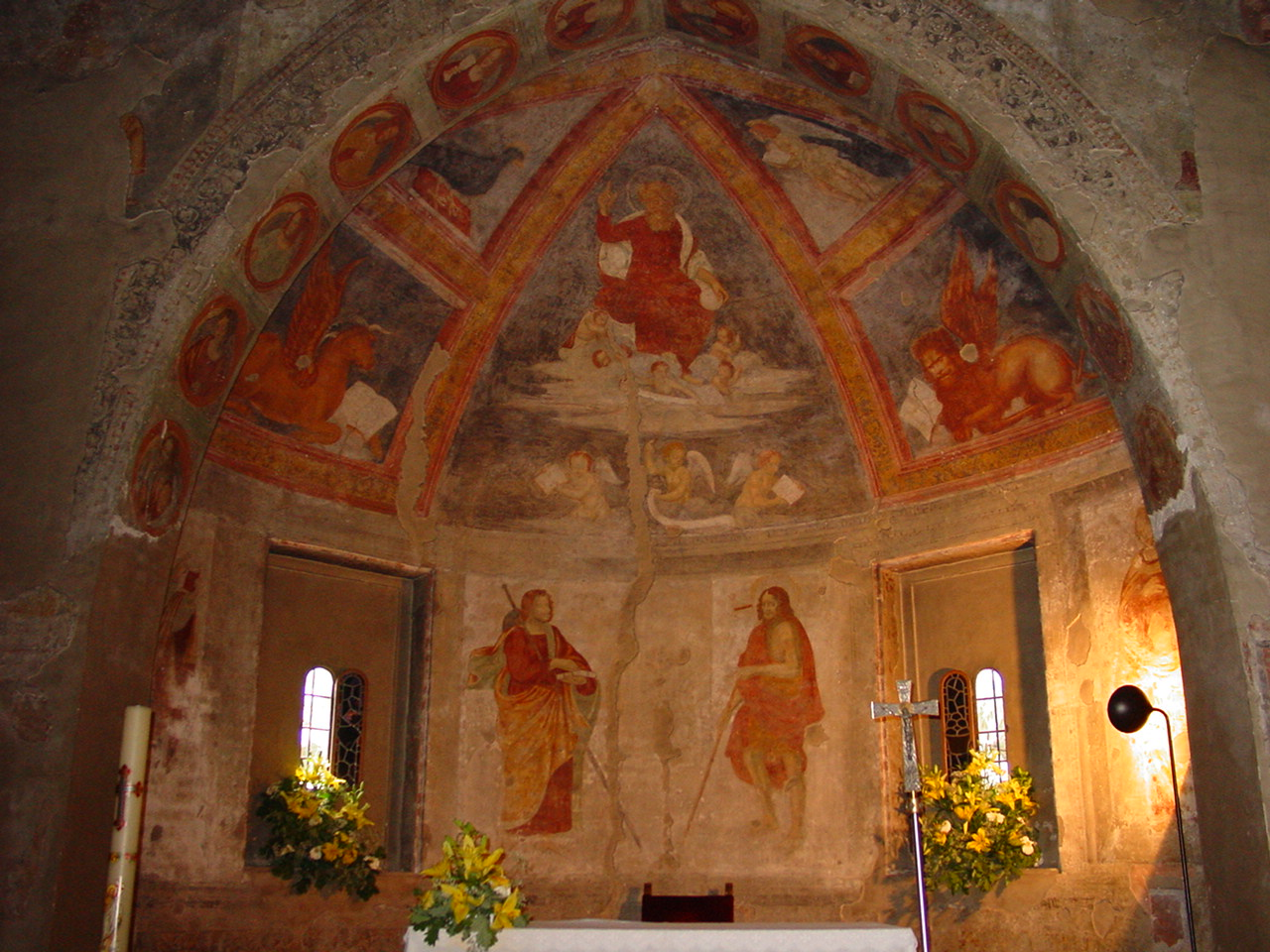
Fresco en el ábside
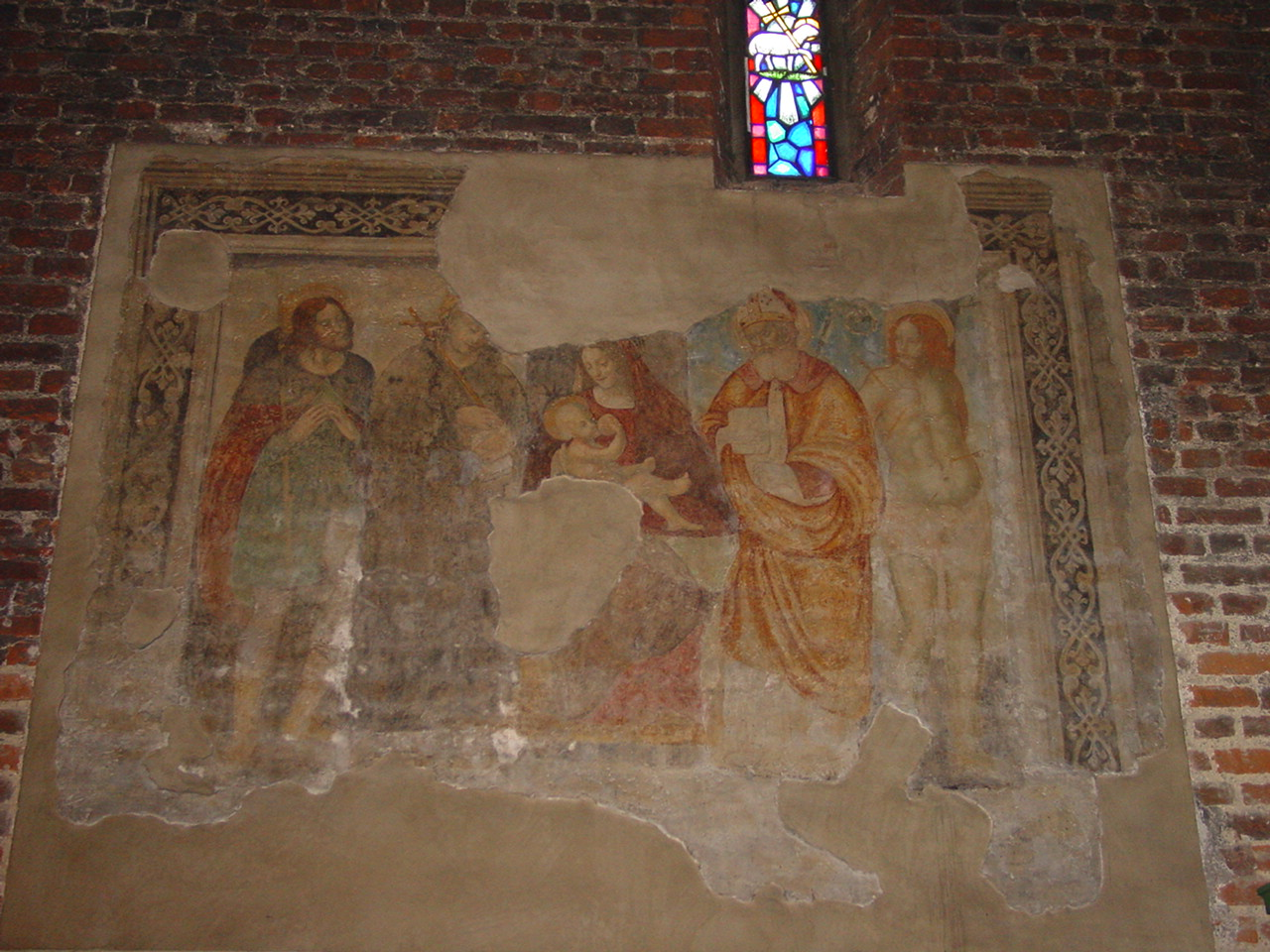
Frescos sobre la pared izquierda del la parte más antigua

### Iglesia de San Lorenzo de Monluè

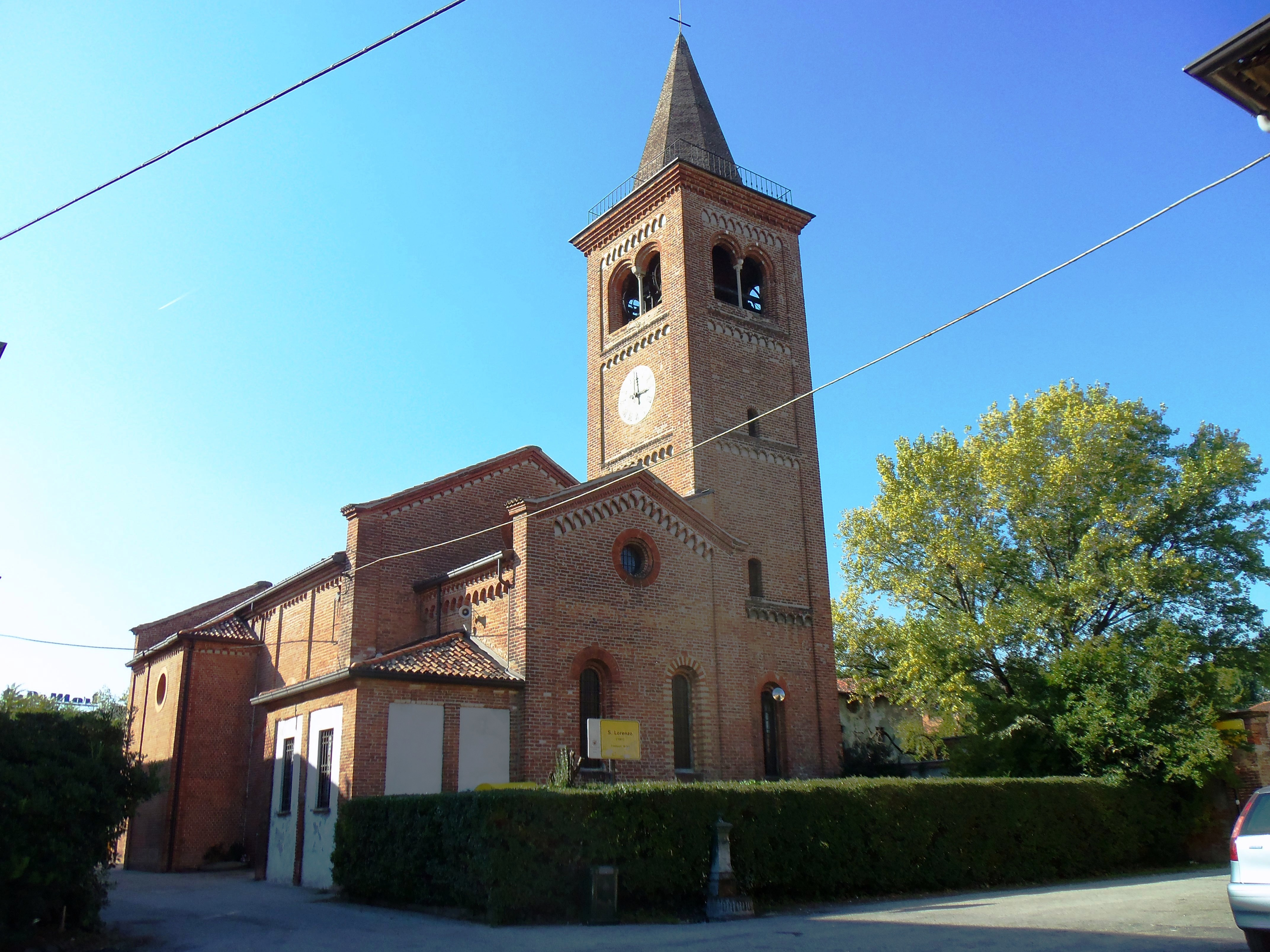
Église San Lorenzo a Monluè

La iglesia de San Lorenzo de Monluè data de la segunda mitad del siglo XII, construida por orden de los Umiliati en un estilo muy sencillo probablemente tomado de la arquitectura cisterciense. La fachada es muy esbelta en ladrillo visto, el portal muy sencillo tiene un arco de medio punto rematado por un falso pórtico flanqueado por dos ventanas estrechas de una sola ojiva. El campanario de la iglesia, de planta cuadrada, está formado por cuatro órdenes horizontales: el piso superior está decorado con ventanas bíforas con arcos apoyados en columnas de piedra. El interior, de gran sencillez, es de una sola nave y originalmente tenía un techo atirantado de madera : en las paredes quedan restos de frescos tematizados con elementos vegetales, típicos de la decoración pictórica lombarda de principios del siglo XIV.

### Iglesia de San Marcos

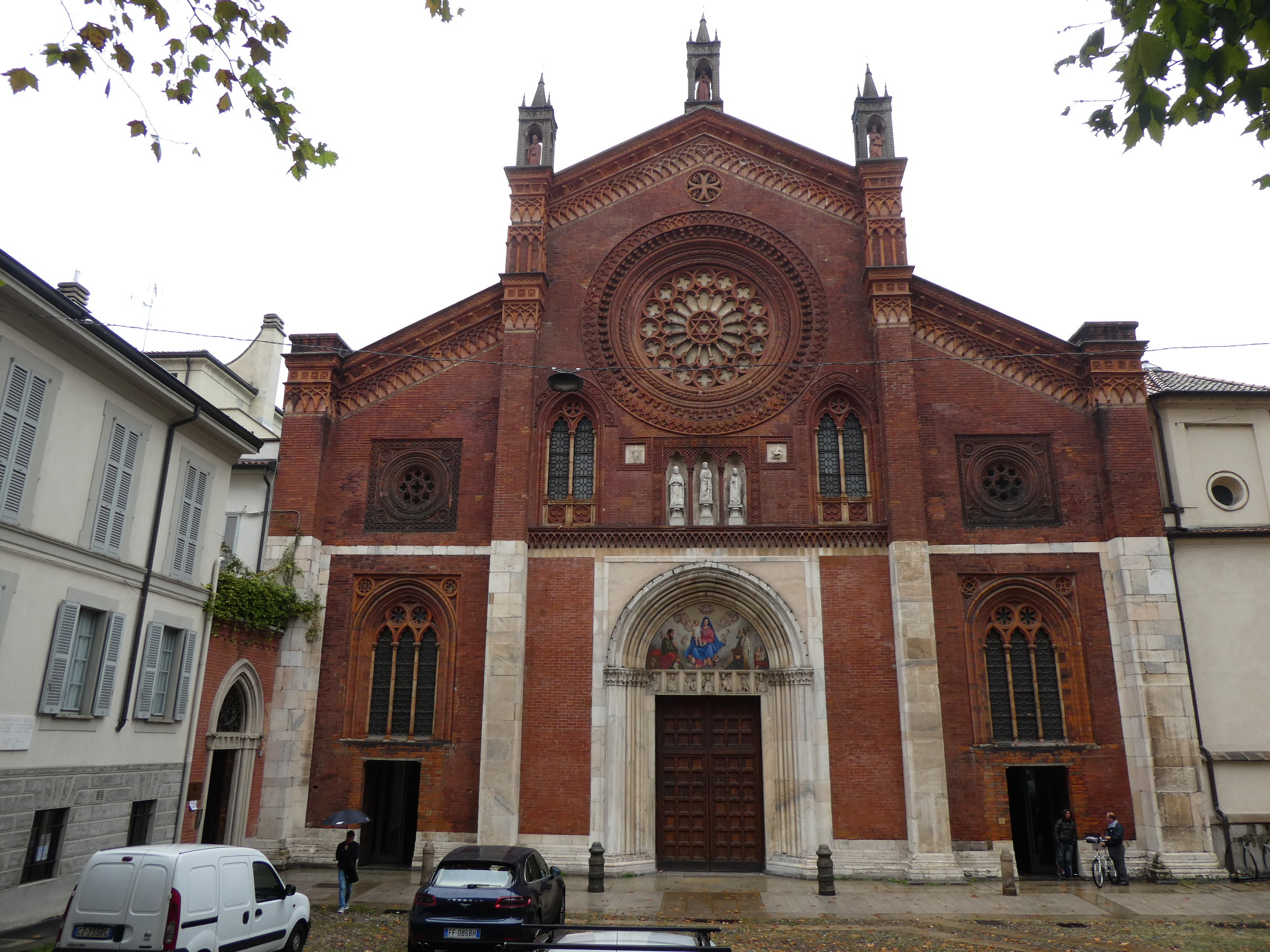
Fachada de San Marcos

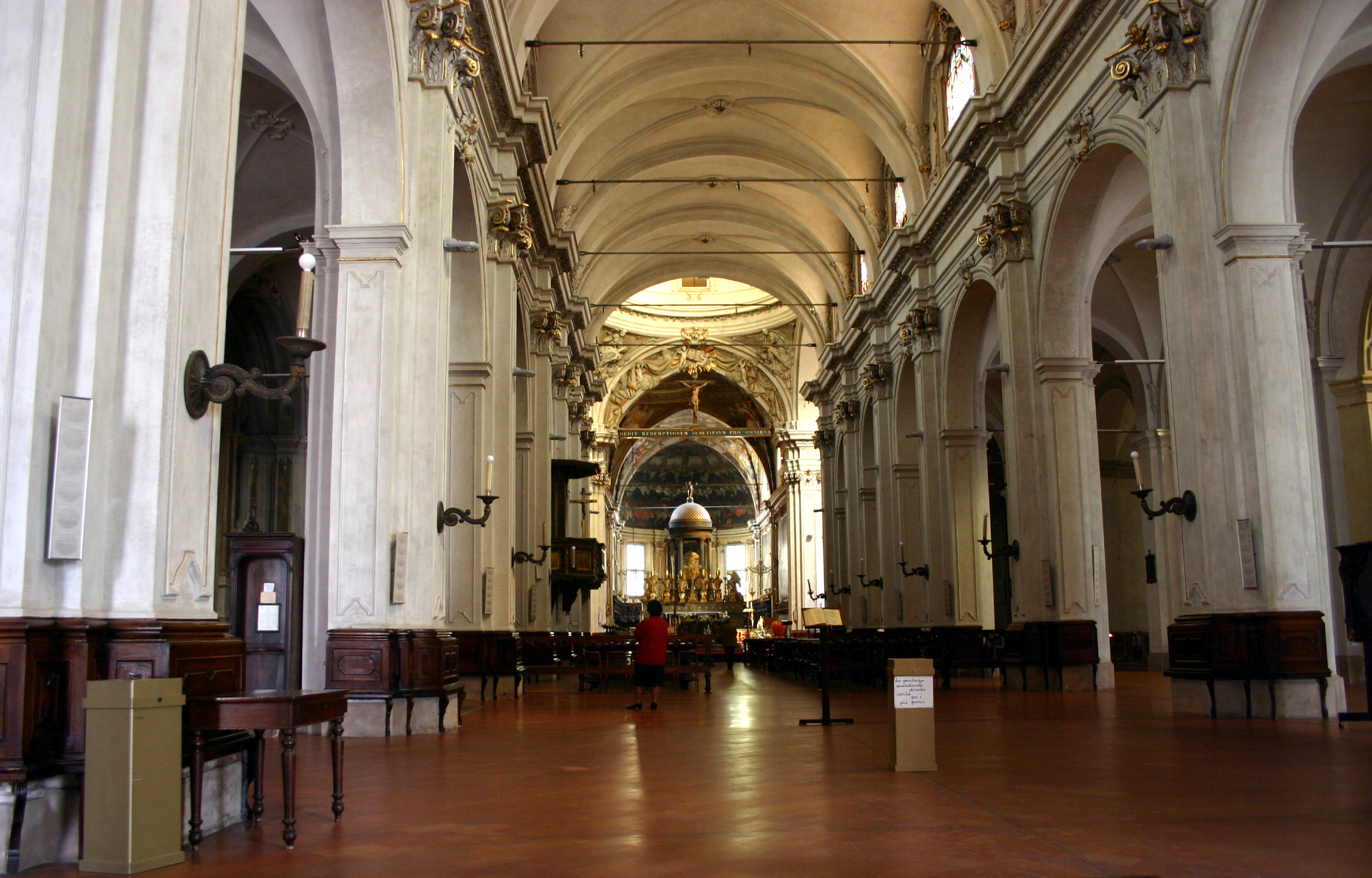
Interior de San Marcos, muy alterado

La iglesia de San Marcos fue fundada a finales del siglo XII por monjes agustinos, sin embargo las fuertes intervenciones sufridas por la iglesia a partir del siglo XVI han alterado en gran medida su fisonomía, mínimamente recuperada desde el exterior con las restauraciones decimonónicas de Carlo Maciachini. De la estructura original se puede ver hoy la estructura de línea quebrada marcada verticalmente por contrafuertes: el rosetón de terracota y el portal de mármol blanco también son originales, coronados por tres estatuas de losSanti Agostino, Marco e Ambrogio.  El campanile cuadrangular de mampostería data de principios del siglo XIV, que retoma uno de los modelos arquitectónicos típicos de la zona milanesa de la época ya utilizados por ejemplo en la abadía de Mirasole y en el arengario de Monza.
De la decoración pictórica original quedan visibles algunos fragmentos de los frescos de la capilla ábsidial izquierda dedicada a la Virgen María, o Madonna col Bambino in trono e santi  que datan de finales del siglo XIII, con un estilo influenciado por el arte bizantino pero también por los frescos del sitio de construcción de la basílica de San Francisco de Asís y el posterior fresco de la Maddalena ed un santo cavaliere, cuyas similitudes estilísticas con el sitio de construcción de la abadía de Chiaravalle llevan a atribuir la obra al llamado Primer Maestro de Chiaravalle.  Finalmente, en el interior de la iglesia hay muchas obras escultóricas importantes que datan del período gótico, incluido el Monumento funebre a Lanfranco Settala, e le Arche Aliprandi, que se trata en la sección de escultura.

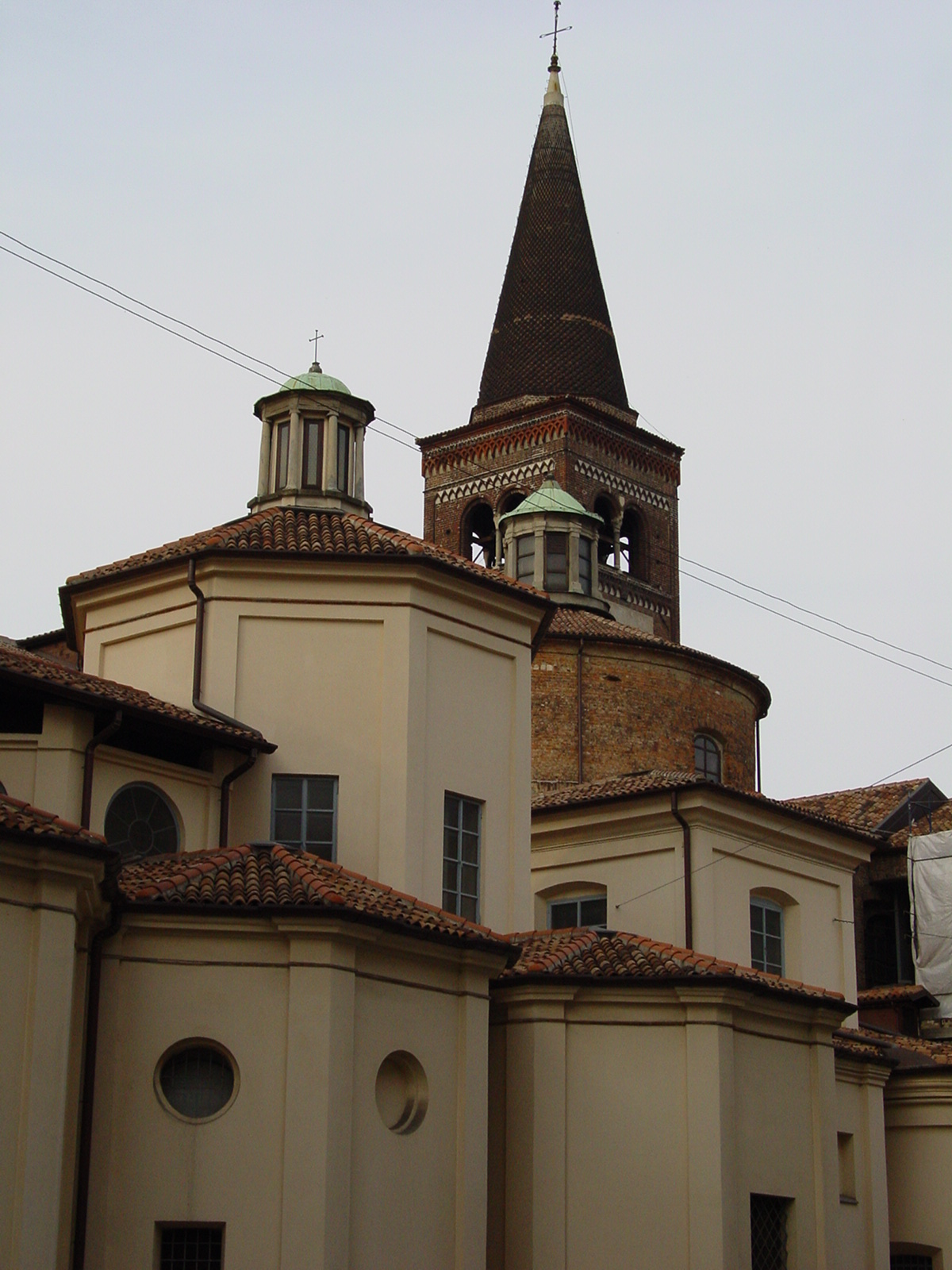
El campanile
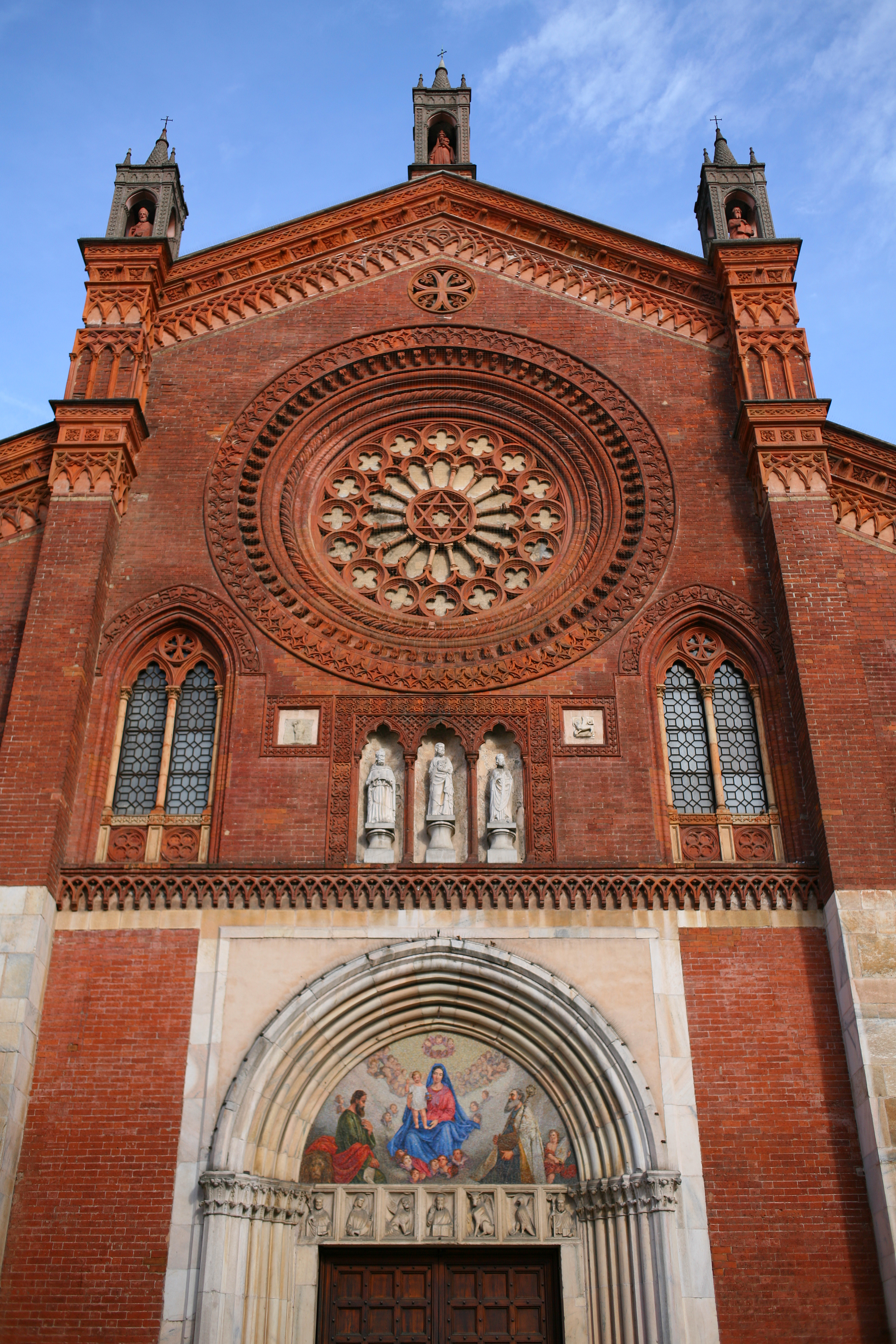
Detalle de la fachada
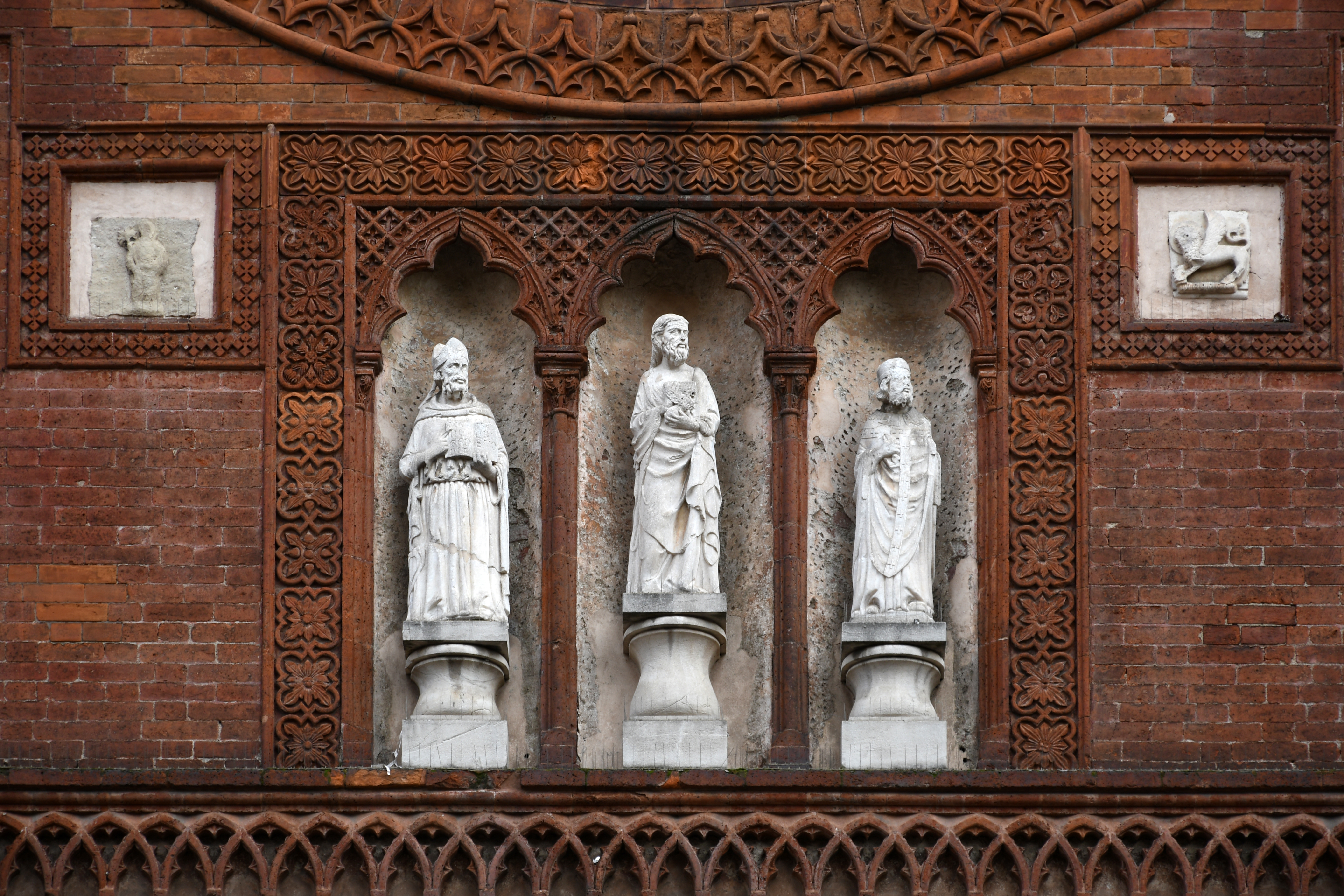
Detalle de la fachada
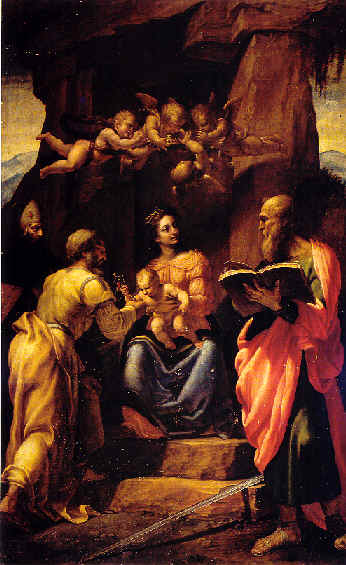
Madonna col Bambino in trono e santi , Giovanni Paolo Lomazzo.
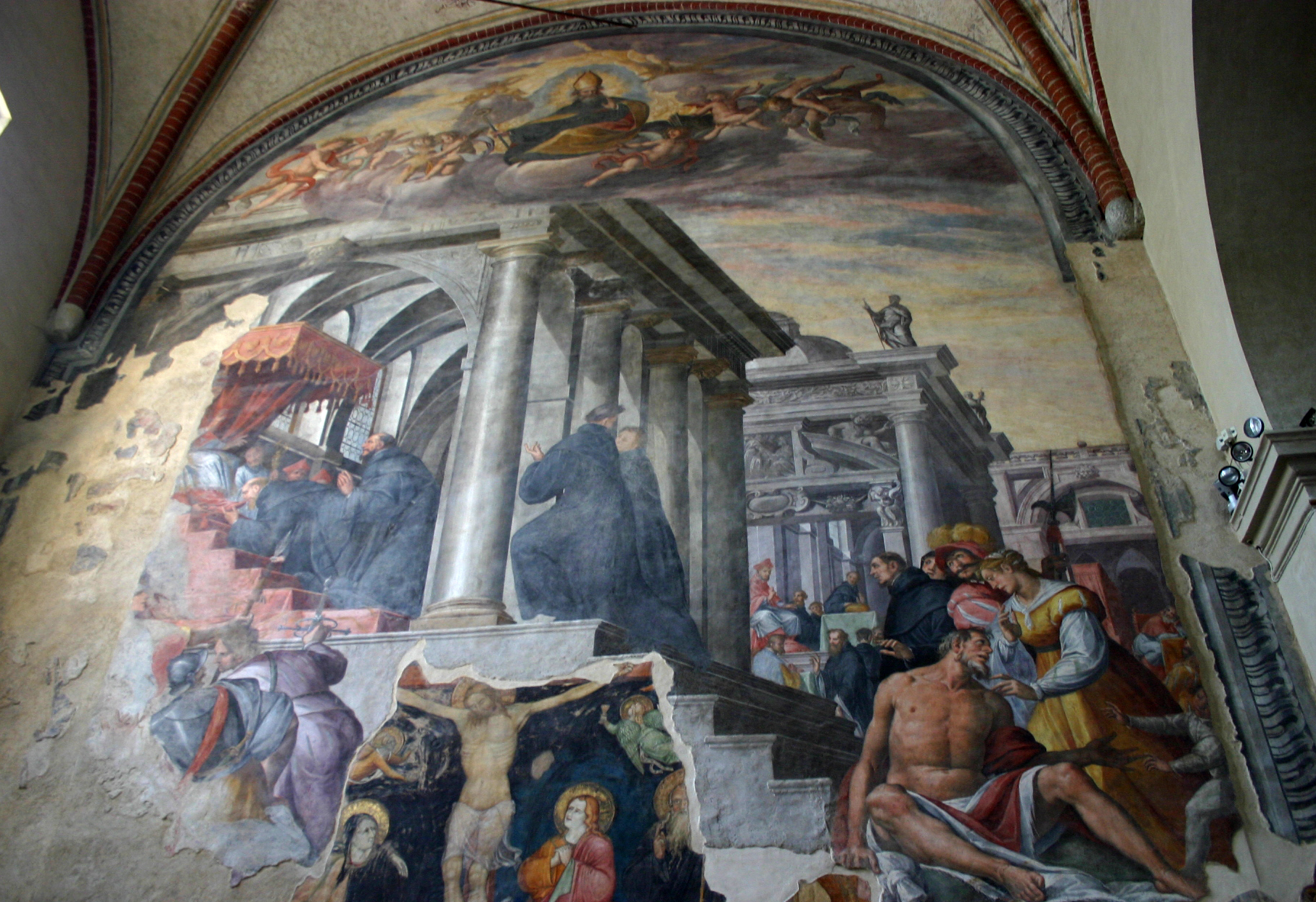
Fresco de los «Fiammenghini»

### Iglesia de Santa Maria del Carmine

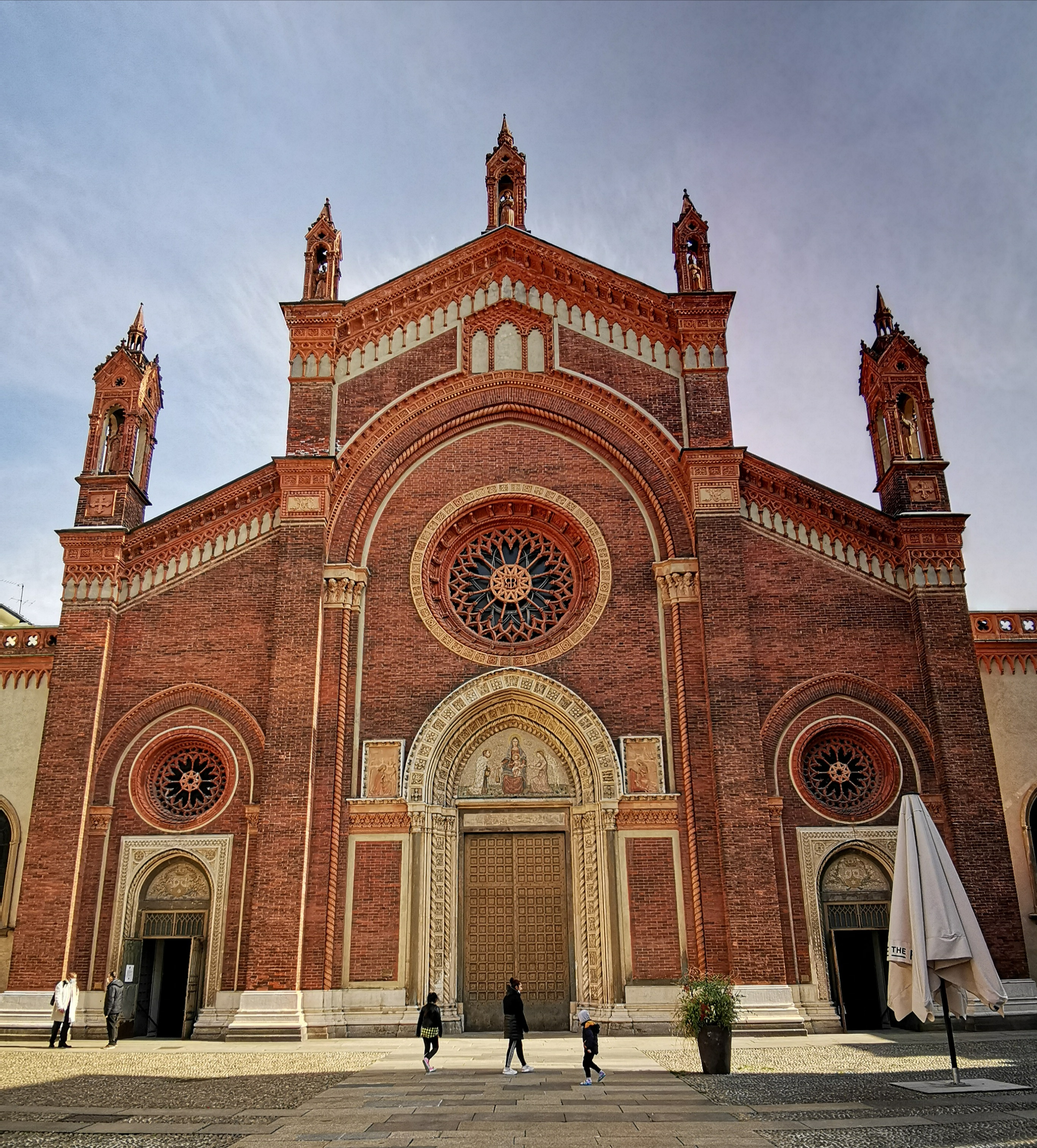
La fachada

La iglesia de Santa Maria del Carmine, aunque fundada a finales del siglo XIV, no presenta elementos significativos de la arquitectura gótica a excepción de la planta: la fachada es de hecho el resultado de una restauración neogótica del siglo XIX mientras los interiores fueron decorados principalmente entre los siglos XV y XVII. La planta es de cruz latina de tres naves, forma retomada de la Cartuja de Pavía del mismo arquitecto Bernardo da Venezia.  De la lectura de la planta se desprende la construcción de la regla constructiva "ad quadratum", que utiliza un cuadrado como elemento básico para definir las proporciones: la nave principal se compone de tres cuadrados, así como el transepto, mientras que las naves y capillas laterales tienen el área de un cuarto del cuadrado elemental.

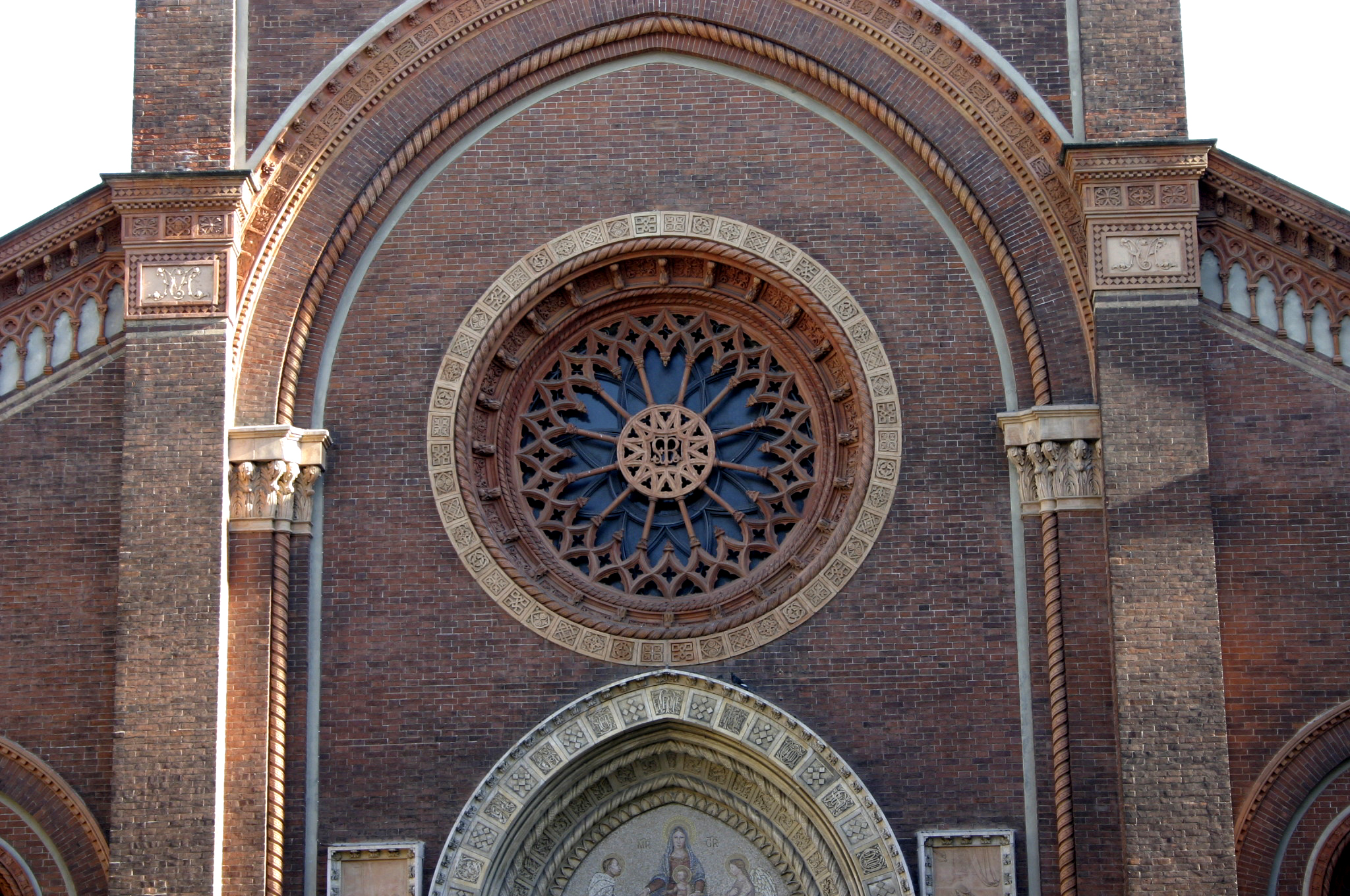
El rosetón
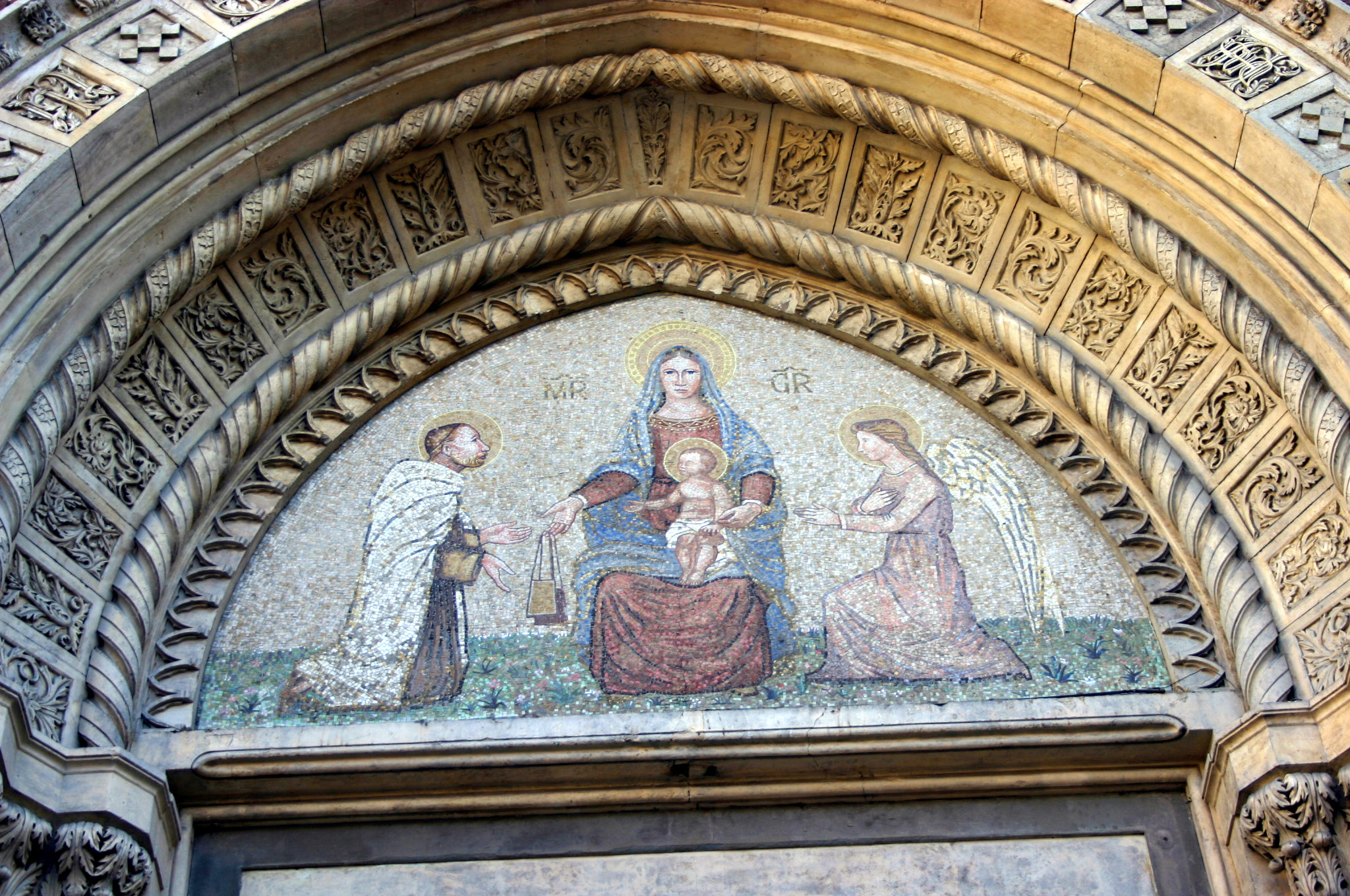
El luneto del portal central
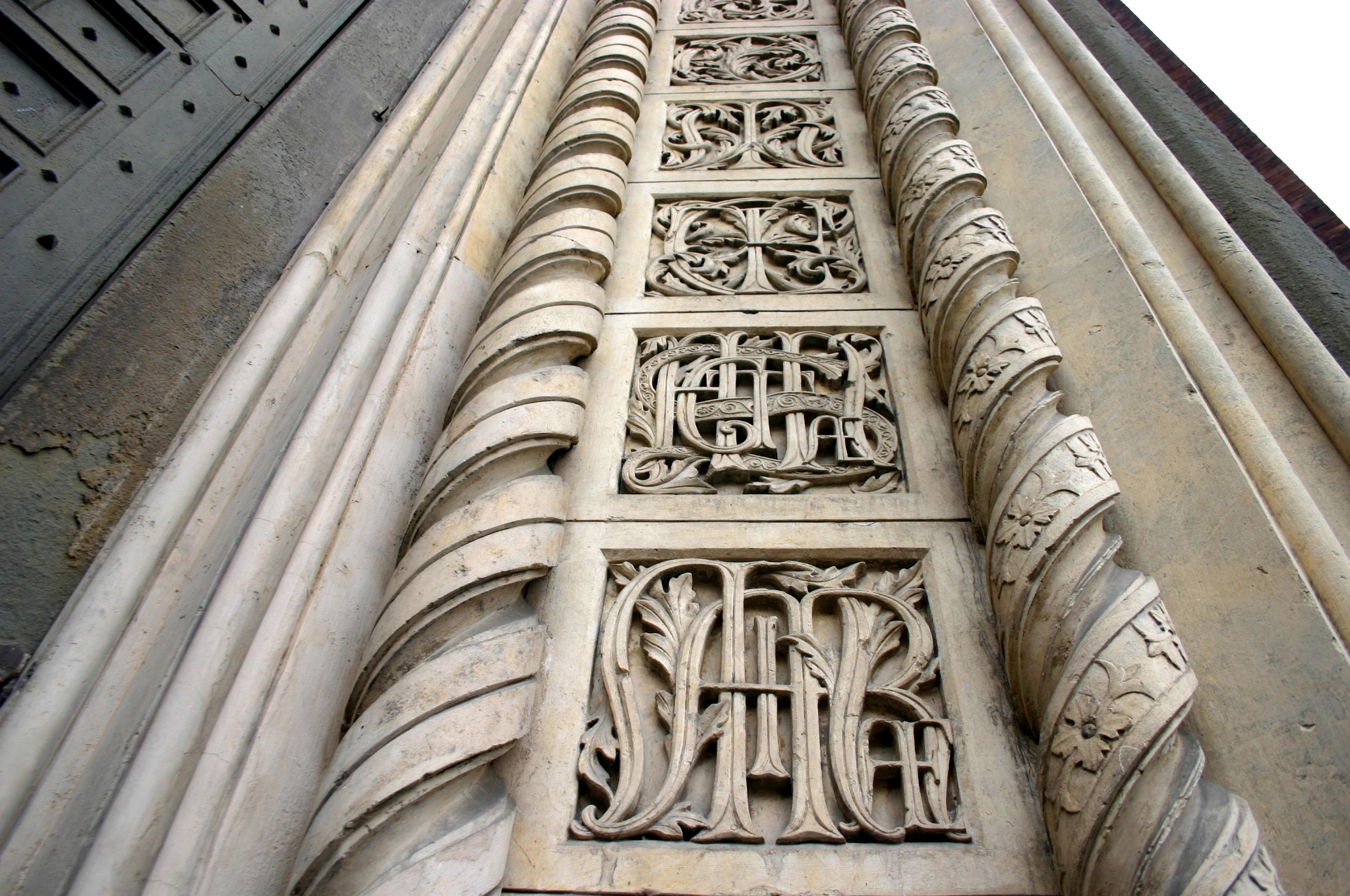
El monograma marial sobre el montante central del portal
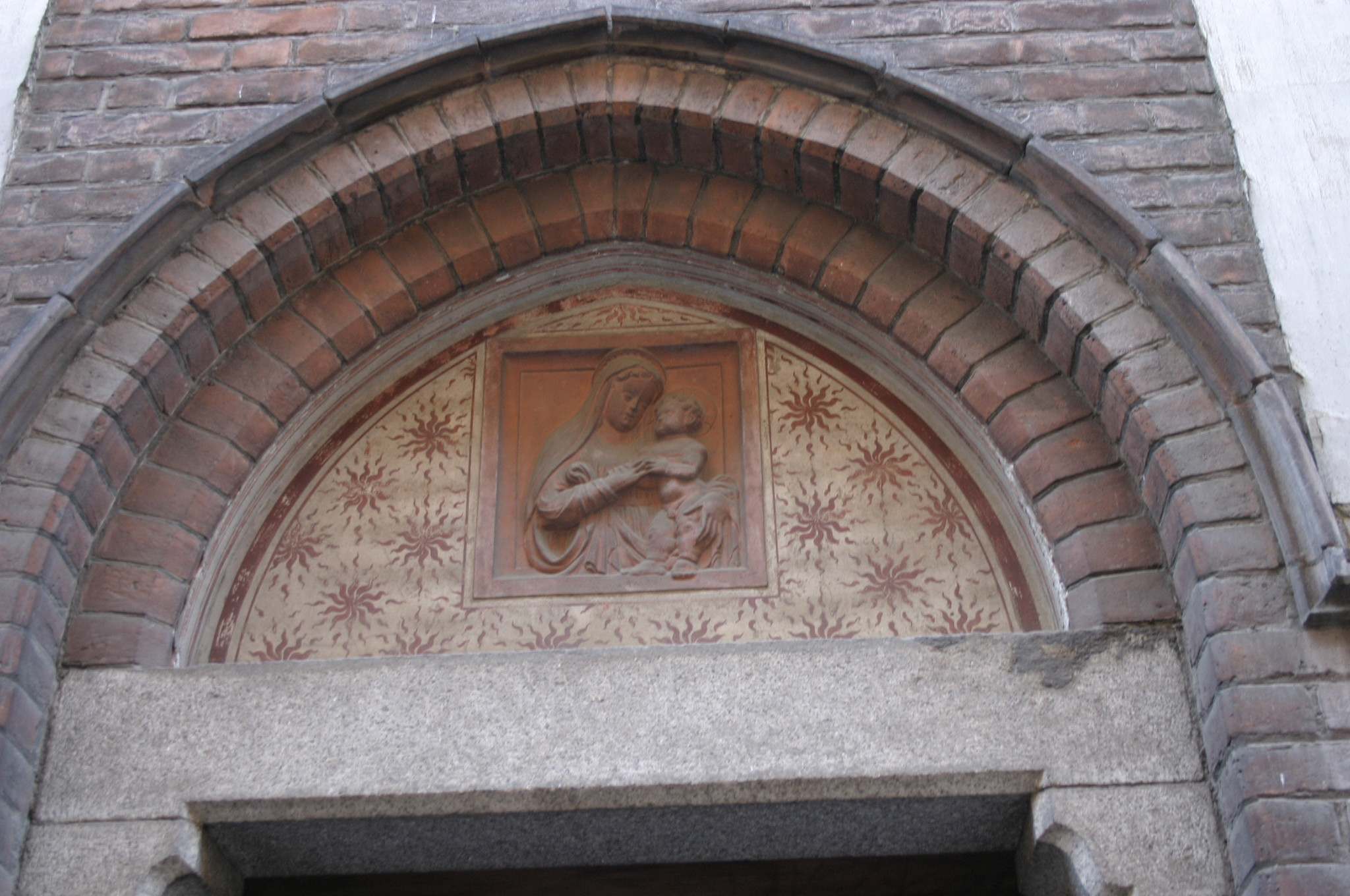
Luneto del portal lateral

### Basílica de Sant'Eustorgio

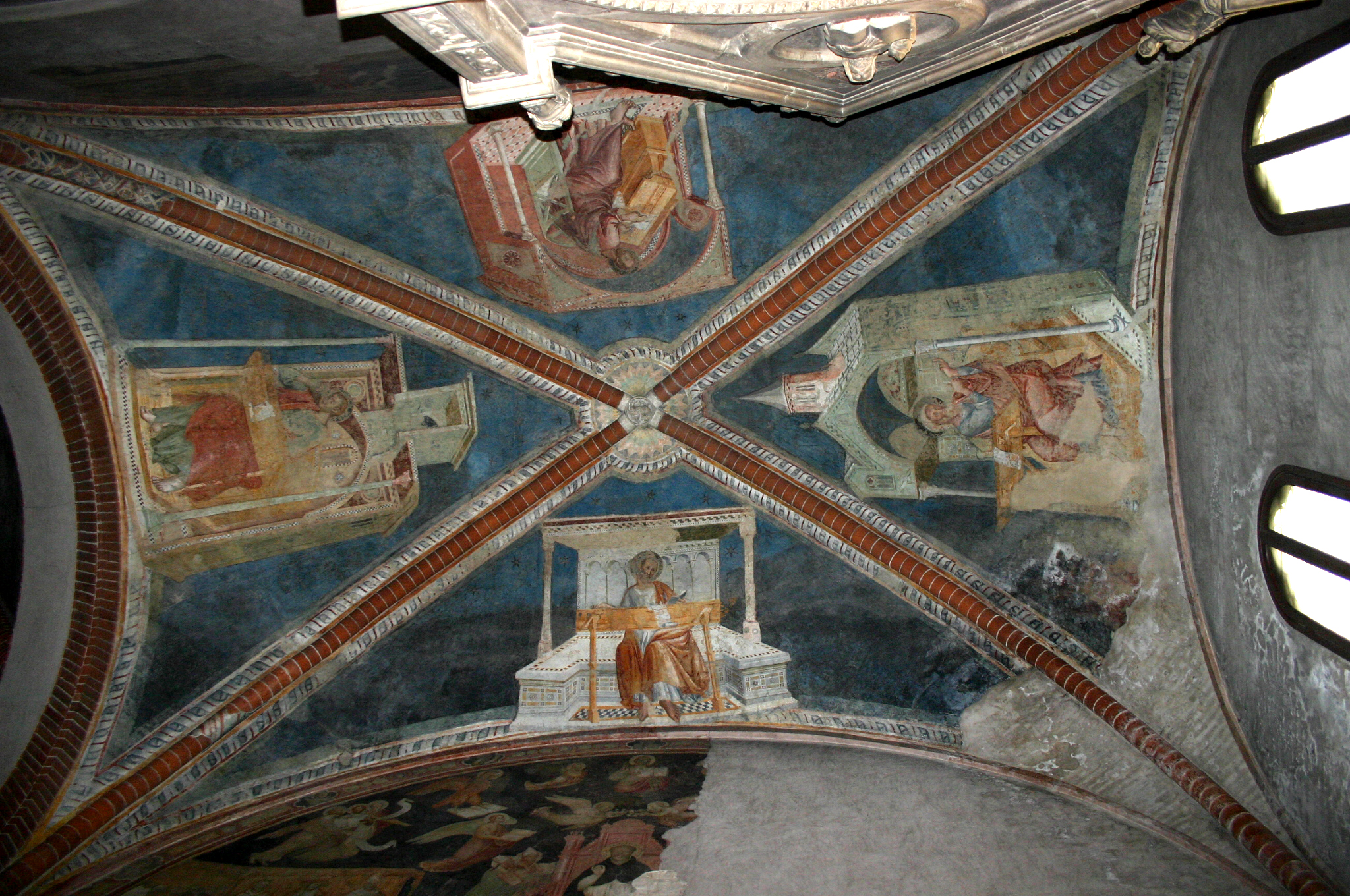
Frescos en la capilla Visconti de Sant'Eustorgio.

En la basílica de Sant'Eustorgio se encuentra la capilla de los Visconti iniciada en 1297 por Matteo Visconti (r. 1294-1302). De la decoración pictórica original sólo quedan en buen estado las figuras de los cuatro Evangelisti, mientras que quedan vestigios de frescos posteriores como el  Trionfo di San Tommaso, San Giorgio che libera la principessa  y siete Santi,  atribuidos al llamado Maestro de Lentate, autor del ciclo de frescos del oratorio de Santo Stefano  de Lentate. Finalmente, la capilla contiene el Arca di Matteo e Valentina Visconti. También en Sant'Eustorgio se pueden encontrar en la capilla Torriani algunos frescos góticos tardíos que datan de 1440, de Evangelisti y Santi atribuidos al círculo de los Zavattari.

### Basílica de San Giovanni in Conca
Sin embargo, la capilla Visconti fue dejada de lado por Bernabé Visconti (r. 1349-1385), quien trasladó la capilla familiar a la ahora demolida iglesia de San Giovanni in Conca: la arquitectura externa y el diseño interno fueron tomados de la arquitectura de las abadías de la época, como lo atestigua la fachada trasladada antes de la demolición con un rosetón y ventanas de una sola lanceta en el modelo de la abadía de Viboldone. Entre los restos de la decoración pictórica sustraída antes del derribo de la iglesia se encuentran el Angelo annunciante  y la Vergine annunciata  de un pintor anónimo de principios del '300 con influencias venecianas. Las Storie di San Giovanni evangelista, en cambio, tienen una influencia toscana más marcada, conservado en las colecciones del castillo Sforzesco, en el que se hace uso de colores vivos con toques de construcción en perspectiva; atribuido a un maestro anónimo del círculo de Giusto dei Menabuoi.

Antes de la destrucción
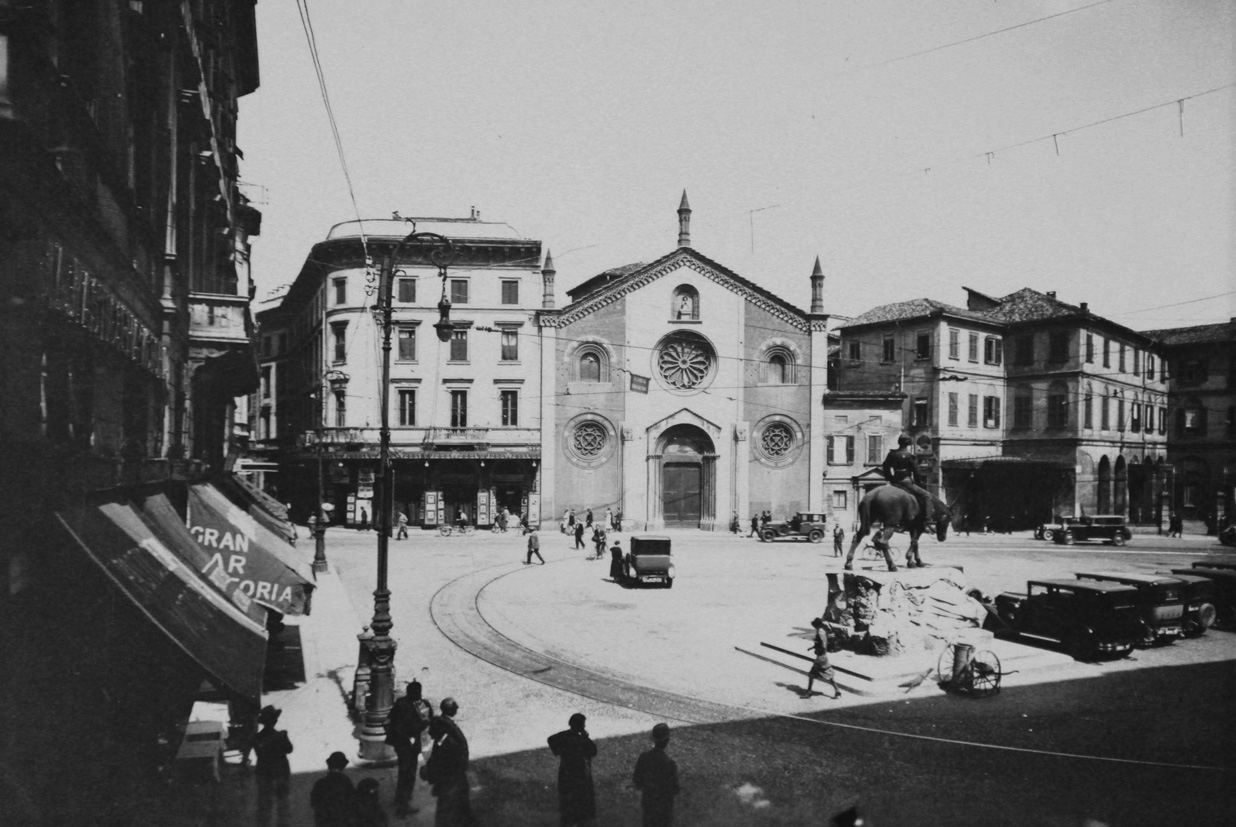
La iglesia a comienzos del siglo XX
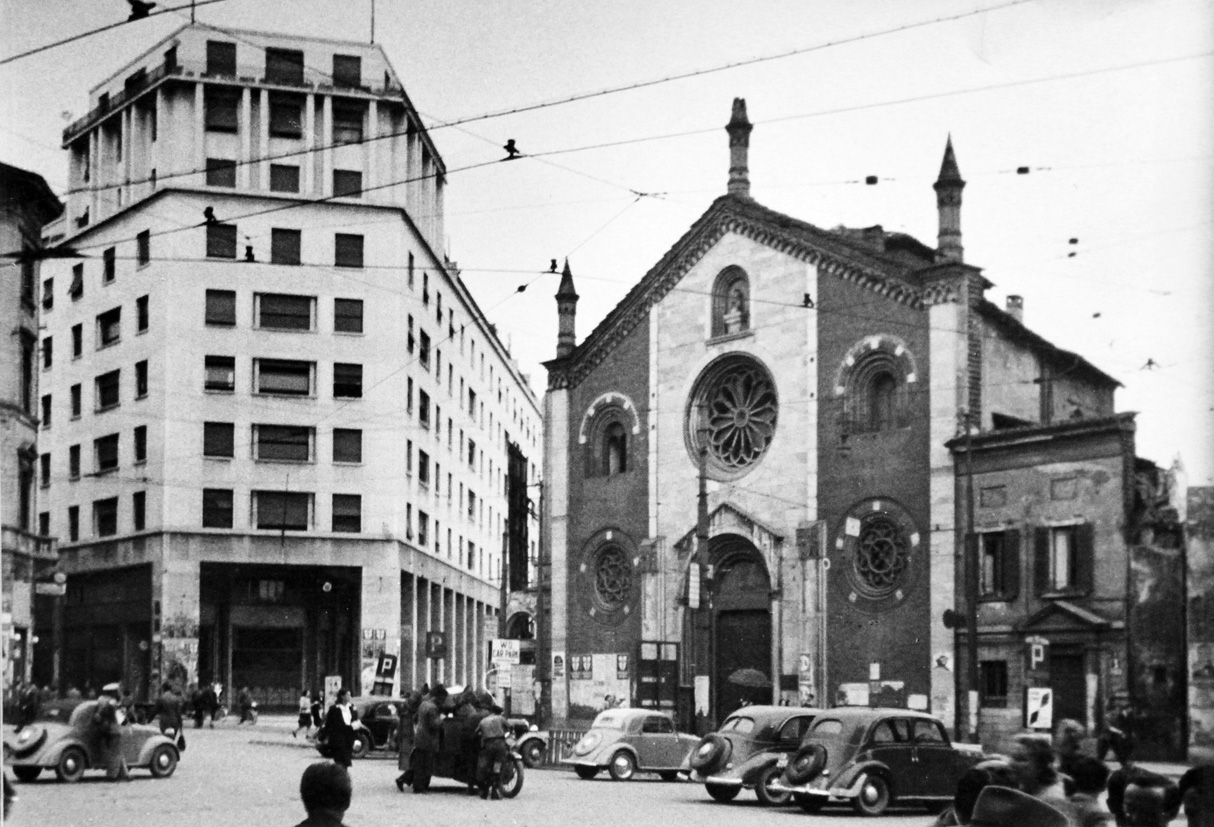
La iglesia en la década de 1940
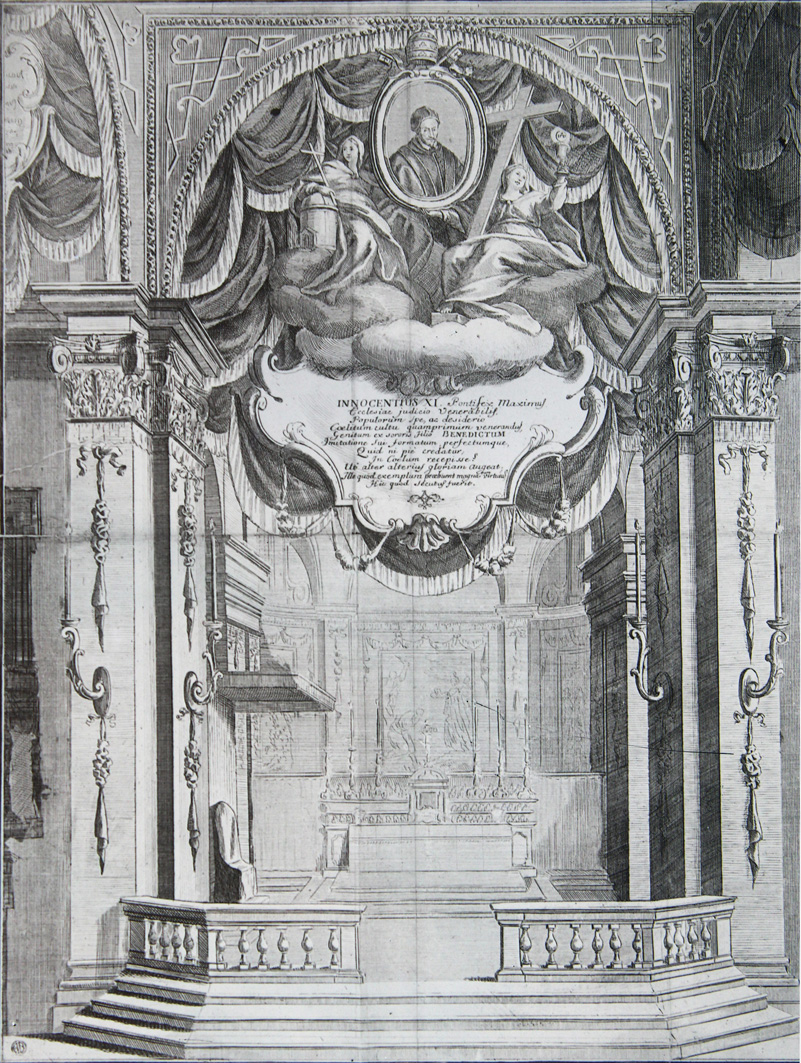
Vista interior
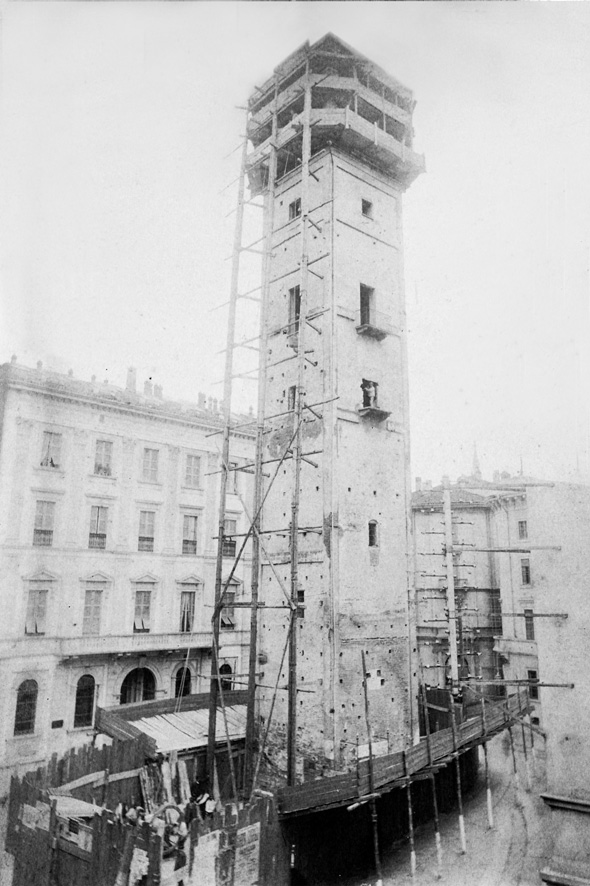
El campanile, en el momento de la demolición

Estado actual
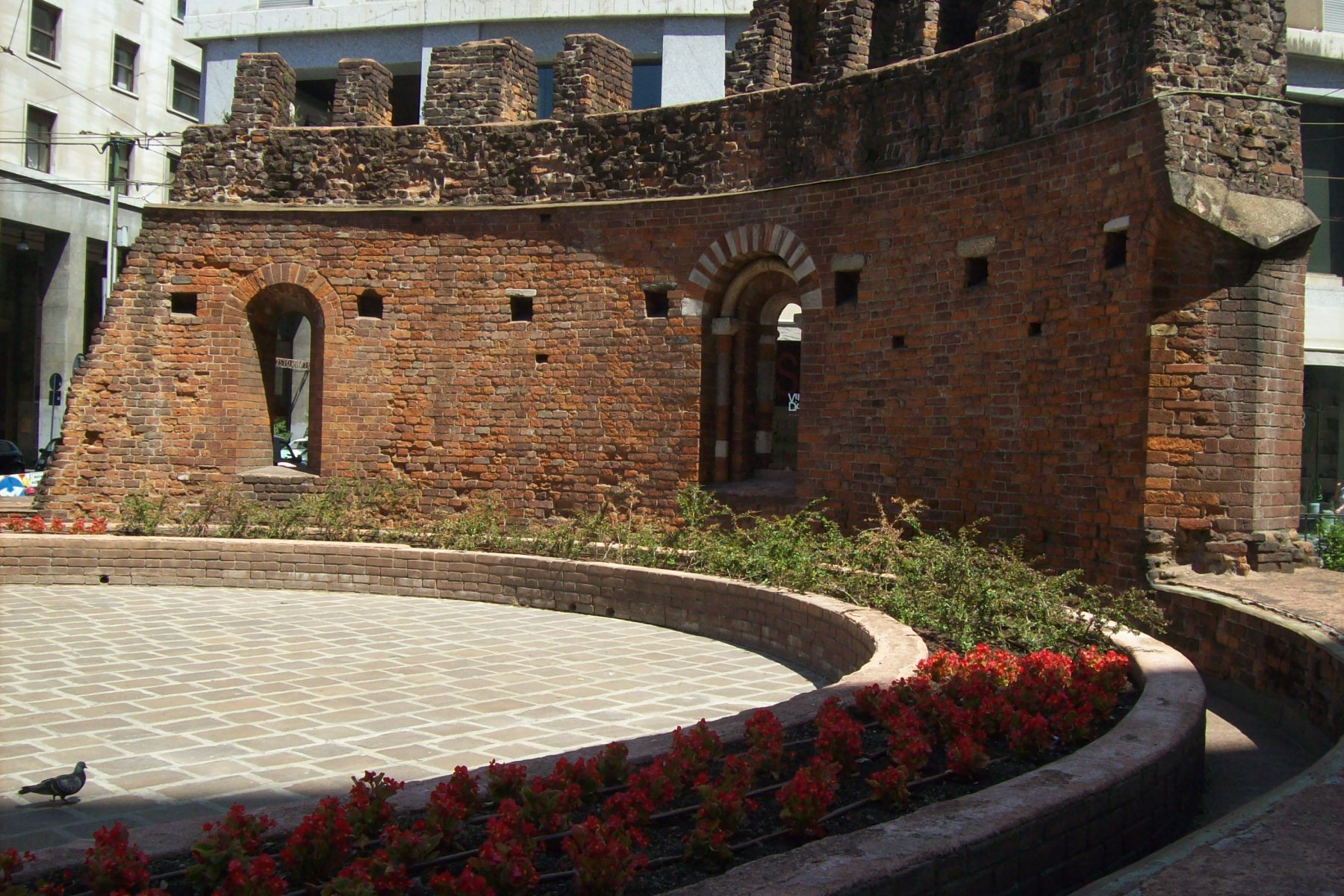
Paño de muro del ábside romano
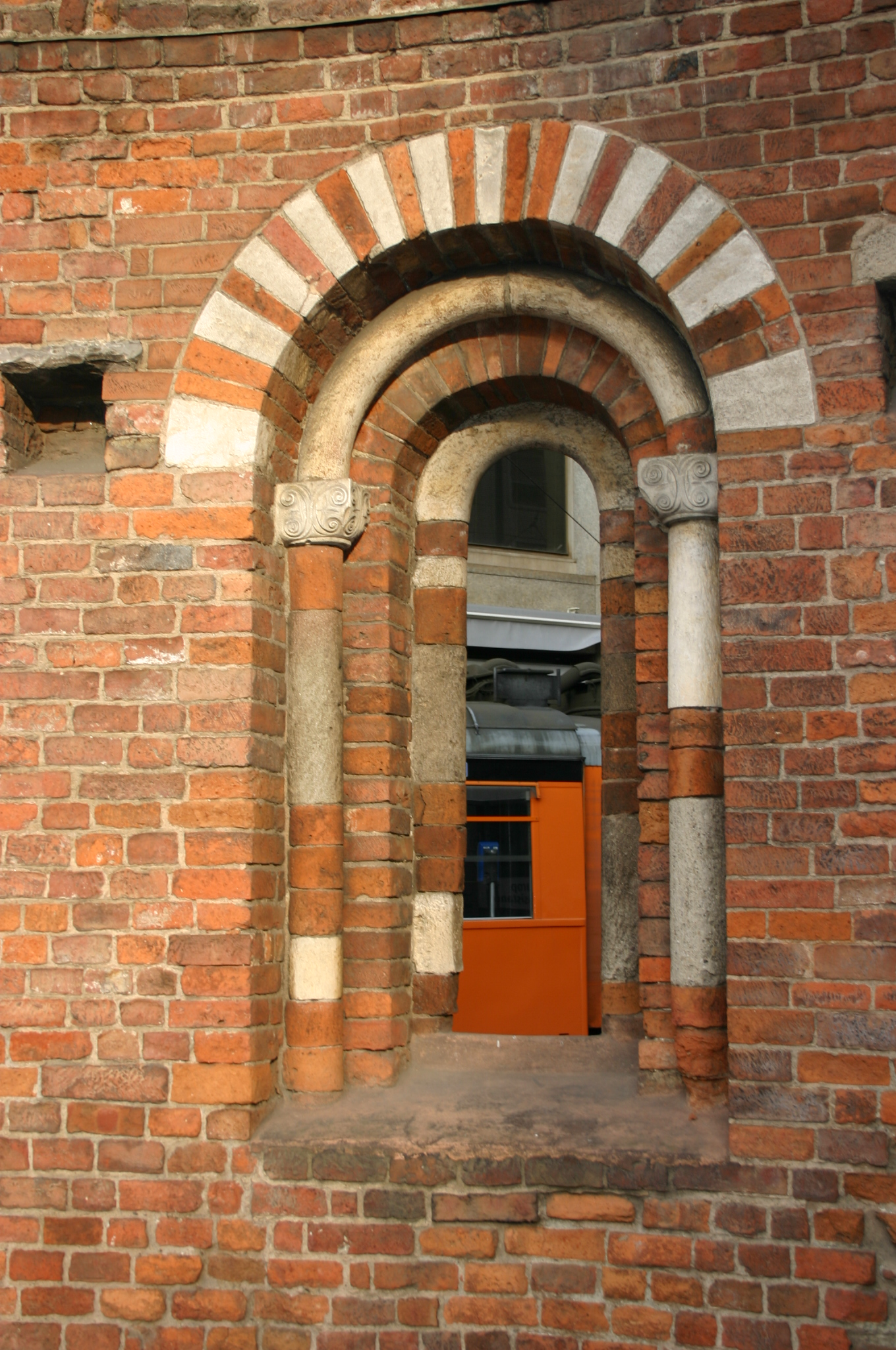
Ventana romana subsistente del antiguo ábside
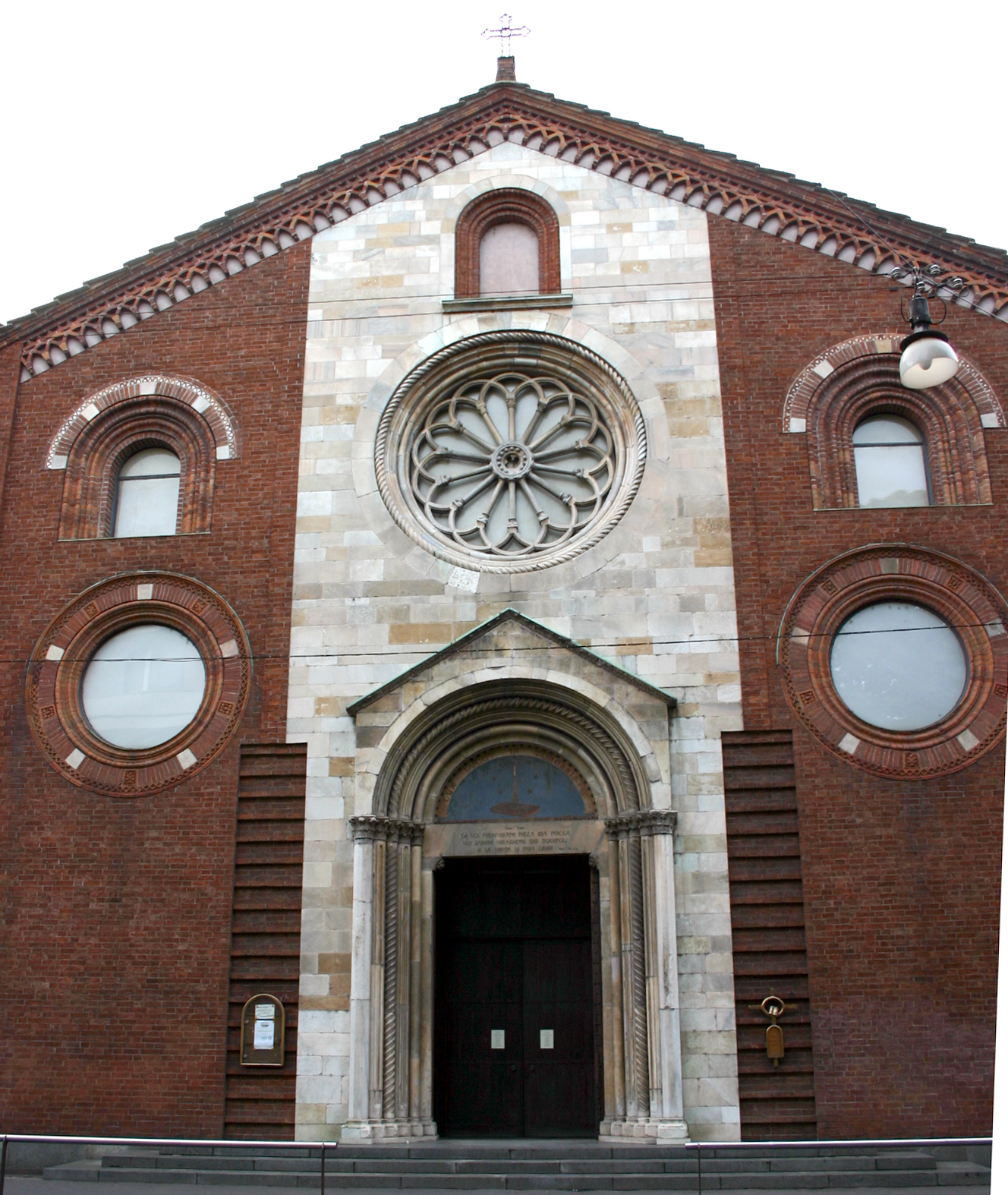
Fachada gótico, sobre la actual iglesia evangélica vaudoise.
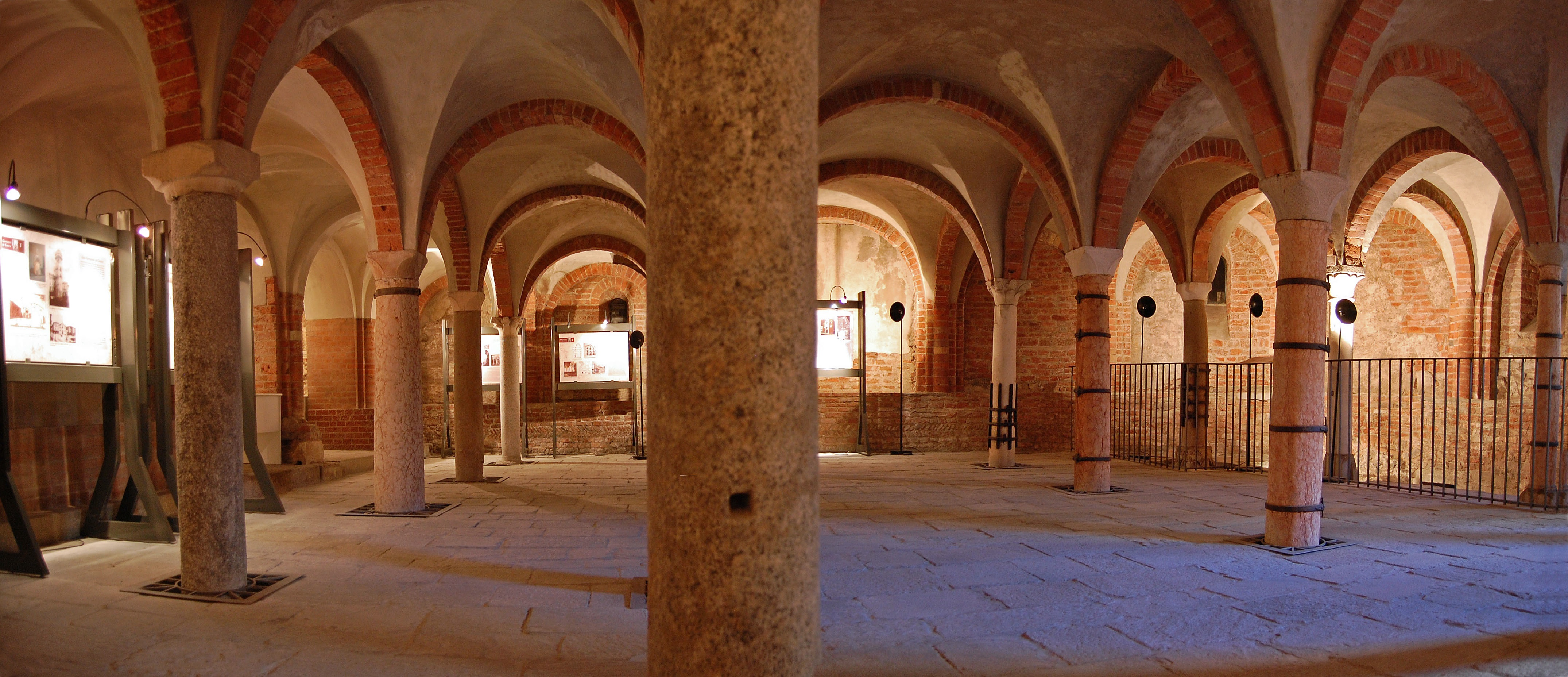
Cripta romana

### Basílica de San Calimero
En la basílica de San Calimero se encuentra el fresco de la Madonna con Bambino de Leonardo da Besozzo, una pintura tardogótica del siglo XV con las formas de los personajes inspiradas en los frescos de los Giochi Borromeo  del palacio Borromeo y su propio trabajo en la iglesia de San Giovanni a Carbonara en Nápoles. Leonardo, hijo de Michelino da Besozzo, colaboró con su padre en la realización de la  Madonna dell'Idea conservada en la catedral de Milán.

### Iglesias desaparecidas

#### Iglesia de Santa Maria in Brera

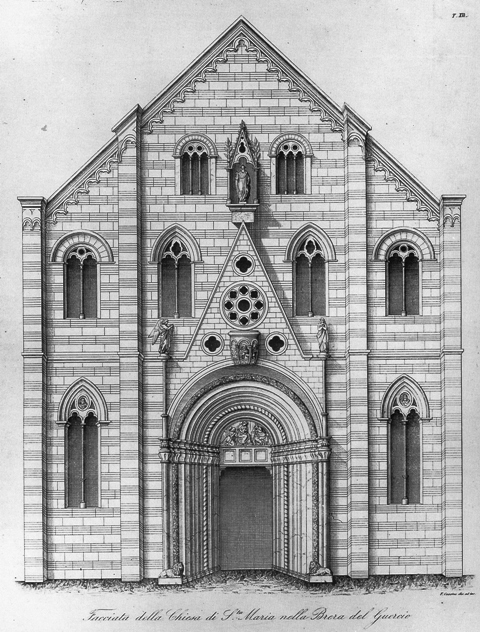
Fachada (1808-1809) de la iglesia demolida de Santa Maria di Brera.

Cabe señalar que de las numerosas iglesias construidas en estilo gótico entre los siglos XII y XV, hoy solo se conservan unos pocos ejemplos, mientras que la mayoría de ellas fueron completamente transformadas entre los siglos XVI y XVII durante la obra de los cardenales Borromeo o demolido con las supresiones josefinas en el siglo XVIII. Entre las demoliciones realizadas en este último período destacó la de la iglesia de Santa Maria di Brera: la fachada había sido diseñada por Giovanni di Balduccio  e incluía una fachada a dos aguas construida con mármol blanco y negro formando bandas de colores alternados, mientras que la división interior en tres naves se remarcaba exteriormente con contrafuertes. El portal presentaba un arco de medio punto con abocinamiento rematado por un cúspide que contenía un pequeño rosetón; la decoración se completó luego con ventanas biforas y triforas y varios grupos de estatuas, incluido el grupo de la ghimberga. Del interior sólo quedan algunos vestigios en el interior de la pinacoteca de Brera, incluidos algunos tramos laterales de la iglesia donde se pueden ver frescos de Santi e Profeti atribuidos a Giusto dei Menabuoi. La iglesia tenía un interior de tres naves divididas por columnas con capiteles zoomorfas típicas de la escultura lombarda de finales del siglo XIII.

#### Iglesia de Santa Maria alla Scala
Finalmente, otra famosa iglesia gótica que ya no existe es la iglesia de Santa Maria alla Scala: el edificio presentaba una fachada a dos aguas compuesta por tres partes verticales remarcadas por cuatro contrafuertes que terminaban en pináculos. Como es típico de la arquitectura gótica lombarda, la fachada se decoró con elementos alternados en terracota y mármol para crear un contraste cromático, como el rosetón de mármol blanco o las ventanas monoforas y biforas de terracota y mármol. La iglesia también contaba con un campanile poligonal similar al de la iglesia de San Gottardo in Corte.

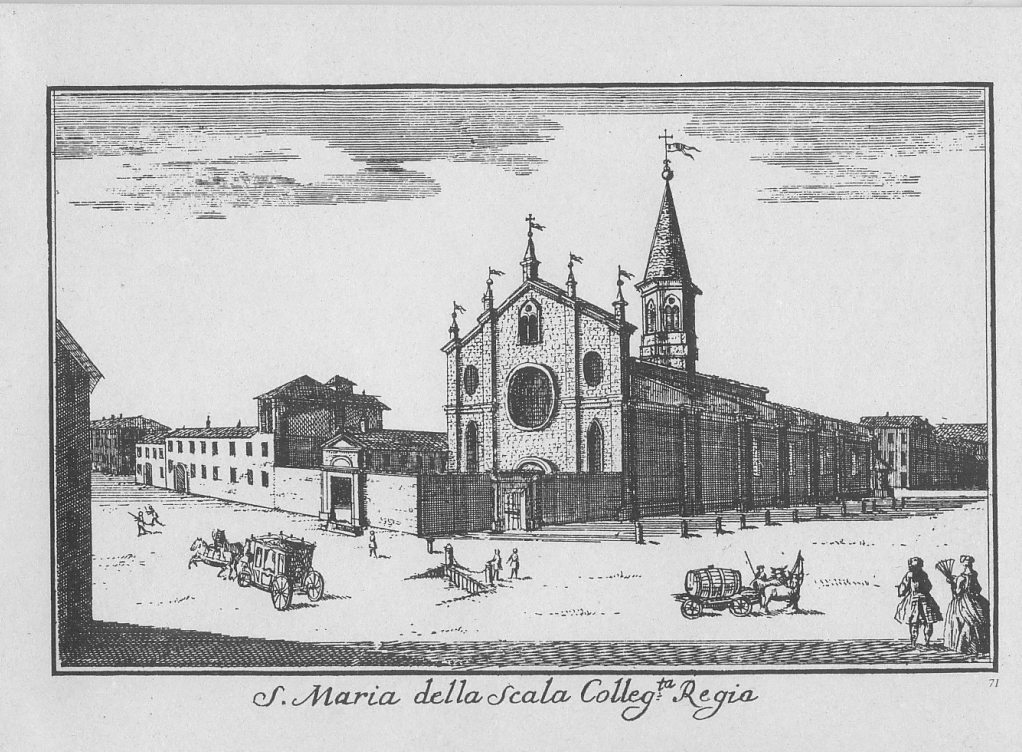
Marc'Antonio Dal Re, Santa Maria alla Scala, Incision de 1745
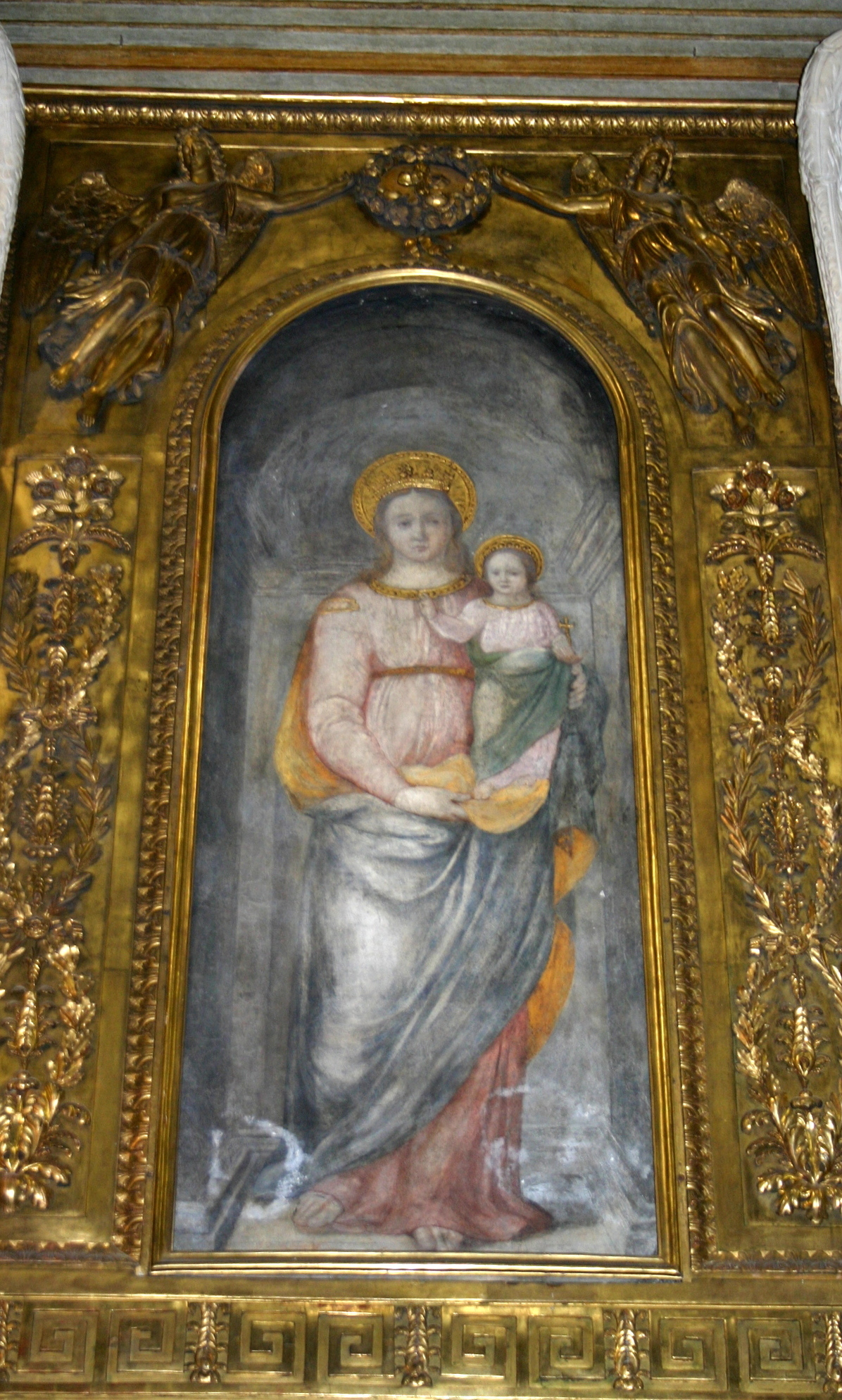
La Madonna della Scala, fresco de autor anónimo del XV proveniente de la iglesia destruiída de Santa Maria alla Scala,  conservado en la iglesia San Fedele de Milan.

### El Duomo

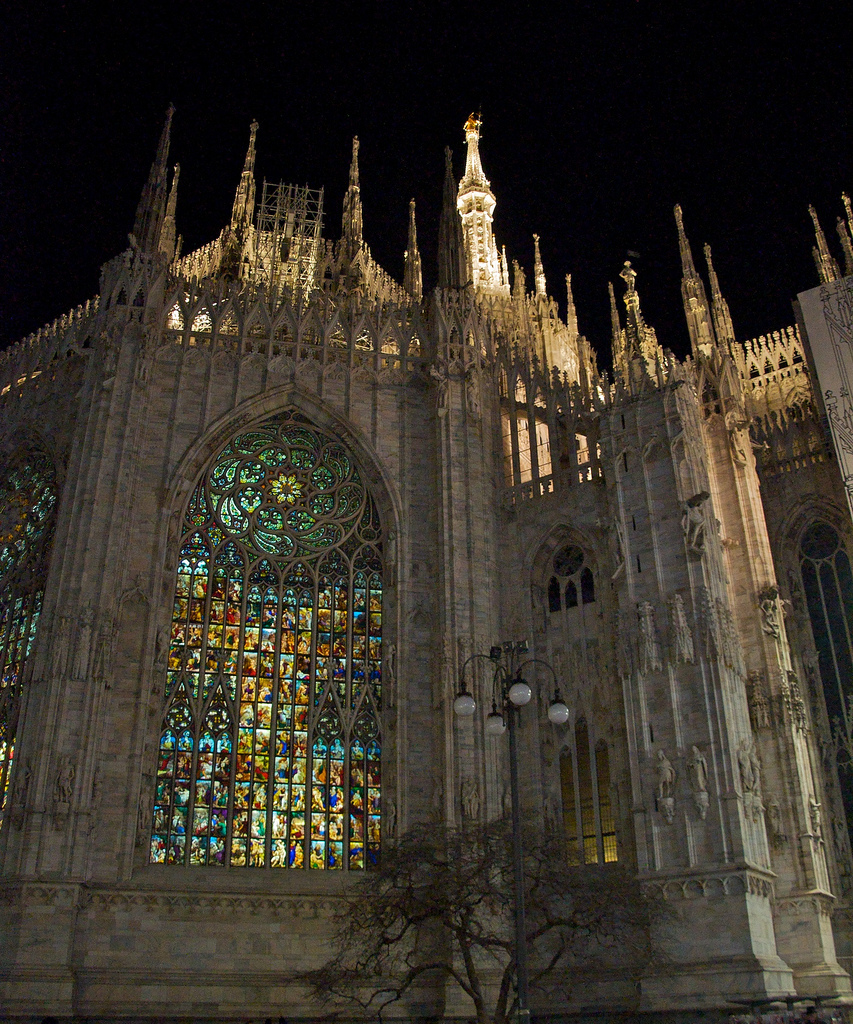
Vista del ábside de la catedral con los vitrales iluminados.

Los acontecimientos de la catedral de Milán, obra maestra del gótico internacional, fueron complejos desde la fundación de la Fabbrica en 1386 y continuarían durante muchos siglos: de hecho, sólo el ábside, las sacristías y parte del transepto son originales de la época gótica, siendo el resto de la iglesia ejecutada más tarde de manera más o menos fiel al proyecto original. Un impulso fortisimo en clave de mecenazgo hacia la construcción de una grandiosa fábrica provino de Gian Galeazzo Visconti, recién coronado duque por el emperador, quien financió parte de la obra y trabajó para recaudar otros fondos entre la población y llamó a arquitectos de toda Europa., especialmente de Francia, Alemania y Flandes.
El diseño inicial, ahora perdido, fue probablemente de un arquitecto alsaciano, sin embargo al cabo de unos años el arquitecto fue sustituido para dar paso a un periodo de continuos cambios de arquitectos y proyectos: a los pocos años fueron llamados para la construcción de la catedral., entre otros, el francés Nicolás de Bonaventure, los italianos Antonio di Vincenzo y Gabriele Stornaloco, y los germanos Giovanni da Fernach y Heinrich Parler. Entre las principales razones de los distintos contrastes estaba la elección de las proporciones de la fachada, que se habría inscrito en un cuadrado (construcción «ad quadratum») o en un triángulo (construcción «ad triangolum»).
La diatriba se puede resumir con los italianos partidarios del módulo «ad triangolum», que al final habría triunfado dando lugar a la construcción de una iglesia más baja y de proporciones más achaparradas, y los maestros de obras alemanes y franceses a favor de un módulo «ad quadratum» que tendría una fachada más alta y esbelta. Un debate similar se reanudó con el arquitecto parisino Giovanni da Mignot, también expulsado al poco tiempo, sobre las proporciones y la estática de las bóvedas: estos debates, que iban mucho más allá de las habituales reticencias pueblerina, estaban vinculados principalmente a la resistencia de la tradición italiana todavía ligada a la arquitectura románica y al consiguiente retraso con el que el territorio milanés recibió las novedades del gótico europeo.

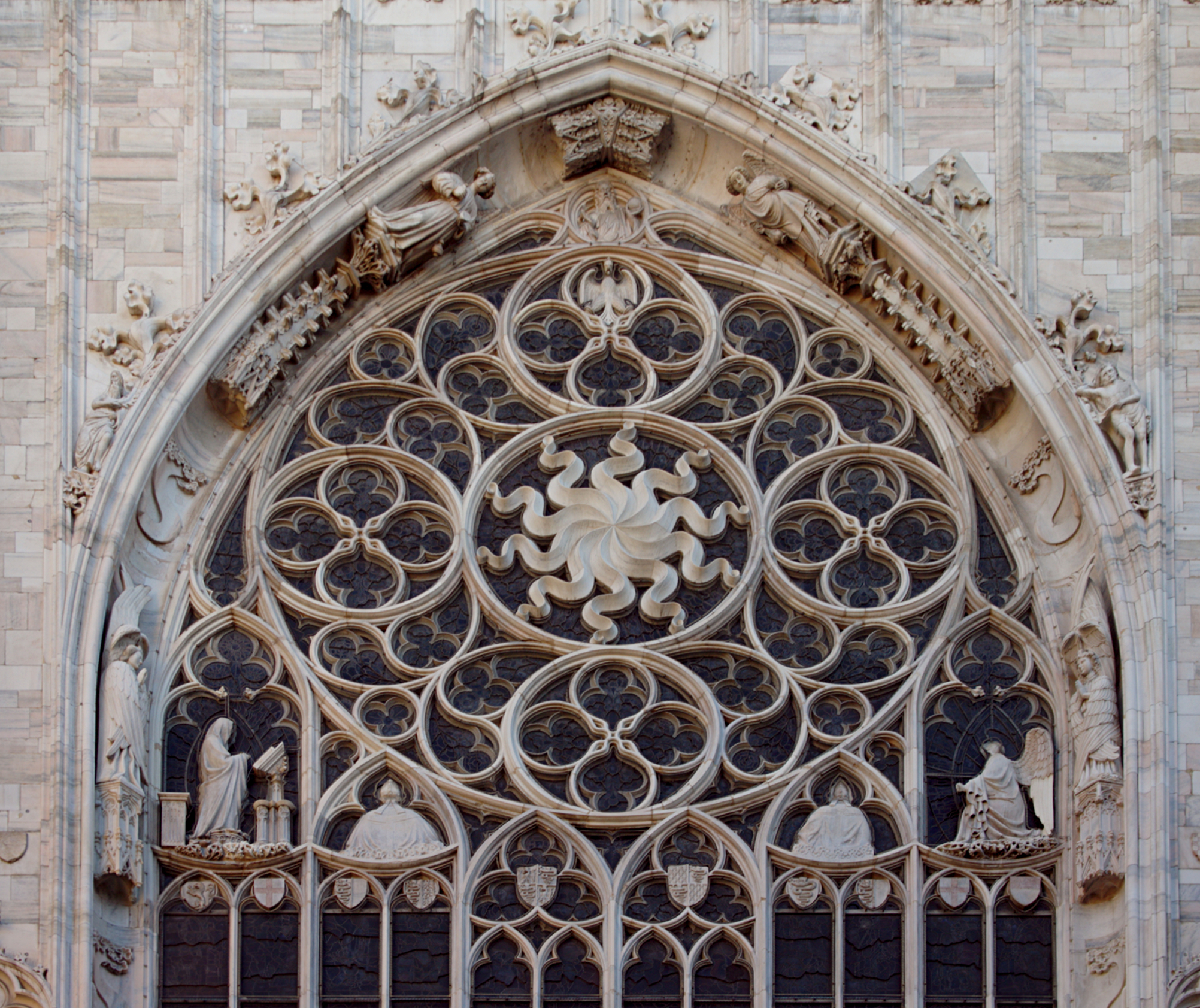
Detalle de la ventana del ábside

El primer elemento de diferenciación del duomo con respecto a las iglesias milanesas anteriores fue la estructura perimetral, que a diferencia de las esas iglesias, que preveían un posible revestimiento de la estructura de ladrillo con materiales más nobles, está compuesta exclusivamente por bloques de mármol de Candoglia: la estructura portante presenta el sistema de contrafuertes–arbotantes típico de la arquitectura gótica, con los muros perimetrales exteriores decorados con un enorme número de estatuas y de ménsulas. La decoración estatuaria exterior aparece, en relación con los encargos del período gótico, como una muestra de la escultura europea con trabajos realizados por obreros locales, borgoñones y bohemios, germanos y franceses: en particular, los noventa y seis Giganti que adornan las gárgolas de la estructura son atribuibles a los dos últimos grupos. Entre los principales artistas lombardos que se ocuparon del denso bosque de estatuas externas se encuentran Jacopino da Tradate y Matteo Raverti.
Dos de las obras ejemplares de los dos principales escultores italianos activos en el sitio son el San Bartolomeo Apostolo  de Jacopino da Tradate y el  Santo Vescovo  de Raverti: en el primer caso se hace un uso extensivo de los paños y se presta especial atención a los detalles, por ejemplo en la representación de la barba, sin por ello dar excesiva expresividad al rostro, lo que ocurre en cambio en la estatua de Raverti, que vuelve a un santo sufriente con las mejillas hundidas, fruto de un cuidadoso estudio y modelado.
El ábside es, por las razones temporales antes mencionadas, la parte más cercana a los estilemas del gótico internacional: las tres ventanas de arco apuntado están profundamente decoradas con el tema central de la Raza Viscontea, o el sol radiante símbolo de la familia, diseñado por Michelino da Besozzo: los vitrales están decoradas, con el ciclo con las Storie dell'Antico Testamento en la vidriera septentrional, el Apocalisse en la vidriera central y con los Episodi del Nuovo Testamento en la vidriera meridional, obra de Stefano da Pandino y de Franceschino Zavattari. De manera más general, a partir de principios del siglo XV, la catedral puede considerarse como uno de los principales talleres europeos del arte de las vidrieras, en el que habrían participado los más grandes pintores lombardos de las distintas épocas hasta su conclusión.

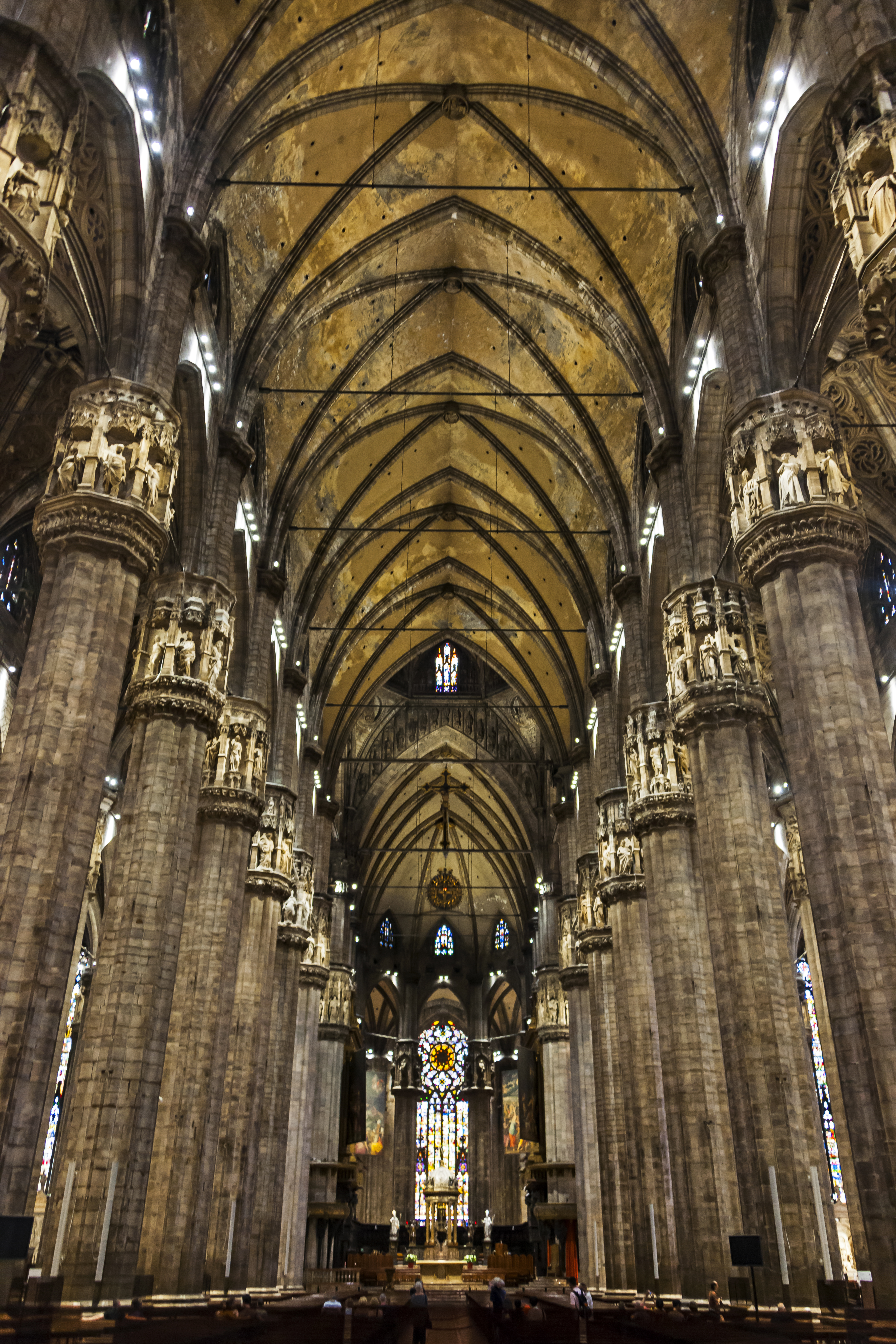
Nave principal de la catedral

El interior presenta una planta de cruz latina con el aula subdividida en cinco naves, con un transepto ligeramente sobresaliente dividido en tres naves y un ábside semi-octogonal. Las bóvedas de crucería están sostenidas por pilastri a fascio con capiteles decorados con Santi colocados en nichos por Giovannino de Grassii.
El portal de la sacristía meridional, esculpido a partir de 1392 por Giovanni da Fernach con decoraciones de las Storie della Vergine, es un ejemplo perfecto del gótico internacional alemán. Sobre un sobrio arquitrabe realizado por Giovannino de Grassi decorado con cuadrilobulados formales con Teste di Profeti, se encuentra la decoración más exuberante, con el tema de las Storie della Vergine, insertada en un arco ojival flanqueado por dos pináculos y rematado en la parte superior con una Crocifissione. El extradós de la luneta finalmente presenta la tradicional decoración gótica con grandes hojas rizadas. Entre las decoraciones originales, en el interior de la sacristía hay un lavabo con dosel con cúspide, también de Giovannino de Grassi.  Una decoración similar se puede encontrar en la entrada de la sacristía septentrional, superada la cual se encuentra en la única sala de la catedral donde se puede admirar el piso original de la iglesia, que data de principios del siglo XV, realizado por Marco Solari, junto con restos de decoraciones de terracota contemporáneas.
En su conjunto, por lo tanto, la catedral fue el punto de separación de los últimos vínculos con la arquitectura románica en el área de Milán, sin embargo, la iglesia, a pesar de las influencias que la arquitectura italiana había tenido en su construcción, permaneció como única no solo en el territorio del ducado si no en toda Italia:

La iglesia, tal como fue construida, sigue siendo ajena a la tradición arquitectónica italiana [...] Así como San Marcos en Venecia es de base bizantina, la catedral de Milán es francesa o alemana, pero no italiana. Sólo por el hecho de que está construida en Milán y también adornada por escultores italianos puede decirse que es una iglesia italiana: esto no quita, por supuesto, el hecho de que es un monumento distinguido y que el sentido de misterio comunicado por su penumbra coloreada de los vitrales, es absolutamente único territorio italiano.
La chiesa per come è stata costruita, rimane estranea alla tradizione architettonica italiana [...] Come il San Marco di Venezia è di base bizantina, così il duomo di Milano è francese o tedesco, ma non italiano. Solo per il fatto che è costruito a Milano e adornato anche da scultori italiani si può dire che è una chiesa italiana: ciò non toglie, naturalmente, che sia un monumento insigne e che il senso di mistero che comunica la sua penombra colorata della vetrate, sia assolutamente unico in territorio italiano.
Cesare Brandi

## Arquitectura civil y militar
(1316) ]]

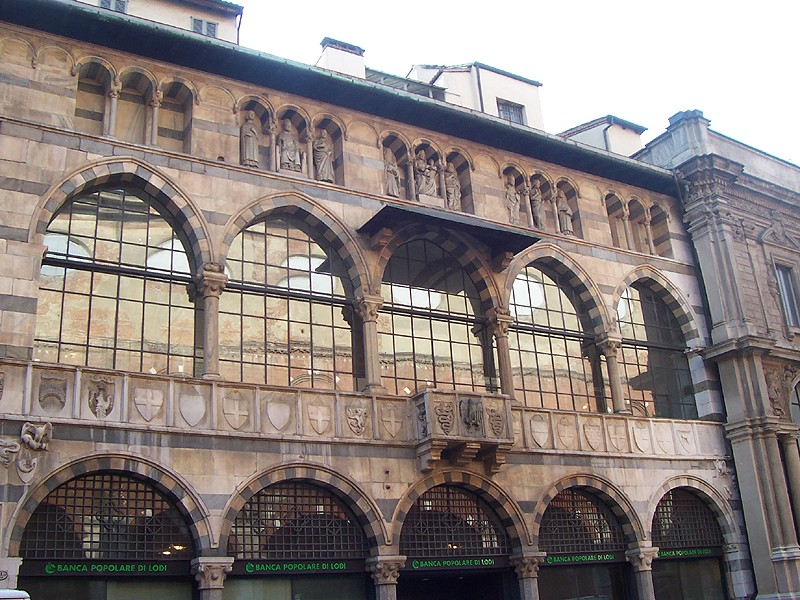
Loggia degli Osii

Entre las primeras intervenciones que sancionaron la difusión del gótico en Milán se pueden incluir las intervenciones de Matteo y Azzone Visconti  en el  Broletto Nuovo, ahora la plaza de los Mercaderes, que ya era la sede del poder de la ciudad desde hacía algún tiempo.
El primer edificio que se reconstruyó fue la loggia degli Osii  en 1316: la fachada está realizada en mármol blanco y negro, una elección que rompía con el uso tradicional de la terracota vista, aunque ya se había usado en la iglesia de Santa Maria de Brera. Se articula con dos órdenes horizontales originalmente porticados; la planta baja presenta arcos de medio punto sostenidos por columnas octogonales de piedra; en la planta superior esta configuración se repite con el uso de arcos de igual ancho pero con arcos apuntados, mientras que hay un pretil decorado con escudos de los Visconti. El edificio queda finalmente coronado por un alto cornicione donde hay nichos con bóveda de cañón en los que hay estatuas de tutto tondo: entre los temas se pueden mencionar a la  Madonne col Bambino y varios Santi, entre ellos  Sant'Ambrogio y San Giacomo.
A partir de 1433 se construyó la casa de los Panigarola, muy remodelada a lo largo de los años, de cuya estructura original se conservan la arcada apuntada con bordeado de terracota en la planta baja, sostenidos por columnas con capiteles decorados con motivos de hojas, mientras que en la planta superior hay un ventana de terracota que no es original pero que retoma el proyecto original con decoración típica de la arquitectura lombarda de principios del siglo XV.
Otra intervención en la plaza, ahora completamente perdida al haber sido reemplazada por el palazzo delle Scuole Palatine, fue el pórtico de los Banchieri, construido a partir de 1336 con una estructura porticada similar a la de la logia de los Osii.

Estas figuras de esmaltes de oro y azu se distinguen por una tal belleza y tal perfección artistica que no se podría encontrar en ninguna otra parte del mundo.
Queste figure di smalti d'oro e azzurri si distinguono per una di tale bellezza e tale perfezione artistica che non si possono trovare in nessun'altra parte del mondo
Galvano Fiamma.

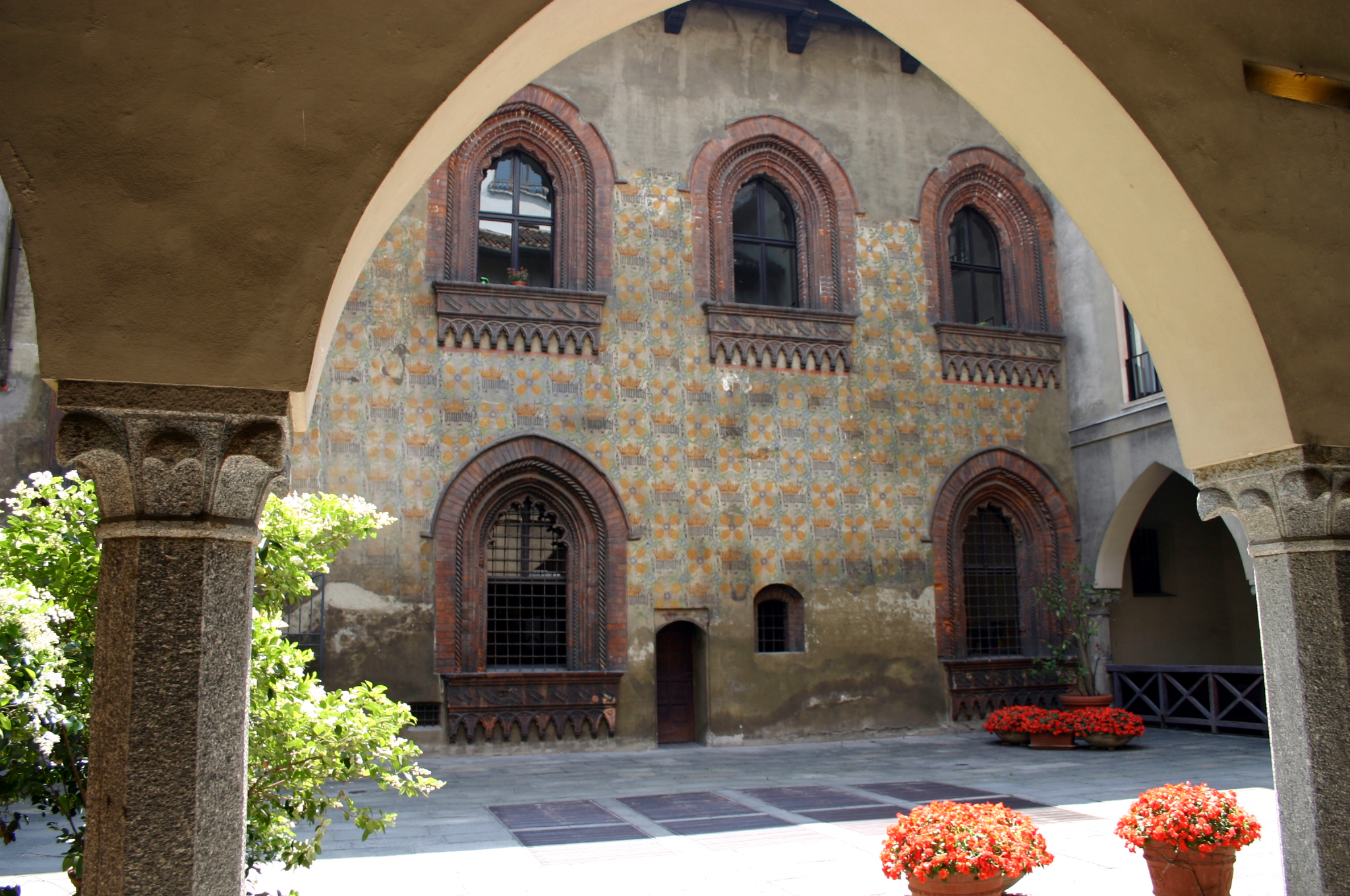
Patio de honor del palacio Borromeo

Entre los pocos palacios góticos privados conservados en la ciudad se puede mencionar el palacio Borromeo  construido a partir de finales del siglo XV. De la estructura original es parte la fachada de ladrillo visto con un portal de arco apuntado decorado con sillares de mármol de Candoglia y mármol rojo de Verona encerrado por un friso con cordonatura.  El patio de honor tiene un pórtico en tres lados con arcos apuntados sostenidos por columnas octogonales con capiteles decorados con hojas. En el lado no porticado hay seis ventanas ojivales de ladrillo de arco apuntado, mientras que en las paredes quedan restos de frescos con motivos heráldicos de los comitentes del edificio. En el interior hay restos de frescos del gótico tardío de los  Giochi Borromeo, atribuidos por algunos a Pisanello. Una vez presentes en el palacio y posteriormente retirados, hay varios fragmentos de frescos, incluida la  Raccolta delle melograne atribuida a Michelino da Besozzo, ahora conservada en la rocca di Angera. Sin embargo, una hipótesis alternativa igualmente válida atribuye la construcción del complejo de los  Giochi Borromeo a un autor llamado Maestro dei Giochi Borromeo: esta atribución diferente de Pisanello o Michelino fue conferida tras el análisis de un redescubierto  San Giovanni dolente, fragmento de los frescos del palazzo Borromeo con referencias estilísticas al Cristo in pietà de Masolino  por mostrar influencias de la escuela lombarda.
De las numerosas torres de la época, que se construyeron junto con los palacios nobiliarios, sólo se conservan hoy la torre dei Gorani y la torre dei Morigi.
De las descripciones históricas del palacio Real, entonces broletto Nuovo y luego palacio Ducal, se puede recordar la obra de Giotto, llamado a la corte por Azzone Visconti.  Entre las diversas obras descritas por los cronistas de la época se puede mencionar el fresco de los Uomini illustri  con un tema mitológico, sobre el modelo de su propia obra en la sala dei Baroni cerca del sala dei Baroni de Nápoles, decorado con oro y esmaltes típico de la pintura gótica francesa:

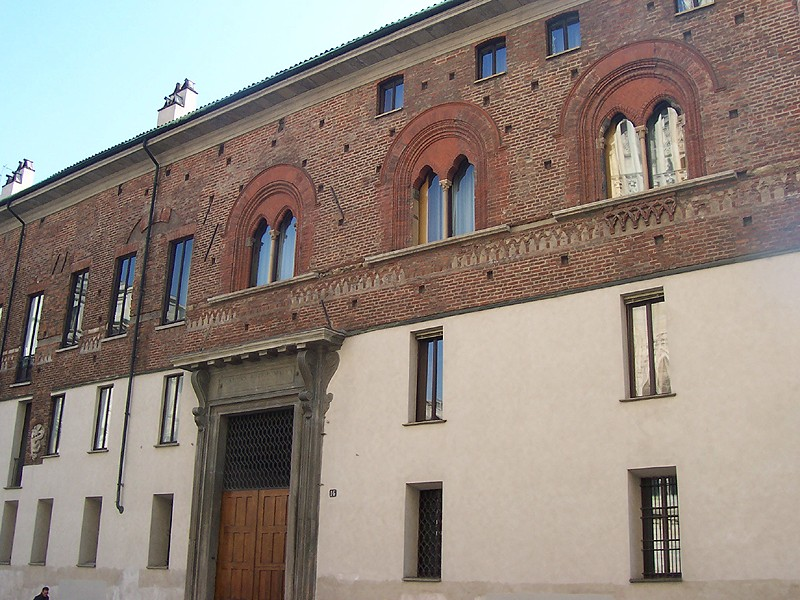
Restos de la decoración original del palacio Arzobispal.

Finalmente, entre los ejemplos de arquitectura civil, aunque para el uso del poder religioso, hay que mencionar el palacio Arzobispal. Como los palacios vecinos, las reformas de las diversas épocas han anulado casi por completo la construcción original encargada por Ottone Visconti y Giovanni Visconti, arzobispos de Milán: entre los pocos restos góticos hay algunas ventanas bíforas de terracota en la fachada hacia la catedral y en el lado oeste. Durante algunas restauraciones del palacio después de la Segunda Guerra Mundial, surgieron fragmentos de frescos de la escuela de Giotto. Fragmentos de frescos que sobrevivieron, por pura casualidad, a las restauraciones de la iglesia iglesia de Santa Maria Podone se conservan también en el arzobispado, redescubiertos y retirados en el siglo XX, que representan un  corteo dei Re Magi,  cuya atribución a Michelino da Besozzo o a su taller no fue posible debido a la fragmentación de la obra, aunque con dibujos ciertamente atribuibles a los del Ll Libretto degli Anacoreti del propio Michelino.

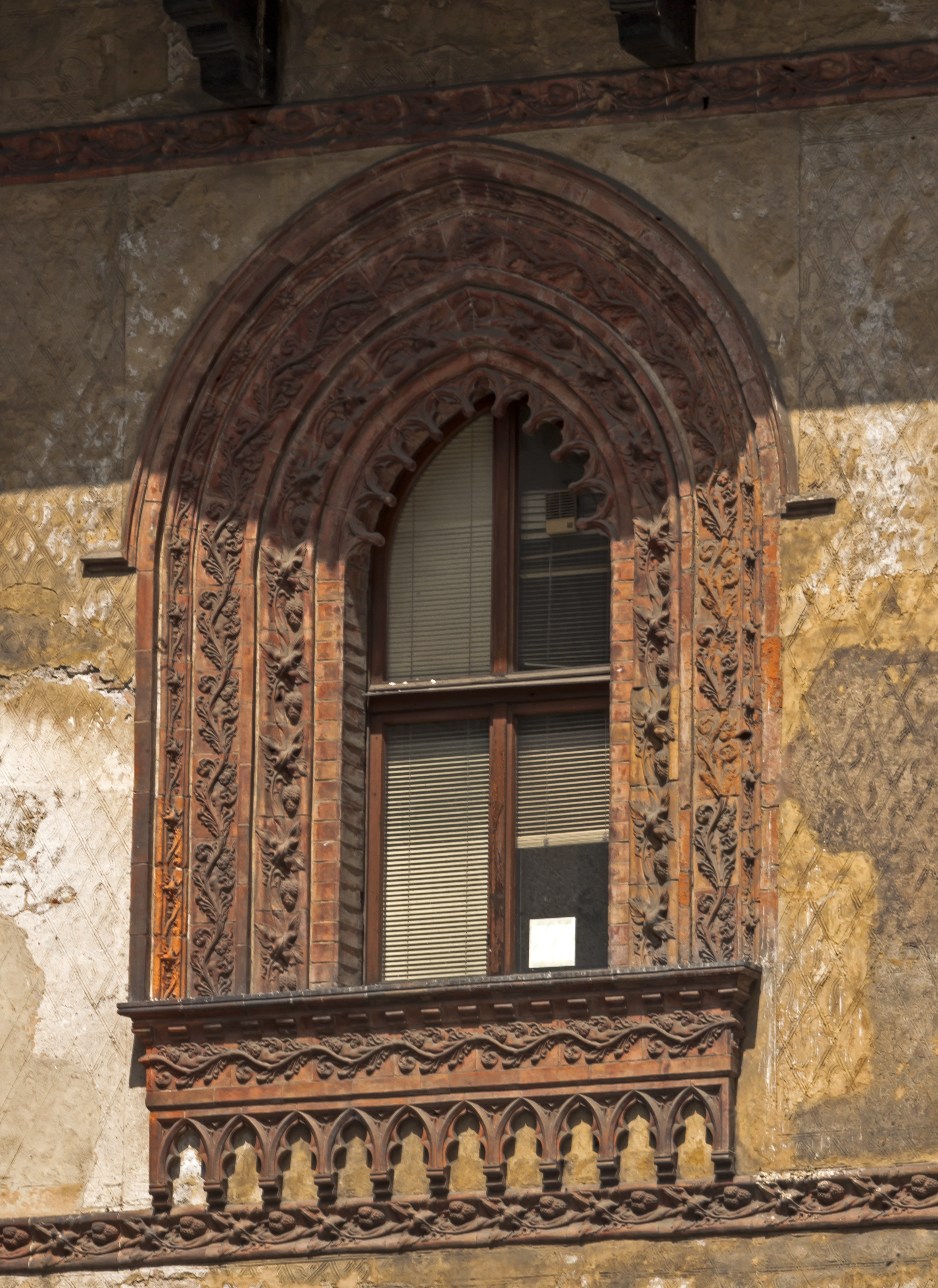
Ventana de la Casa de los Panigarola.

Entre las muchas iniciativas impulsadas por Azzone Visconti también hay que mencionar la conclusión de las obras de las murallas medievales de la ciudad junto con las puertas, diseñadas para ser verdaderos monumentos. En cada una de las seis puertas de Milán, Azzone hizo colocar un tabernáculo dedicado a la Virgen María, generalmente flanqueado por santos que sostenían el modelo del sestiere de la ciudad relativo a la puerta: tres de ellos fueron realizados por Giovanni di Balduccio, mientras que los otros tres se atribuyen al llamado Maestro de la Luneta de Viboldone, uno de los escultores más destacados del entonces círculo de maestros campioneses. Al primero serían atribuidos la  Vergine y los Santi de Porta Ticinese  y las estatuas extraídas de las demolidas porta Orientale e porta Comasina, mientras que al segundo pertenecerían los tabernáculos de la porta Nuova y las demolidas porta Romana e porta Vercellina.
Junto con el desarrollo de las murallas circundantes, los Visconti fueron responsables de la construcción del castillo de Porta Giovia, sobre cuyos restos se habría levantado el castillo Sforzesco. La fortificación fue iniciada en 1368 por Galeazzo II Visconti, mientras que Gian Galeazzo añadió una ciudadela fortificada exterior no conectada al núcleo central, pero sí conectada, junto con la construcción de la Ghirlanda (una segunda muralla exterior conectada al núcleo central del castillo) de Filippo Maria Visconti a partir de 1420. Del antiguo castillo viscontino, atacado durante el período de la República Ambrosiana y reconstruido íntegramente por la dinastía de los Sforza, no quedan rastros excepto la base en serizzo del castillo sforzesco.

## Escultura

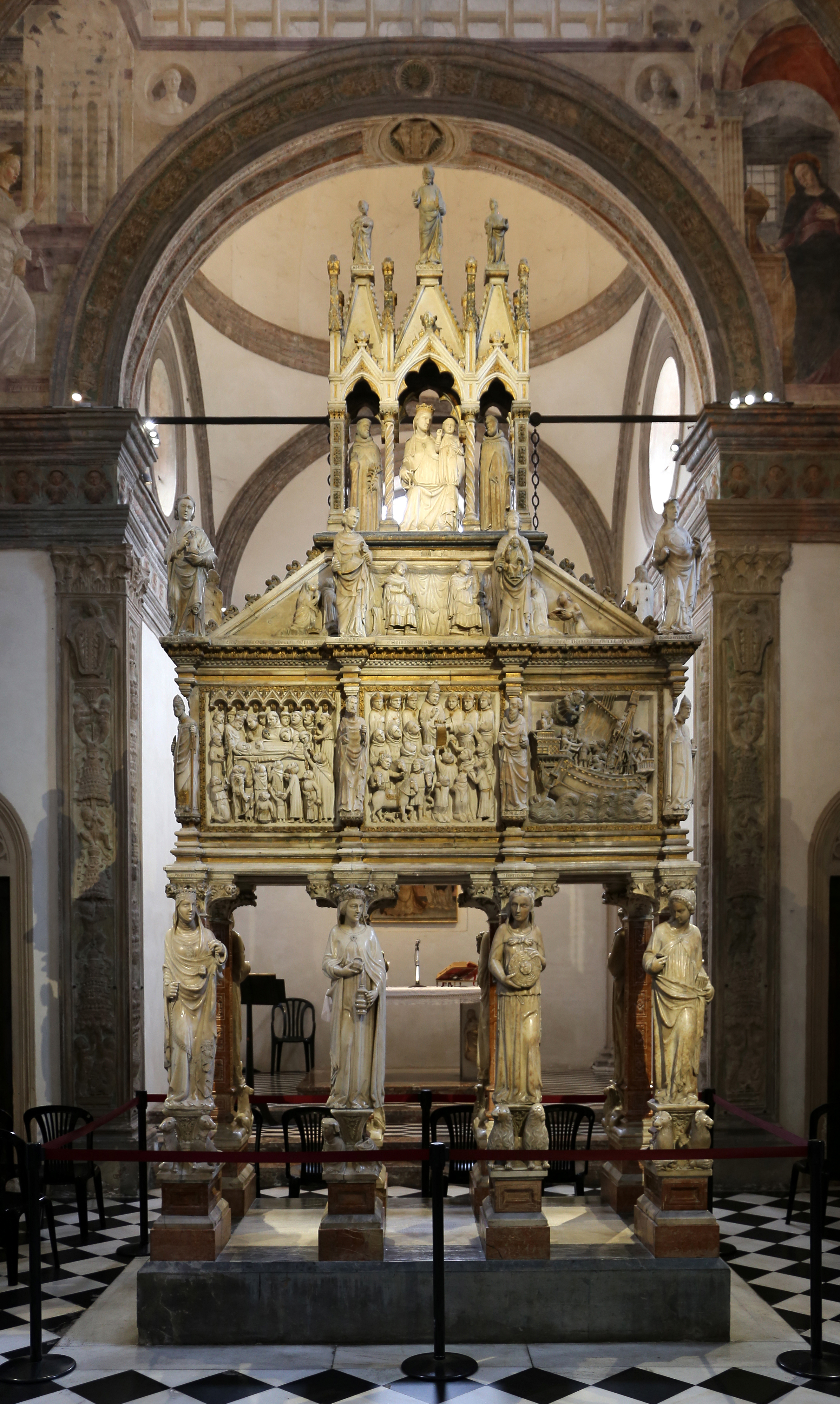
Arca de San Pedro mártir de Giovanni di Balduccio.

La transición del románico al gótico supuso el abandono de la escultura como esencia funcional exclusivamente de la decoración arquitectónica, en favor de obras autónomas que merecen un análisis separado del contexto arquitectónico. La escultura gótica milanesa puede dividirse en dos corrientes principales, obviamente nunca completamente separadas y con contaminaciones recíprocas: por un lado, la escuela toscana de Giovanni di Balduccio con su taller, y por el otro, los maestros campioneses, el nombre con el que se indica un grupo de escultores de familias originarias de Campione d'Italia, con un estilo difícil de individualizar entre ellos ya que a menudo trabajaban en colaboración, aunque para los grandes intérpretes de la escuela a veces es posible señalar con precisión el autor.
Entre los monumentos escultóricos góticos más antiguos de Milán destaca el Monumento funebre a Ottone Visconti  de un maestro campionés no identificado, que data de finales del siglo XIII y se conserva en la catedral de Milán. El monumento está realizado en mármol rojo de Verona con la estructura del sarcófago a dos aguas, clara referencia a los monumentos funerarios romanos de porfido: el monumento, sostenido por dos columnas añadidas a finales del siglo XIV, presenta la figura del arzobispo tumbado en la falda delantera. Esta solución encuentra amplios precedentes en la estatuaria francesa de la época, pero sobre todo en el Monumento funebre del cardinale De Braye de Arnolfo di Cambio en la iglesia de San Domenico de Orvieto. El sarcófago fue el modelo de inspiración del arca di Berardo Maggi, también de la escuela de Campione, conservada en el duomo vecchio de Brescia.
La principal obra de Giovanni di Balduccio y de su taller es sin duda el Arca de San Pedro mártir, conservada en la capilla Portinari de la basílica de San Eustorgio. La tumba, de mármol de Carrara, tiene proporciones monumentales y un contenido iconográfico complejo; descansa sobre ocho pilares de mármol rojo de Verona sobre los que se colocan otras tantas estatuas de las Virtù los lados del sarcófago están decorados con ocho bajorrelieves de los Episodi della vita di San Pietro Martire  separados por estatuas de Santi e Dottori della Chiesa. La tapa tiene forma piramidal troncocónica, cuyas laderas están decoradas con relieves de santos, coronados por un tabernáculo con cúspides que contiene las estatuas de la Vergine con i santi Domenico e Pietro Martire. En la misma basílica de San Eustorgio se encuentra otra magnífica obra en mármol, una Ancona della Passione de principios del siglo XV.
La composición introduce en el ámbito lombardo el monumento funerario como un conjunto aislado, es decir el monumento visible y decorado por los cuatro lados: el Arca di sant'Agostino, otro de los monumentos escultóricos más famosos del gótico lombardo, fue en su decoración tripartita marcada por estatuas de santos coronados por un tabernáculo ciertamente inspirado en la obra maestra de Balduccesco, aunque en formas aún más monumentales.

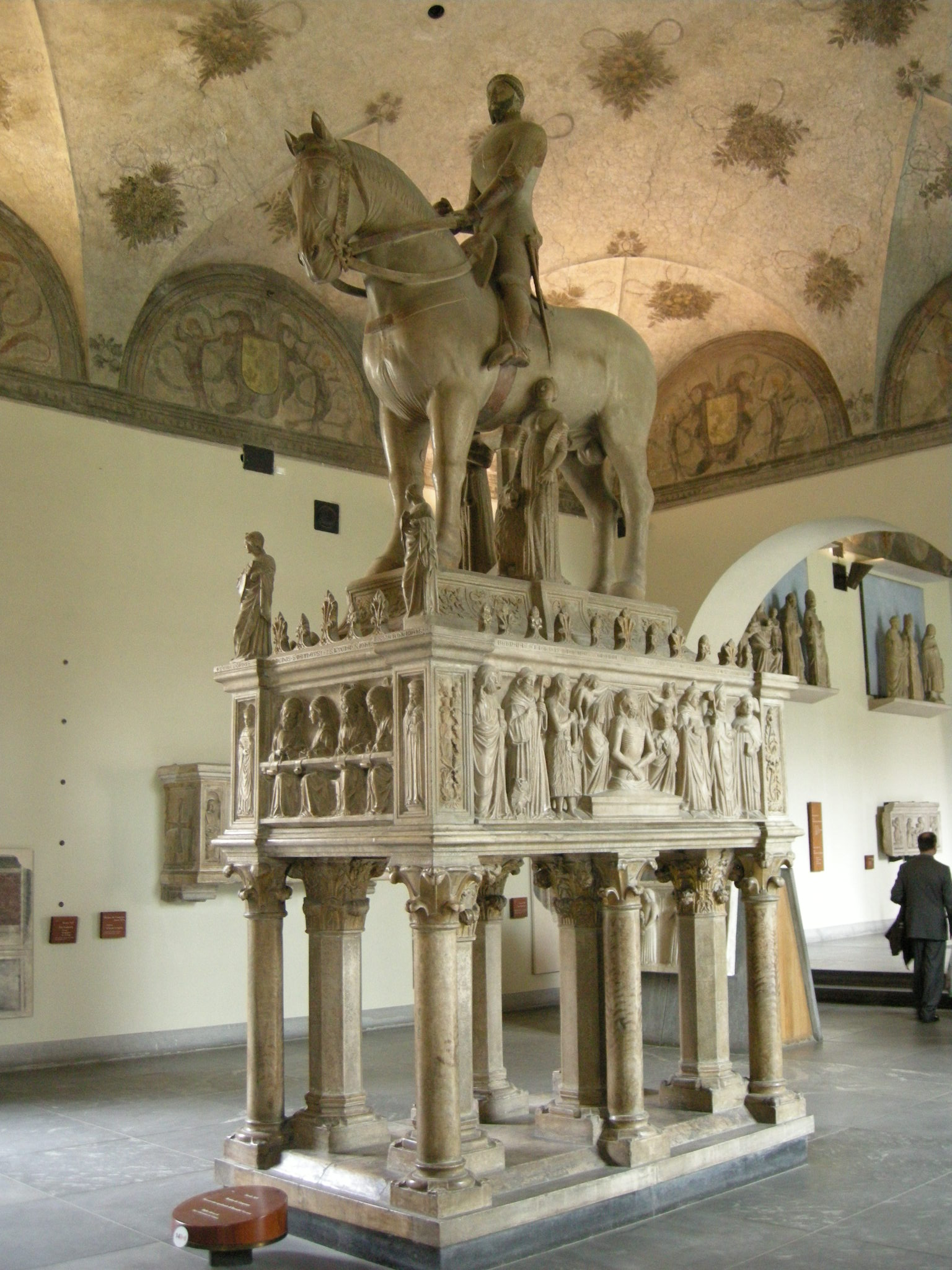
Monumento ecuestre a Bernabò Visconti de Bonino da Campione.

Obra maestra y máxima expresión de la escultura de los maestros campioneses es el Monumento equestre a Bernabò Visconti de Bonino da Campione, originalmente ubicado en la iglesia de San Giovanni in Conca. El monumento, hecho de un solo bloque de mármol de Carrara, consta de un sarcófago sostenido por doce columnas de varias formas y tamaños: como en el trabajo anterior, los cuatro lados del monumento son visibles y están decorados con relieves, respectivamente con la Incoronazione della Vergine, los Evangelisti, la Crocifissione con santi y la Pietà con santi.  El sarcófago está coronado por la imponente estatua ecuestre de Bernabò, una vez pintada, flanqueada por alegorías de la Fortezza y de la Sapienza.
Bonino y su taller, a pesar de haber recibido las influencias de la obra milanesa de Giovanni di Balduccio, muestran en la obra una continuación de la tradición naturalista lombarda, dando un fuerte énfasis a los detalles y a las decoraciones menores, mientras que el personaje principal es retratado deliberadamente solemne y hierático, lejos de la intensidad y del refinamiento de la tradición toscana balduccesca.
En cambio, el Monumento funebre di Azzone Visconti de Giovanni di Balduccio, conservado en la iglesia de San Gottardo in Corte, introdujo el monumento funerario con dosel sostenido sobre columnas en el área lombarda : la decoración del sarcófago es muy rica y está compuesta por figuras de Santi, mientras que en la parte superior unos Angeli  sostienen un telón fúnebre. El modelo fue propuesto algunos años más tarde por los Maestros campioneses en la construcción del Monumento funebre a Franchino Rusca.
En la basílica de Sant'Eustorgio se encuentra el Monumento funebre di Stefano e Valentina Visconti, imponente composición donde el sarcófago se inserta en un edículo con una cúspide sostenida por columnas torcidas, atribuida a Bonino da Campione por la atención al detalle y los motivos decorativos. También en la basílica se encuentra el Arca dei Re Magi, un tríptico de mármol con compartimentos y la Ancona della Passione con  Scene della vita di Cristo  con un remate en cúspides de forma ojival convexa.

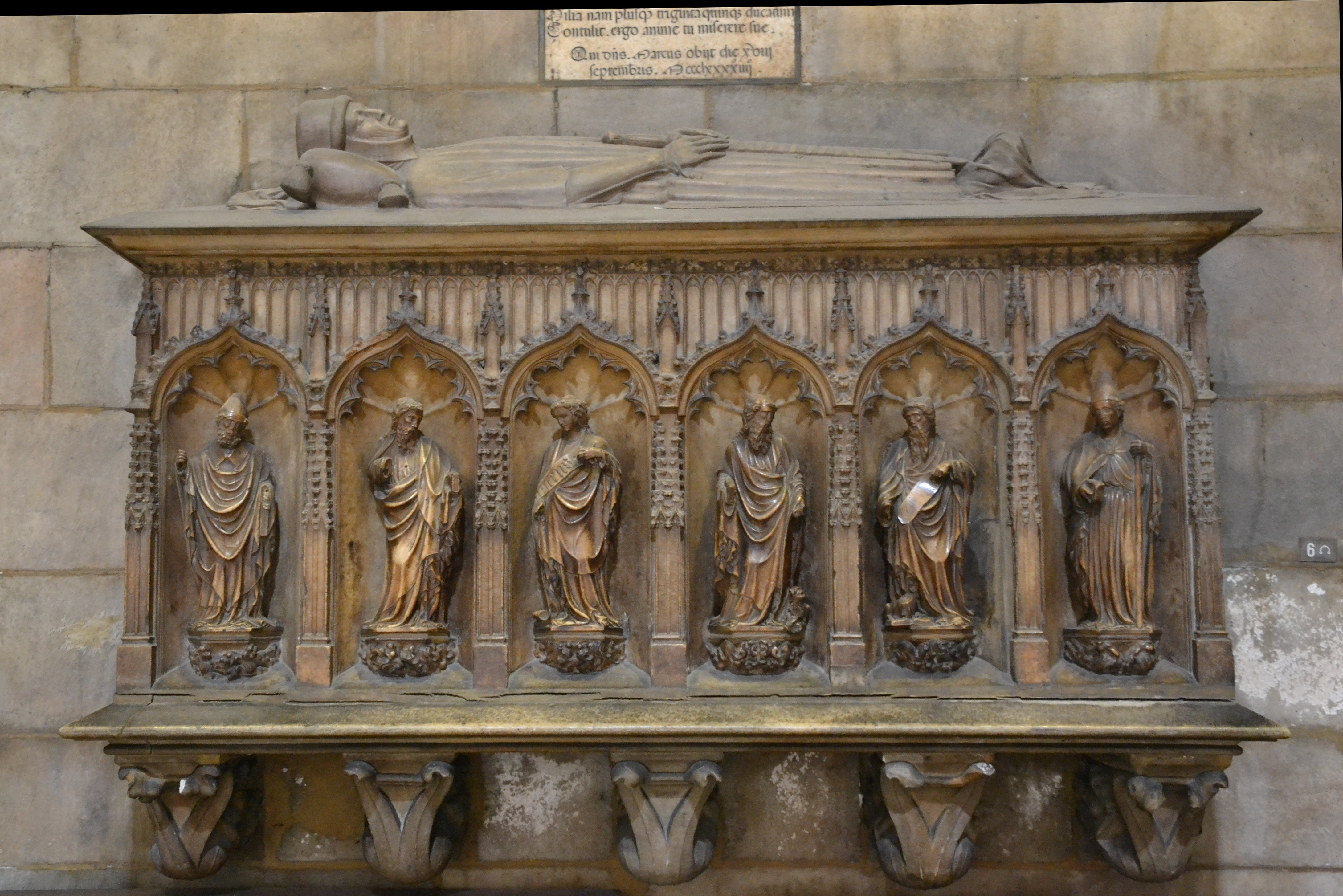
Monumento funebre a Pietro Torelli

Otros interesantes monumentos escultóricos del siglo XIV son el Arca di Martino Aliprandi, el Arca di Salvarino Aliprandi y el Arca di Rebaldo Aliprandi, conservados en la iglesia de San Marcos, obras escultóricas con gran atención a los detalles del naturalismo lombardo atribuidas a Maestros Campioneses no especificados. También en la misma iglesia se encuentra el Monumento funebre di Lanfranco Settala, un monumento de finales del siglo XIV, un ejemplo de la influencia de Giovanni di Balduccio en el área milanesa.
En cuanto a la escultura tardogótica del siglo XV, se debe mencionar el Monumento funebre a Pietro Torelli atribuido a Jacopino da Tradate ubicado en la capilla del mismo nombre en Sant'Eustorgio. El sarcófago descansa sobre seis elegantes columnas torcidas, que son la base de tres leones portantes: la caja marcada por cinco nichos retoma la tipología del  Monumento funebre a Marco Carelli del propio Jacopino en la catedral de Milán, en ambos casos con nichos terminando en cúspide. Sobre el sarcófago está el difunto yacente y un baldaquino coronado por un telón fúnebre sostenido por Angeli, estructura retomada del Monumento funebre di Azzone Visconti en San Gottardo, coronado por un edículo con un  Dio Padre benedicente en su interior. La composición, gracias a la suavidad de los ropajes y del telón, se desmarca de la hiératica y solemne producción estatuaria del primer gótico lombardo.